# 2009 dans les parcs de loisirs
| Années des parcs de loisirs : 2006 - 2007 - 2008 - 2009 - 2010 - 2011 - 2012    |
| Décennies des parcs de loisirs : 1970 - 1980 - 1990 - 2000 - 2010 - 2020 - 2030 |

## Parcs d'attractions
Ces différentes listes sont non exhaustives.

### Ouverture
- Happy Valley (Chengdu) ( Chine) ouvert au public le 17 janvier.
- Miragica ( Italie) ouvert au public le 3 avril.
- Gloria's Fantasyland ( Philippines) ouvert au public le 29 mai.
- Happy Valley (Shanghai) ( Chine) ouvert au public le 16 août.
- Trans Studio Makassar ( Indonésie) ouvert au public le 9 septembre.

### Fermeture
- Cypress Gardens Adventure Park ( États-Unis) fermeture au public le 23 septembre.
- Freestyle Music Park ( États-Unis) ferme en fin de saison et ne rouvrira pas en 2010.

### Changement de nom
- Hard Rock Park devient Freestyle Music Park ( États-Unis)
- Papea City devient Papéa Parc ( France)
- Disneyland Resort Paris redevient Disneyland Paris ( France)

## Événements
- Janvier
  - 27 janvier -  Autriche - Merlin Entertainments annonce la construction d'un musée de cire Madame Tussauds au cœur du Prater de Vienne[1].
- Février
  - 11 février -  Russie - Ouverture du salon Eurasian Amusement Parks and Attractions (EAAPA) à Moscou, en Russie, pour une durée de 3 jours[2].
- Avril
  - 11 avril -  France - Décès de René Monory, le fondateur du Futuroscope.
- Juillet
  - 5 juillet -  États-Unis - Une collision de deux trains du Walt Disney World Monorail a provoqué la mort du jeune chauffeur âgé de 21 ans.
  - 14 juillet -  Espagne - Inauguration de l'Hotel Gold River à PortAventura World[3].
- Août
  - 11 août -  Royaume-Uni - Un accident fait 21 blessés sur Big Dipper à Pleasure Beach, Blackpool.
  - 18 août -  Pays-Bas - Toverland accueille son 3 333 333e visiteur.
  - 22 août -  France - Accident au parc Saint-Paul : Une femme meurt, éjectée des montagnes russes Formule 1[4].
  - 31 août -  États-Unis - Disney annonce le rachat de Marvel Entertainment pour 4 milliards de dollars.
- Septembre
  - 11 septembre -  Espagne - La Caixa cède 50 % de PortAventura au fonds Investindustrial. Investindustrial n'achète pas d'actions à La Caixa, mais la société de gestion du parc augmente son capital de 94,8 millions d'euros et Investindustrial y souscrit intégralement[5]. Pour ce faire, la société Port Aventura SA est divisée en deux en décembre : Port Aventura Entertainment SA (PAESA), dont la participation est composée à 50 % de Criteria Caixa Corp et à 50 % par InvestIndustrial et Mediterranea Beach & Golf Resort SA (MBGRSA) : dont la participation est composée de Criteria Caixa Corp à 100 %[6],[7]. Port Aventura Entertainment SA est dorénavant responsable de la gestion des parcs, hôtels et du Centre de congrès. Mediterranea Beach & Golf Resort SA est dorénavant responsable de la gestion des terrains à des fins résidentielles et commerciales, du Beach Club et des terrains de golf[8]. Le centre de convention de PortAventura ouvre ses portes le 2 octobre 2009.
  - 12 septembre
    -  Pays-Bas - Efteling reçoit son 100 millionième visiteur[9].
    -  États-Unis - Disney annonce l'agrandissement du Fantasyland du Magic Kingdom (en Floride) et l'ouverture de Star Tours 2 en 2011 à Disneyland en Californie et aux Disney's Hollywood Studios de Floride.

  - 23 septembre -  États-Unis - Fermeture définitive de Cypress Gardens Adventure Park[10].
- Octobre
  - 7 octobre -  États-Unis - Blackstone rachète Busch Entertainment Corporation, la branche divertissement du groupe Anheuser-Busch pour 2,7 milliards de dollars[11].
- Novembre
  - 8 novembre -  Belgique - Plopsaland De Panne passe le cap du million de visiteurs[12].
  - 16 novembre -  États-Unis - Ouverture du salon international IAAPA 2009 (du 16 au 20 novembre) à Las Vegas, dans la Nevada[13].
- Décembre
  - 1er décembre -  États-Unis - Busch Entertainment Corporation, change de nom à la suite de son récent rachat et devient SeaWorld Parks & Entertainment[14].
  - 11 décembre -  Pays-Bas - Inauguration du Bosrijk à Efteling[15].

## Analyse économique de l'année
Fin avril 2010, l'organisme TEA (Themed Entertainment Association) assisté par Aecom Economics publient leur analyse globale du secteur des parcs d'attractions pour l'année 2009. Ce document, le The Global Attractions Attendance Report 2009, présente en détail plusieurs données clés de l'industrie mais également une série de classements des parcs les plus fréquentés, classés en catégorie. Cette analyse peut être considérée comme une référence du secteur.

### Classement des 10 groupes les plus importants
| Rang | Société                            | Fréquentation (en millions de visiteurs) | Tendance |
| ---- | ---------------------------------- | ---------------------------------------- | -------- |
| 1    | Walt Disney Parks and Resorts      | 119 100 000                              | 0,9 %    |
| 2    | Merlin Entertainments Group        | 38 600 000                               | 9,5 %    |
| 3    | Parques Reunidos                   | 24 800 000                               | 0,4 %    |
| 4    | Six Flags Inc.                     | 23 800 000                               | 5,9 %    |
| 5    | Universal Studios Recreation Group | 23 700 000                               | 7,8 %    |
| 6    | Busch Entertainment Corporation    | 23 600 000                               | 2,6 %    |
| 7    | Cedar Fair Entertainment           | 21 100 000                               | 7,0 %    |
| 8    | OCT Parks China                    | 15 800 000                               | 17,9 %   |
| 9    | CDA Parks                          | 10 000 000                               | 5,2 %    |
| 10   | Aspro Group                        | 8 200 000                                | -        |

### Classement des 25 parcs d'attractions les plus visités dans le monde
Pour quantifier l'évolution du marché mondial, TEA/AECOM se base sur l'addition du nombre d'entrées (c'est-à-dire de la fréquentation) des 25 parcs d'attractions les plus visités, quelle que soit leur location. Pour 2009, ce total s'est élevé à 185.64 millions de visiteurs, en léger recul (de 0,2 %) par rapport à 2008.
On remarque des tendances différentes selon les régions dans le monde. Ainsi, l'impact de la crise économique semble avoir été plus important sur l'activité des parcs d'attractions asiatiques, y compris ceux de Tokyo Disney Resort. En Amérique du Nord, les résultats sont contrastés, avec par exemple Universal Studios Florida et Universal's Islands of Adventure qui perdent près de 10 % de visiteurs, tandis que Disneyland et Disney's California Adventure prennent respectivement 8 et 9,5 % de visiteurs en plus. Quant aux trois seuls parcs européens présents dans ce classement, ils sont tous en hausse, en particulier Efteling qui a accueilli près de 25 % de visiteurs en plus qu'en 2008.
| Rang  | Parc                             | Ville / Pays             | Fréquentation (en millions de visiteurs) | Tendance |
| ----- | -------------------------------- | ------------------------ | ---------------------------------------- | -------- |
| 1     | Magic Kingdom                    | Orlando / États-Unis     | 17 233 000                               | 1,0 %    |
| 2     | Disneyland                       | Anaheim / États-Unis     | 15 900 000                               | 8,0 %    |
| 3     | Tokyo Disneyland                 | Tokyo / Japon            | 13 646 000                               | 4,5 %    |
| 4     | Parc Disneyland                  | Chessy / France          | 12 740 000                               | 0,4 %    |
| 5     | Tokyo DisneySea                  | Tokyo / Japon            | 12 004 000                               | 4,0 %    |
| 6     | Epcot                            | Orlando / États-Unis     | 10 990 000                               | 0,5 %    |
| 7     | Disney's Hollywood Studios       | Orlando / États-Unis     | 9 700 000                                | 1,0 %    |
| 8     | Disney's Animal Kingdom          | Orlando / États-Unis     | 9 590 000                                | 0,5 %    |
| 9     | Universal Studios Japan          | Osaka / Japon            | 8 000 000                                | 3,6 %    |
| 10    | Everland                         | Yongin / Corée du Sud    | 6 169 000                                | 6,5 %    |
| 11    | Disney's California Adventure    | Anaheim / États-Unis     | 6 050 000                                | 9,5 %    |
| 12    | SeaWorld Orlando                 | Orlando / États-Unis     | 5 800 000                                | 6,8 %    |
| 13    | Universal Studios Florida        | Orlando / États-Unis     | 5 530 000                                | 10,0 %   |
| 14    | Ocean Park                       | Hong Kong / Chine        | 4 800 000                                | 4,6 %    |
| 15    | Nagashima Spa Land               | Kuwana / Japon           | 4 700 000                                | 1,1 %    |
| 16    | Universal's Islands of Adventure | Orlando / États-Unis     | 4 627 000                                | 11,3 %   |
| 17    | Hong Kong Disneyland             | Hong Kong / Chine        | 4 600 000                                | 2,0 %    |
| 18    | Yokohama Hakkeijima Sea Paradise | Yokohama / Japon         | 4 500 000                                | 0,7 %    |
| 19    | Universal Studios Hollywood      | Los Angeles / États-Unis | 4 308 000                                | 6,0 %    |
| 20    | Lotte World                      | Séoul / Corée du Sud     | 4 261 000                                | 0,6 %    |
| 21    | Europa-Park                      | Rust / Allemagne         | 4 250 000                                | 6,3 %    |
| 22    | SeaWorld San Diego               | San Diego / États-Unis   | 4 200 000                                | 12,6 %   |
| 23    | Busch Gardens Tampa              | Tampa / États-Unis       | 4 100 000                                | 12,3 %   |
| 24    | Efteling                         | Kaatsheuvel / Pays-Bas   | 4 000 000                                | 25,0 %   |
| 25    | Jardins de Tivoli                | Copenhague / Danemark    | 3 870 000                                | 2,6 %    |
| TOTAL |                                  |                          | 185 640 000                              | 0,2 %    |

### Classement des 20 parcs d'attractions les plus visités en Amérique du Nord
La plupart des parcs nord-américains ont subi la crise économique, à l'exception des parcs Disney qui ont résisté, particulièrement à Disneyland Resort en Californie.
| Rang | Parc                             | Ville / Pays              | Fréquentation (en millions de visiteurs) | Tendance |
| ---- | -------------------------------- | ------------------------- | ---------------------------------------- | -------- |
| 1    | Magic Kingdom                    | Orlando / États-Unis      | 17 233 000                               | 1,0 %    |
| 2    | Disneyland                       | Anaheim / États-Unis      | 15 900 000                               | 8,0 %    |
| 3    | Epcot                            | Orlando / États-Unis      | 10 990 000                               | 0,5 %    |
| 4    | Disney's Hollywood Studios       | Orlando / États-Unis      | 9 700 000                                | 1,0 %    |
| 5    | Disney's Animal Kingdom          | Orlando / États-Unis      | 9 590 000                                | 0,5 %    |
| 6    | Disney's California Adventure    | Anaheim / États-Unis      | 6 050 000                                | 9,5 %    |
| 7    | SeaWorld Orlando                 | Orlando / États-Unis      | 5 800 000                                | 6,8 %    |
| 8    | Universal Studios Florida        | Orlando / États-Unis      | 5 530 000                                | 10,0 %   |
| 9    | Universal's Islands of Adventure | Orlando / États-Unis      | 4 627 000                                | 11,3 %   |
| 10   | Universal Studios Hollywood      | Los Angeles / États-Unis  | 4 308 000                                | 6,0 %    |
| 11   | SeaWorld San Diego               | San Diego / États-Unis    | 4 200 000                                | 12,6 %   |
| 12   | Busch Gardens Tampa              | Tampa / États-Unis        | 4 100 000                                | 12,3 %   |
| 13   | Knott's Berry Farm               | Buena Park / États-Unis   | 3 333 000                                | 6,5 %    |
| 14   | Canada's Wonderland              | Vaughan / Canada          | 3 160 000                                | 6,5 %    |
| 15   | Kings Island                     | Mason / États-Unis        | 3 000 000                                | 4,0 %    |
| 16   | Cedar Point                      | Sandusky / États-Unis     | 2 942 000                                | 8,0 %    |
| 17   | Busch Gardens Williamsburg       | Williamsburg / États-Unis | 2 900 000                                | 3,7 %    |
| 18   | Hersheypark                      | Hershey / États-Unis      | 2 807 000                                | 1,2 %    |
| 19   | Six Flags Great Adventure        | Jackson / États-Unis      | 2 634 000                                | 4,6 %    |
| 20   | Six Flags Magic Mountain         | Valencia / États-Unis     | 2 500 000                                | 2,5 %    |
| 20   | Six Flags Great America          | Gurnee / États-Unis       | 2 500 000                                | 6,3 %    |

### Classement des 20 parcs d'attractions les plus visités en Europe
La saison 2009 des parcs européens a été globalement positive, particulièrement en Allemagne et au Royaume-Uni, avec même des fréquentations en hausse de 25 % pour Efteling et 10 % pour Thorpe Park. Un seul complexe semble avoir vraiment beaucoup souffert de la crise économique, PortAventura Park, qui enregistre une chute de 9 % de sa fréquentation. Le parc danois Bakken, 8e du classement en 2008, n'est pas présent dans le classement en 2009 car il n'y a pas de vente de billets d'entrée (les visiteurs peuvent entrer gratuitement dans l'enceinte du parc).
| Rang | Parc                            | Ville / Pays                        | Fréquentation (en millions de visiteurs) | Tendance |
| ---- | ------------------------------- | ----------------------------------- | ---------------------------------------- | -------- |
| 1    | Parc Disneyland                 | Chessy / France                     | 12 740 000                               | 0,4 %    |
| 2    | Europa-Park                     | Rust / Allemagne                    | 4 250 000                                | 6,3 %    |
| 3    | Efteling                        | Kaatsheuvel / Pays-Bas              | 4 000 000                                | 25,0 %   |
| 4    | Jardins de Tivoli               | Copenhague / Danemark               | 3 870 000                                | 2,6 %    |
| 5    | Liseberg                        | Göteborg / Suède                    | 3 150 000                                | 3,3 %    |
| 6    | PortAventura Park               | Salou (Espagne) / Espagne           | 3 000 000                                | 9,1 %    |
| 7    | Gardaland                       | Castelnuovo del Garda / Italie      | 2 900 000                                | 4,0 %    |
| 8    | Parc Walt Disney Studios        | Chessy / France                     | 2 655 000                                | 1,6 %    |
| 9    | Alton Towers                    | Staffordshire / Royaume-Uni         | 2 650 000                                | 5,0 %    |
| 10   | Phantasialand                   | Brühl / Allemagne                   | 1 950 000                                | 2,6 %    |
| 11   | Legoland Windsor                | Windsor / Royaume-Uni               | 1 900 000                                | 5,0 %    |
| 12   | Thorpe Park                     | Chertsey (Angleterre) / Royaume-Uni | 1 870 000                                | 10,0 %   |
| 13   | Parc Astérix                    | Plailly / France                    | 1 820 000                                | 1,1 %    |
| 14   | Futuroscope                     | Poitiers / France                   | 1 700 000                                | 6,3 %    |
| 15   | Legoland Billund                | Billund / Danemark                  | 1 650 000                                | 0,0 %    |
| 16   | Mirabilandia                    | Savio / Italie                      | 1 624 000                                | 1,5 %    |
| 17   | Parque de Atracciones de Madrid | Madrid / Espagne                    | 1 500 000                                | 0,0 %    |
| 18   | Heide Park                      | Soltau / Allemagne                  | 1 400 000                                | 5,0 %    |
| 19   | Duinrell                        | Wassenaar / Pays-Bas                | 1 349 000                                | 0,5 %    |
| 20   | Chessington World of Adventures | Chessington / Royaume-Uni           | 1 300 000                                | (n/a)    |

### Classement des 15 parcs d'attractions les plus visités en Asie et en région Pacifique
| Rang | Parc                             | Ville / Pays          | Fréquentation (en millions de visiteurs) | Tendance |
| ---- | -------------------------------- | --------------------- | ---------------------------------------- | -------- |
| 1    | Tokyo Disneyland                 | Tokyo / Japon         | 13 646 000                               | -4,5 %   |
| 2    | Tokyo DisneySea                  | Tokyo / Japon         | 12 004 000                               | -4,0 %   |
| 3    | Universal Studios Japan          | Osaka / Japon         | 8 000 000                                | -3,6 %   |
| 4    | Everland                         | Yongin / Corée du Sud | 6 169 000                                | -6,5 %   |
| 5    | Ocean Park Hong Kong             | Hong Kong / Chine     | 4 800 000                                | -4,6 %   |
| 6    | Nagashima Spa Land               | Kuwana / Japon        | 4 700 000                                | 1,1 %    |
| 7    | Hong Kong Disneyland             | Hong Kong / Chine     | 4 600 000                                | 2,0 %    |
| 8    | Yokohama Hakkeijima Sea Paradise | Yokohama / Japon      | 4 500 000                                | -0,7 %   |
| 9    | Lotte World                      | Séoul / Corée du Sud  | 4 261 000                                | 0,6 %    |
| 10   | Happy Valley (Shenzhen)          | Shenzhen / Chine      | 2 800 000                                | -11,9 %  |
| 11*  | Window of the World              | Shenzhen / Chine      | 2 500 000                                | -4,9 %   |
| 11*  | Dunia Fantasi                    | Jakarta / Indonésie   | 2 500 000                                | -3,8 %   |
| 13*  | Chimelong Paradise               | Guangzhou / Chine     | 2 400 000                                | -7,7 %   |
| 13*  | Happy Valley (Chengdu)           | Chengdu / Chine       | 2 400 000                                | (n/a)    |
| 15   | Happy Valley (Pékin)             | Pékin / Chine         | 2 350 000                                | 11,9 %   |

## Attractions
Ces listes sont non exhaustives.

### Montagnes russes

#### Délocalisations
| Nom               | Type / Modèle                    | Constructeur | Parc                            | Pays       | Anciennement                                        |
| ----------------- | -------------------------------- | ------------ | ------------------------------- | ---------- | --------------------------------------------------- |
| Carolina Cobra    | Boomerang                        | Vekoma       | Carowinds                       | États-Unis | Head Spin à Geauga Lake                             |
| Eurospeed         | E-Powered                        | Mack Rides   | Europark                        | France     | Rothaarblitz à Panorama-Park Sauerland Wildpark     |
| Fiesta Express    | Wild Mouse                       | Zamperla     | Gillian's FunLand               | États-Unis | Fiesta Express à Cypress Gardens Adventure Park     |
| Hornet            | Métal / MK-700 (sur mesure)      | Vekoma       | Wonderland Amusement Park       | États-Unis | Mayan Mindbender à Six Flags AstroWorld             |
| Roller Coaster    | Junior / Tivoli Large            | Zierer       | Papéa Parc                      | France     | Beaver Land Mine Ride à Geauga Lake                 |
| Roller Coaster F1 | Métal / Zyklon ZL42              | Pinfari      | Wesole Miasteczko Park          | Pologne    | Grizzly à Kongeparken                               |
| Serpent           | Assises / Galaxi                 | S.D.C.       | Kokomo's Family Fun Center      | États-Unis | Serpent à LeSourdsville Lake Amusement Park         |
| Sky Mountain      | Giant Inverted Boomerang         | Vekoma       | Mirabilandia                    | Brésil     | Déjà Vu à Six Flags Over Georgia                    |
| Vértigo           | Wild Mouse / Compact Mobile      | Mack Rides   | Parque de Atracciones de Madrid | Espagne    | Speedy Bob (1 des 2 circuits) à Bobbejaanland       |
| Viktor Vandorm    | Junior / Tivoli (sur mesure)     | Zierer       | BonbonLand                      | Danemark   | Flinker Fridolin à Panorama-Park Sauerland Wildpark |
| Wild Mouse        | Wild Mouse / Wild Maus Classique | Maurer Rides | Funtown Splashtown USA          | États-Unis | Wild Mouse à Jolly Roger Amusement Park             |

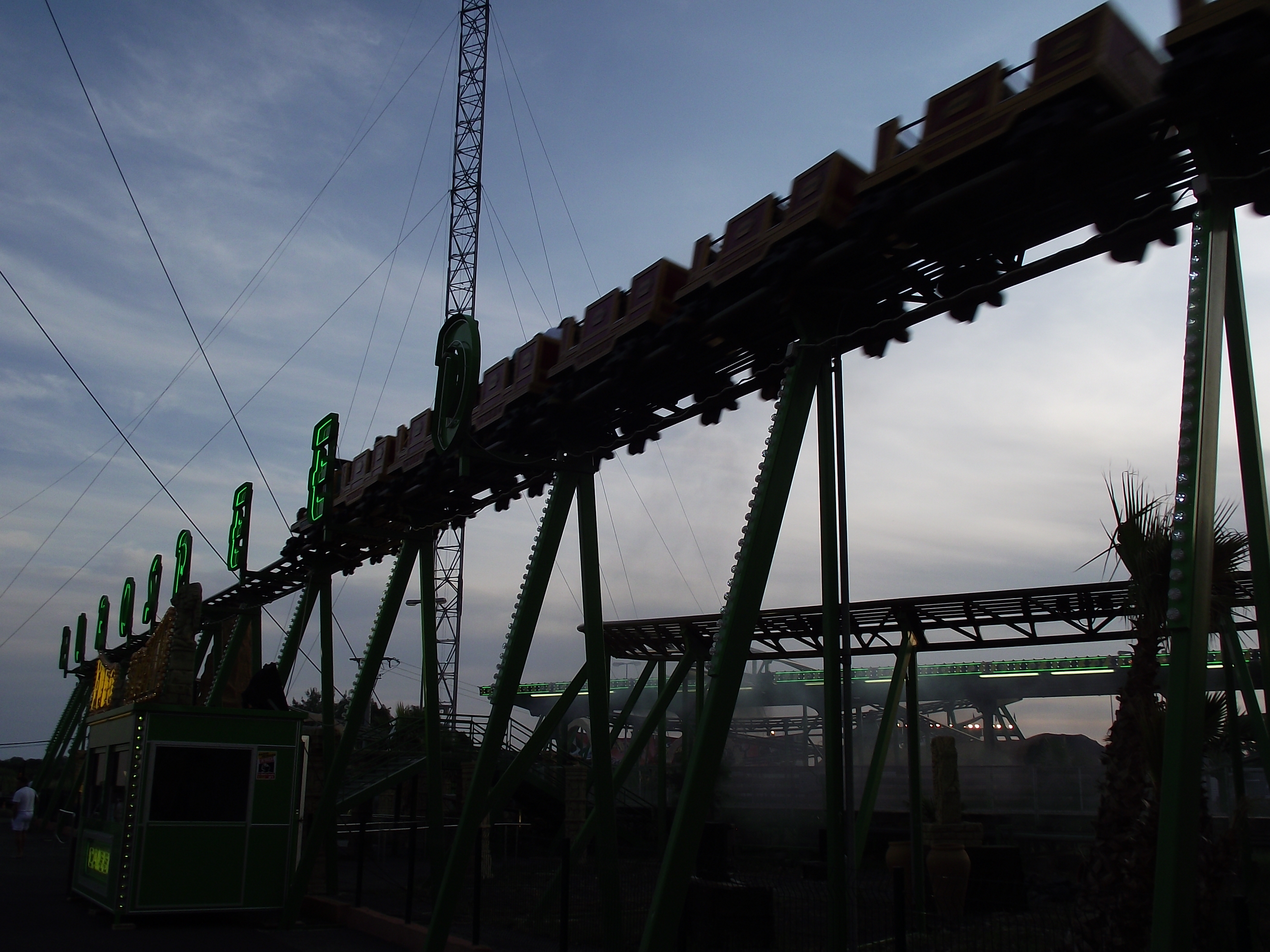
Eurospeed à Europark
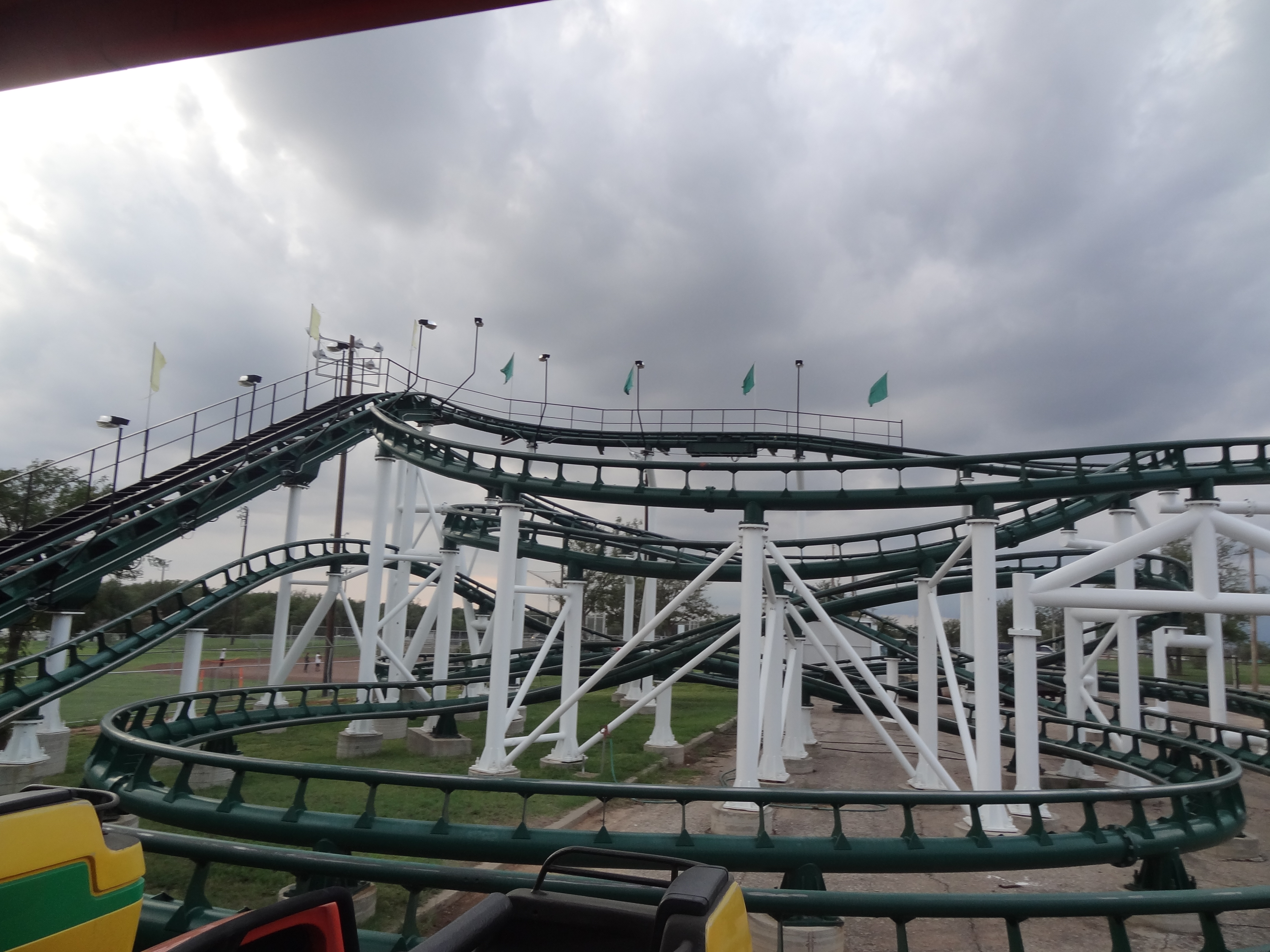
Hornet à Wonderland Amusement Park
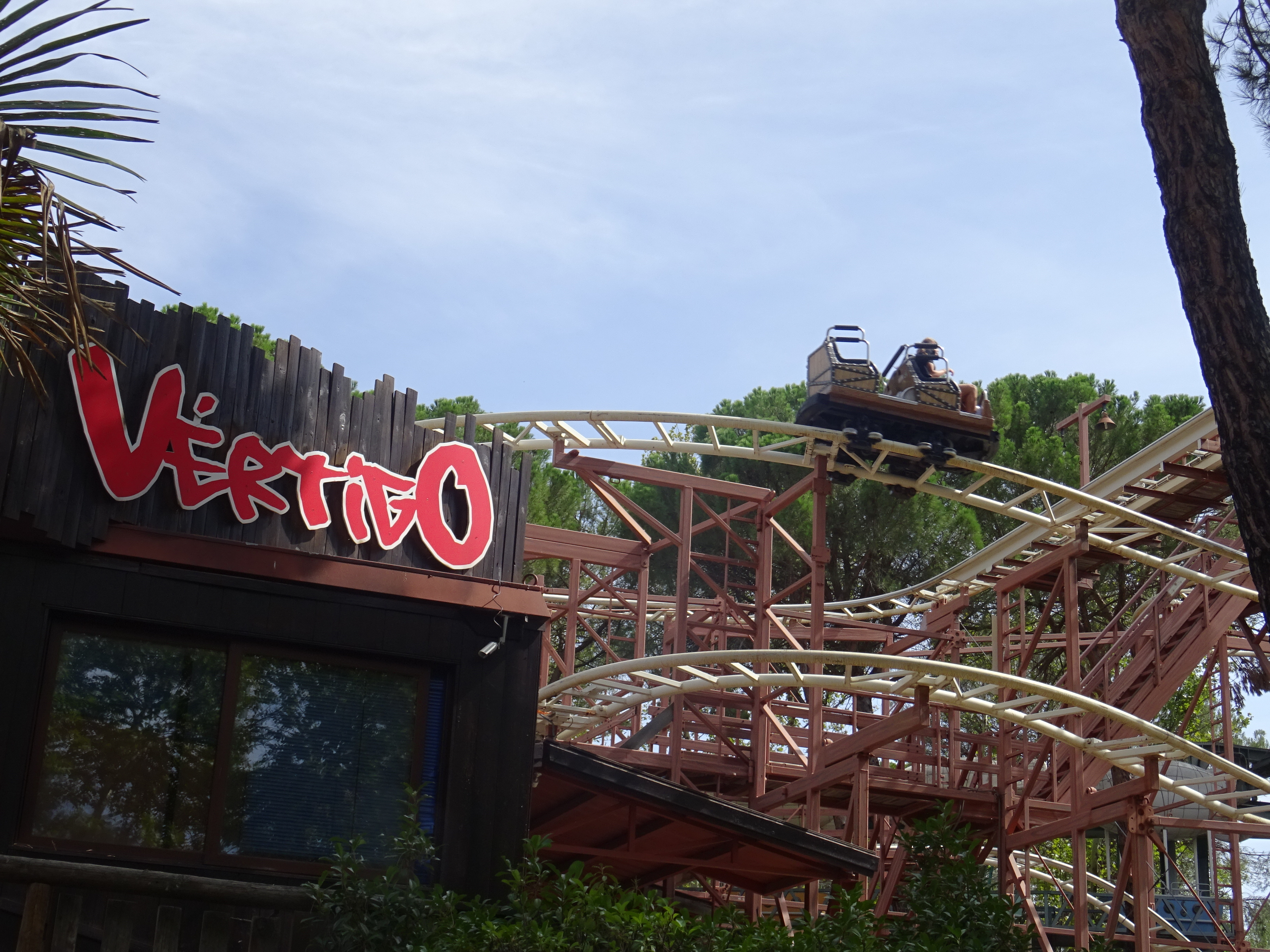
Vertigo à Parque de Atracciones de Madrid
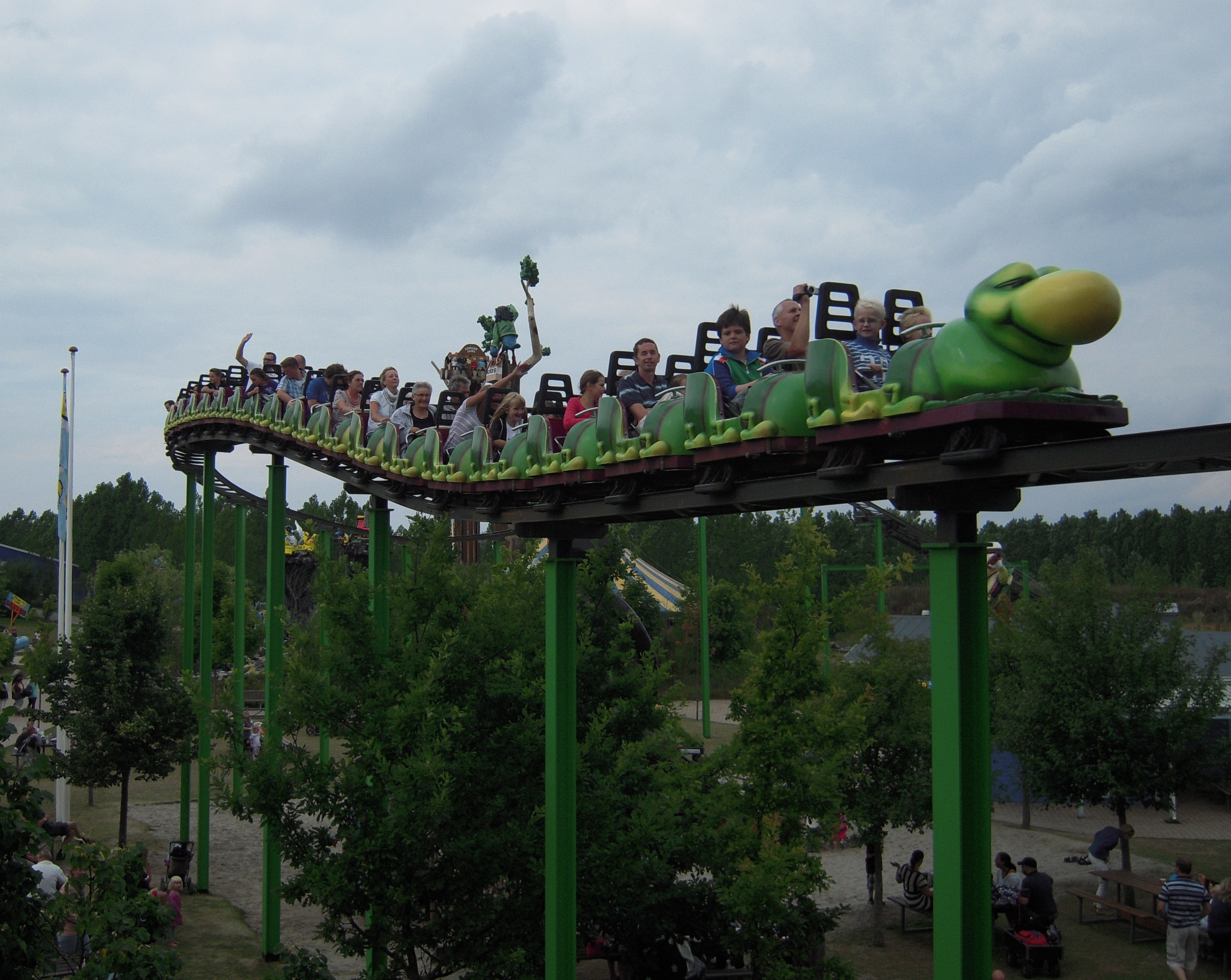
Viktor Vandorm à BonbonLand

#### Nouveautés
| Nom                            | Type / Modèle                         | Constructeur                 | Parc                           | Pays        |
| ------------------------------ | ------------------------------------- | ---------------------------- | ------------------------------ | ----------- |
| Anubis The Ride                | Lancées                               | Gerstlauer                   | Plopsaland De Panne            | Belgique    |
| Blue Fire                      | Lancées                               | Mack Rides                   | Europa-Park                    | Allemagne   |
| Correcaminos Bip Bip           | Junior                                | Mack Rides                   | Parque Warner Madrid           | Espagne     |
| Crazy Elves                    | Tournoyantes / Twister Coaster 420STD | Zamperla                     | Happy Valley Shanghai          | Chine       |
| Delfinexpressen                | Junior                                | Vekoma                       | Kolmårdens Djurpark            | Suède       |
| Diamondback                    | Méga                                  | Bolliger & Mabillard         | Kings Island                   | États-Unis  |
| Diving Coaster                 | Machine plongeante / Méga             | Bolliger & Mabillard         | Happy Valley Shanghai          | Chine       |
| Dragon in Clouds               | Inversées / SLC                       | Vekoma                       | Happy Valley Chengdu           | Chine       |
| Dragon in Snowfield            | Train de la mine                      | Vekoma                       | Happy Valley Chengdu           | Chine       |
| El Toro                        | Bois                                  | Great Coasters International | Freizeitpark Plohn             | Allemagne   |
| Falcon                         | Euro-Fighter                          | Gerstlauer                   | Duinrell                       | Pays-Bas    |
| Fluch von Novgorod             | Euro-Fighter                          | Gerstlauer                   | Hansa-Park                     | Allemagne   |
| Fly Over Mediterranean         | Assises                               | Intamin                      | Happy Valley Chengdu           | Chine       |
| Grover's Alpine Express        | Junior / Force (sur mesure)           | Zierer                       | Busch Gardens Williamsburg     | États-Unis  |
| Hollywood Rip Ride Rockit      | Métal                                 | Maurer Rides                 | Universal Studios Florida      | États-Unis  |
| Innovative Roller Coaster      | Vekoma Junior Coaster                 | Vekoma                       | Innovative Film City           | Inde        |
| Insane                         | Quadridimensionnelles / ZacSpin       | Intamin                      | Gröna Lund                     | Suède       |
| iSpeed                         | Lancées                               | Intamin                      | Mirabilandia                   | Italie      |
| Kozmo's Kurves                 | Junior                                | E&F Miler Industries (en)    | Knoebels                       | États-Unis  |
| LeLe'e Chariot                 | Junior                                | Golden Horse                 | Happy Valley Shanghai          | Chine       |
| Mad Rats                       | Wild Mouse / ZXC-24A                  | Golden Horse                 | Happy Valley Chengdu           | Chine       |
| Manta                          | Volantes                              | Bolliger & Mabillard         | SeaWorld Orlando               | États-Unis  |
| Mega-Lite                      | Métal / Mega-Lite                     | Intamin                      | Happy Valley Shanghai          | Chine       |
| Mine Train                     | E-Powered                             | Zamperla                     | Minitalia Leolandia Park       | Italie      |
| Mine Train Coaster             | Train de la mine                      | Intamin                      | Happy Valley Shanghai          | Chine       |
| Mumbo Jumbo                    | Métal / El Loco                       | S&S Worldwide                | Flamingo Land Theme Park & Zoo | Royaume-Uni |
| Prowler                        | Bois                                  | Great Coasters International | Worlds of Fun                  | États-Unis  |
| Rabalder                       | Junior / Force Two                    | Zierer                       | Liseberg                       | Suède       |
| Rakevet Harim Leyladim         | Family Gravity Coaster 80STD          | Zamperla                     | Superland                      | Israël      |
| Saw - The Ride                 | Euro-Fighter                          | Gerstlauer                   | Thorpe Park                    | Royaume-Uni |
| Senzafiato                     | Lancées                               | Intamin                      | Miragica                       | Italie      |
| Spaccatempo                    | Wild Mouse / Twister Coaster Compact  | Zamperla                     | Miragica                       | Italie      |
| Terminator Salvation: The Ride | Bois                                  | Great Coasters International | Six Flags Magic Mountain       | États-Unis  |
| The Dark Night                 | Wild Mouse                            | Mack Rides                   | Six Flags México               | Mexique     |
| Tornado                        | Tournoyantes                          | Intamin                      | Bakken                         | Danemark    |
| Train de la mine               | Junior                                | Soquet                       | La Coccinelle                  | France      |
| Tranan                         | À véhicules suspendus / Free Fly      | S&S Worldwide                | Skara Sommarland               | Suède       |
| Wooden Coaster - Fireball      | Bois                                  | The Gravity Group            | Happy Valley Shanghai          | Chine       |

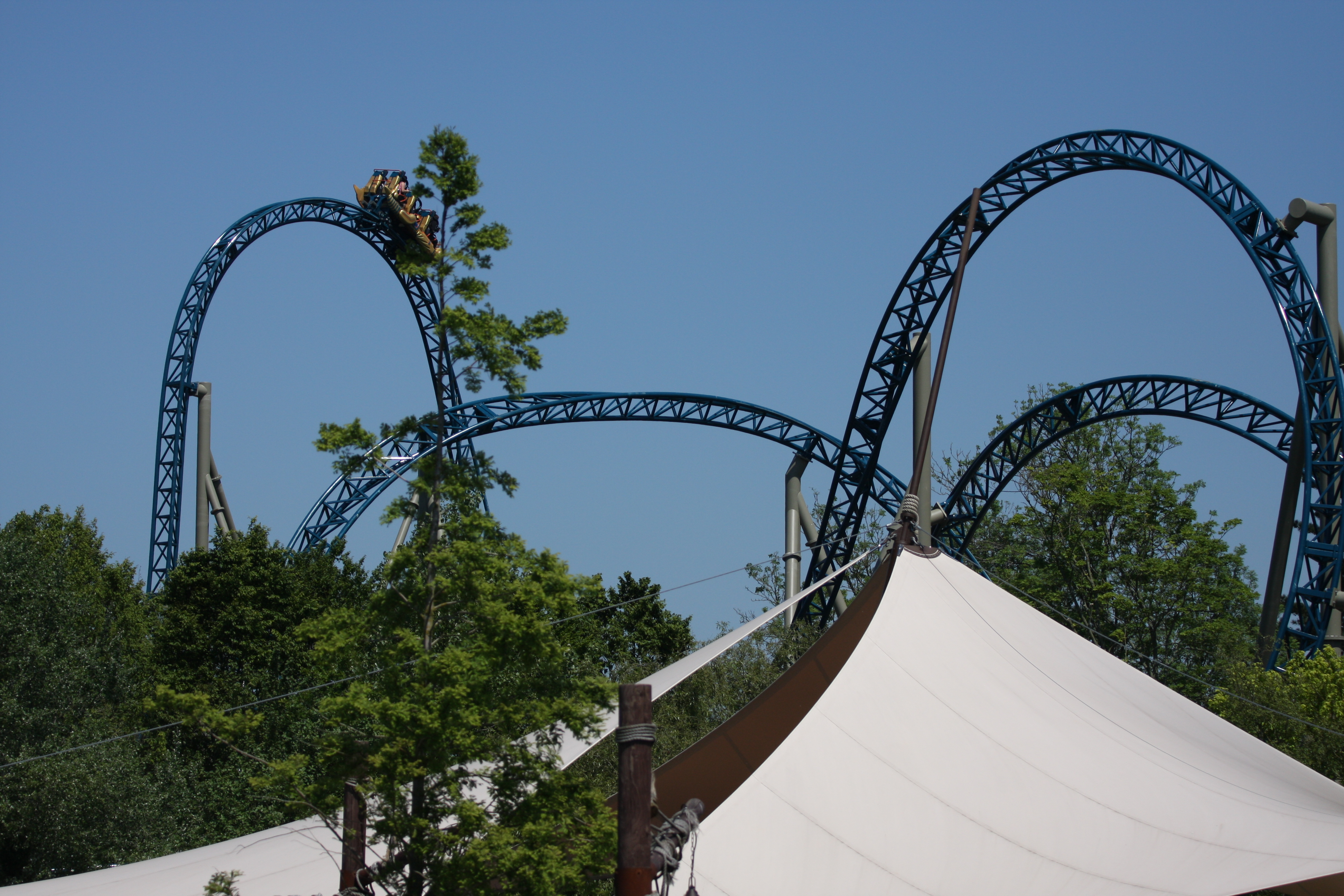
Anubis The Ride à Plopsaland De Panne
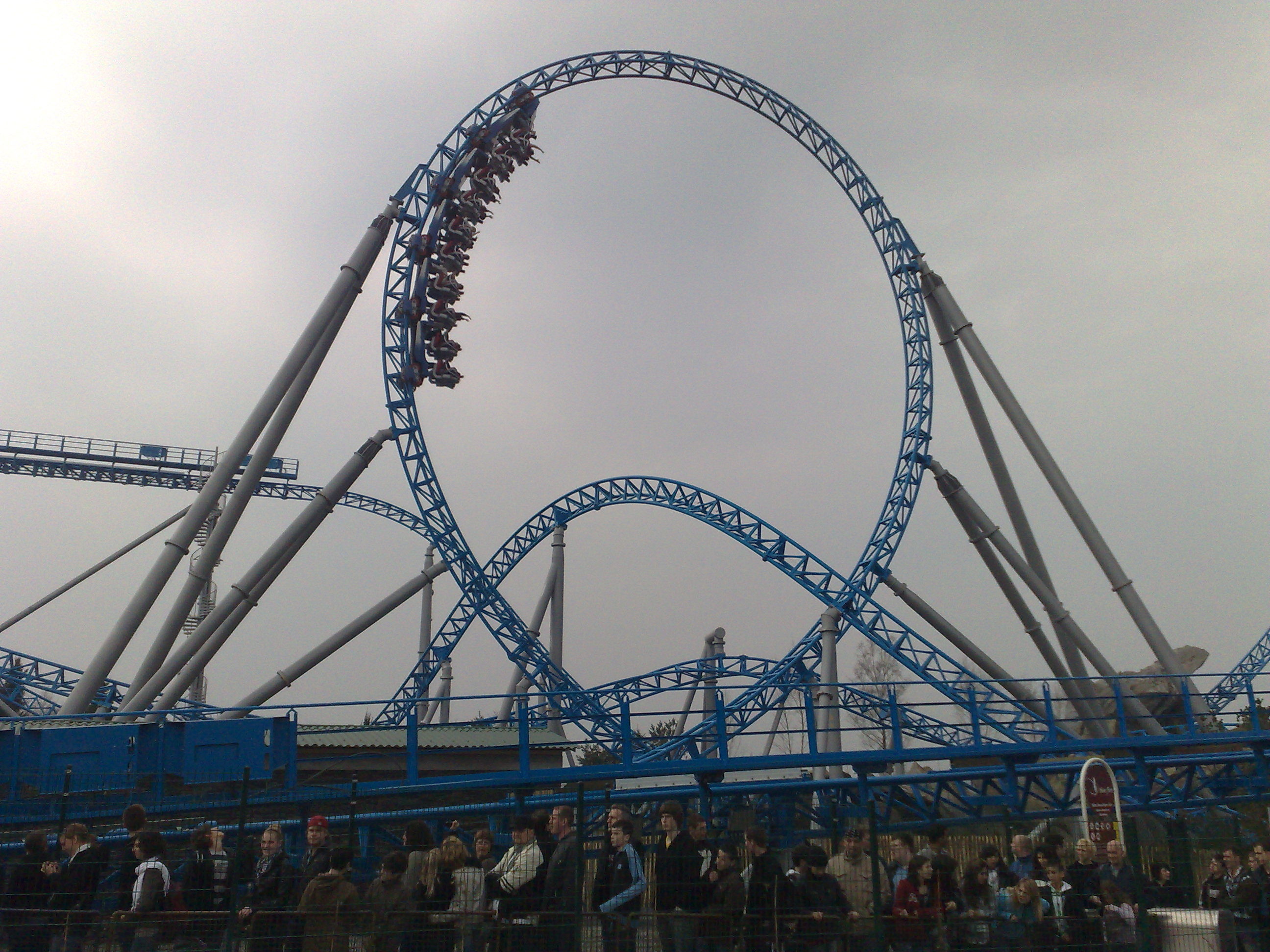
Blue Fire à Europa-Park
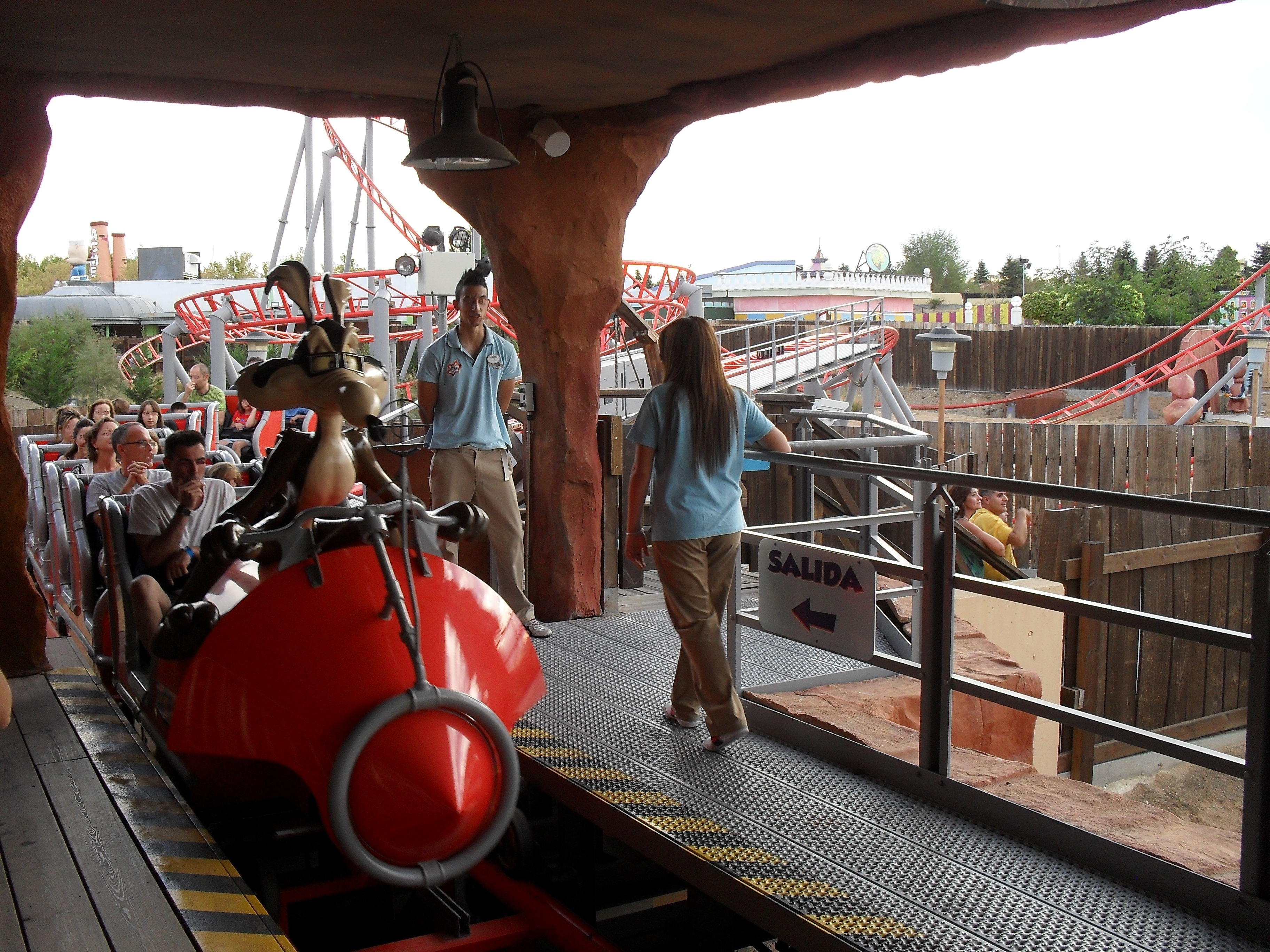
Correcaminos Bip Bip à Parque Warner Madrid
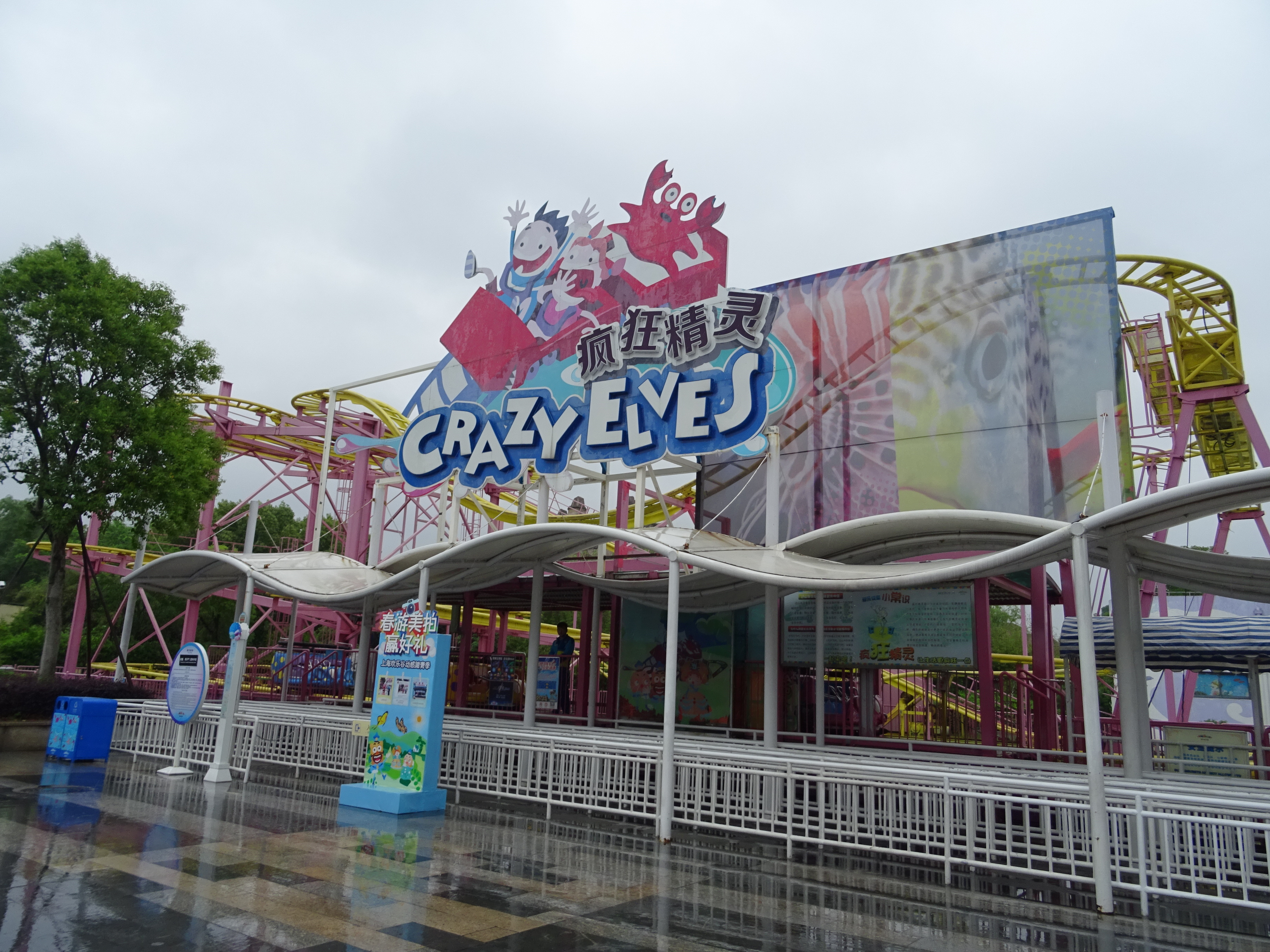
Crazy Elves à Happy Valley Shanghai
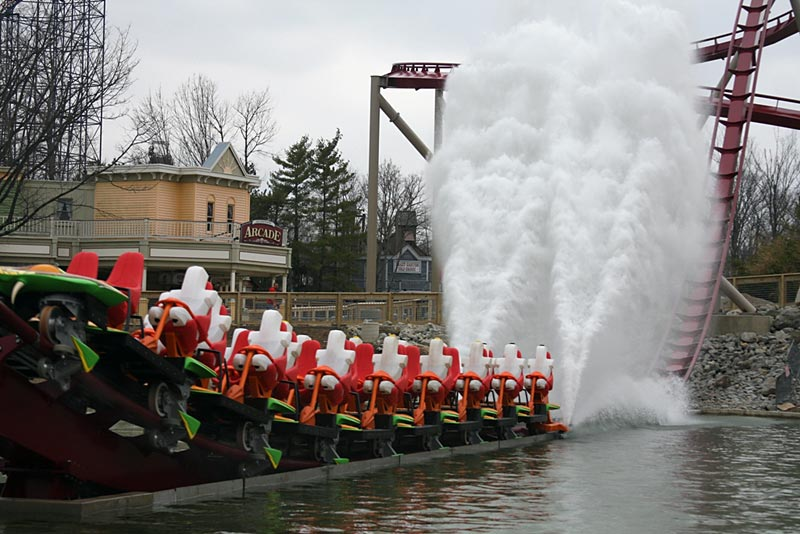
Diamondback à Kings Island
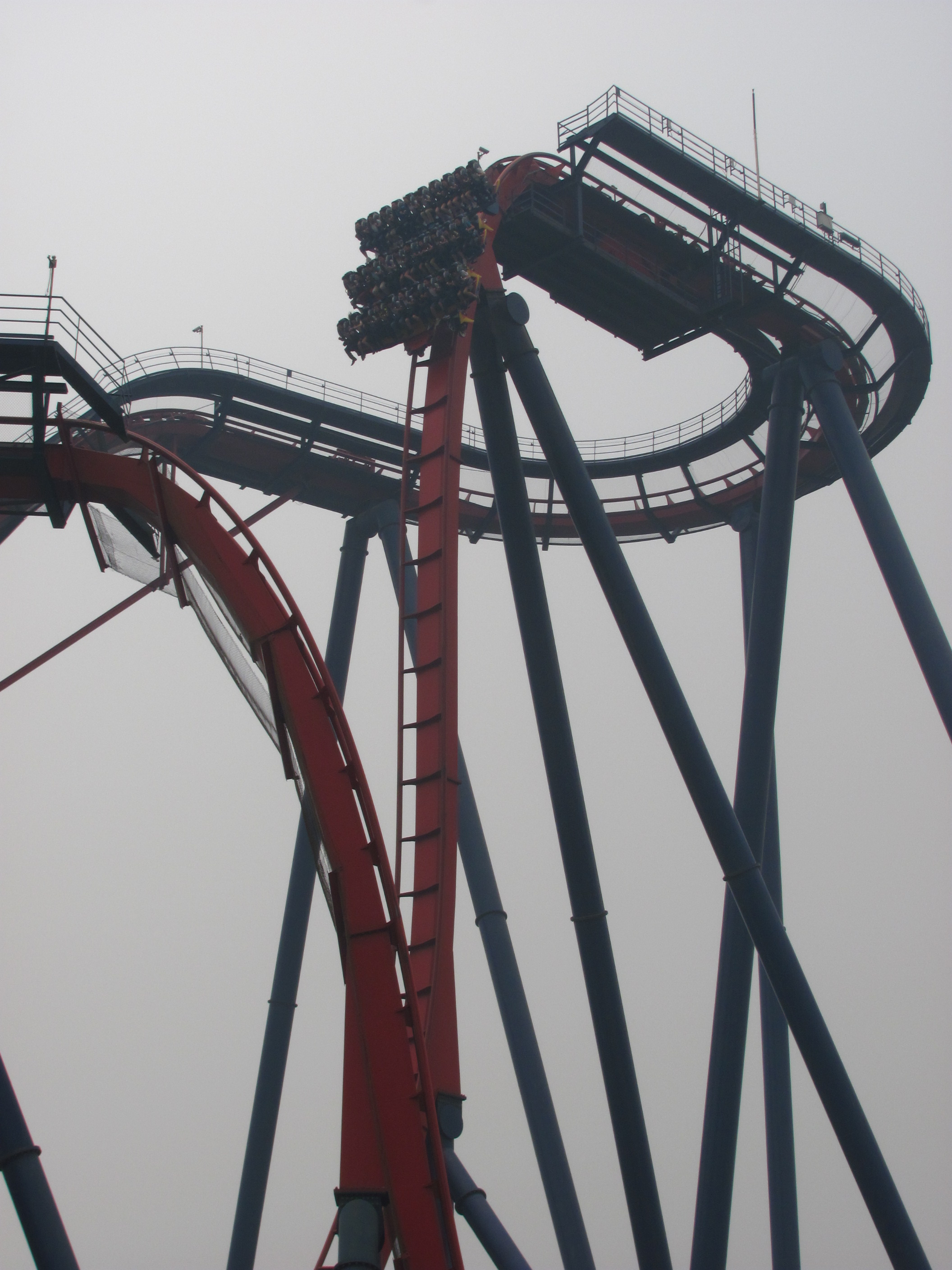
Diving Coaster à Happy Valley Shanghai
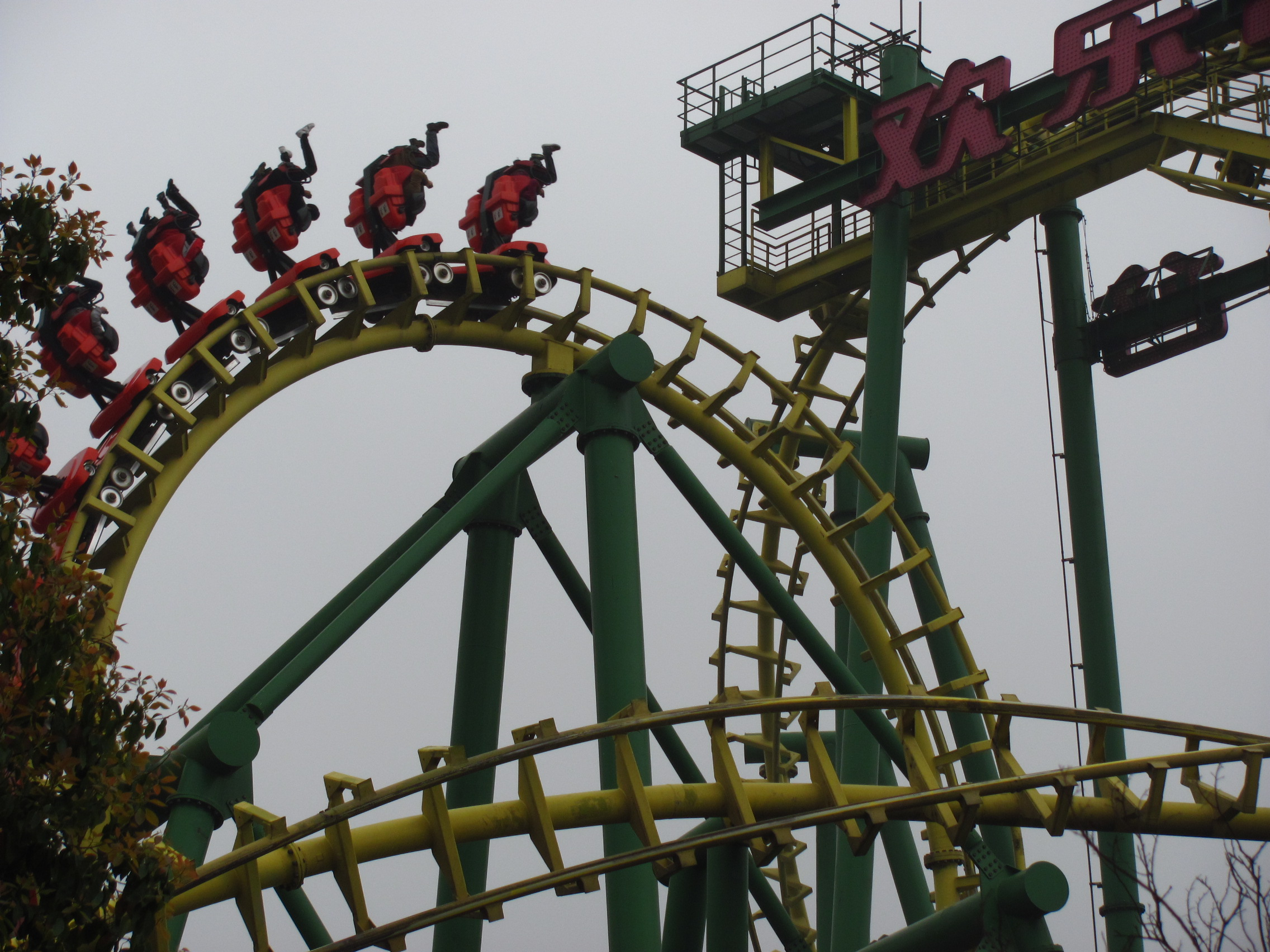
Dragon in Clouds à Happy Valley (Chengdu)
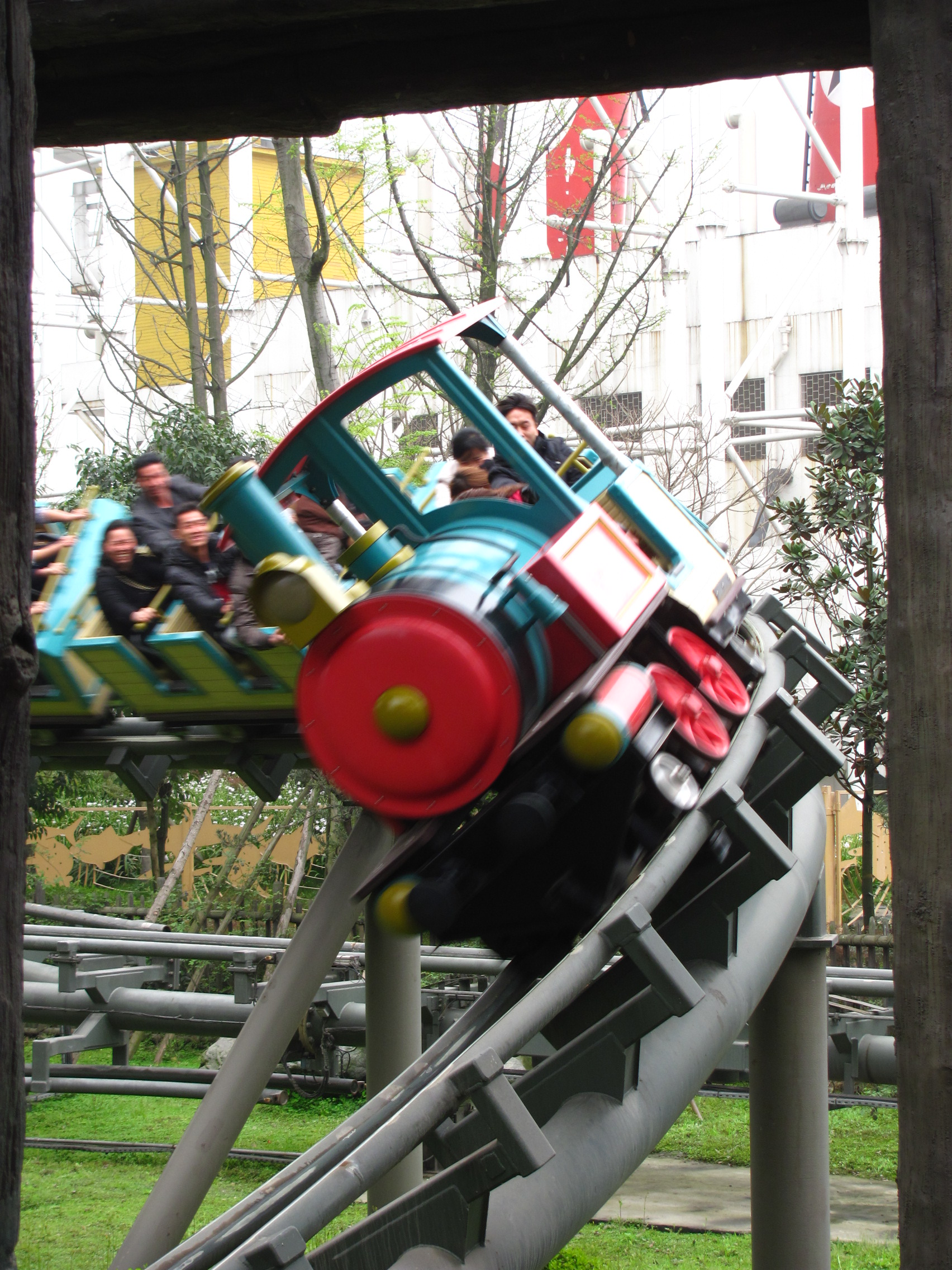
Dragon in Snowfield à Happy Valley (Chengdu)
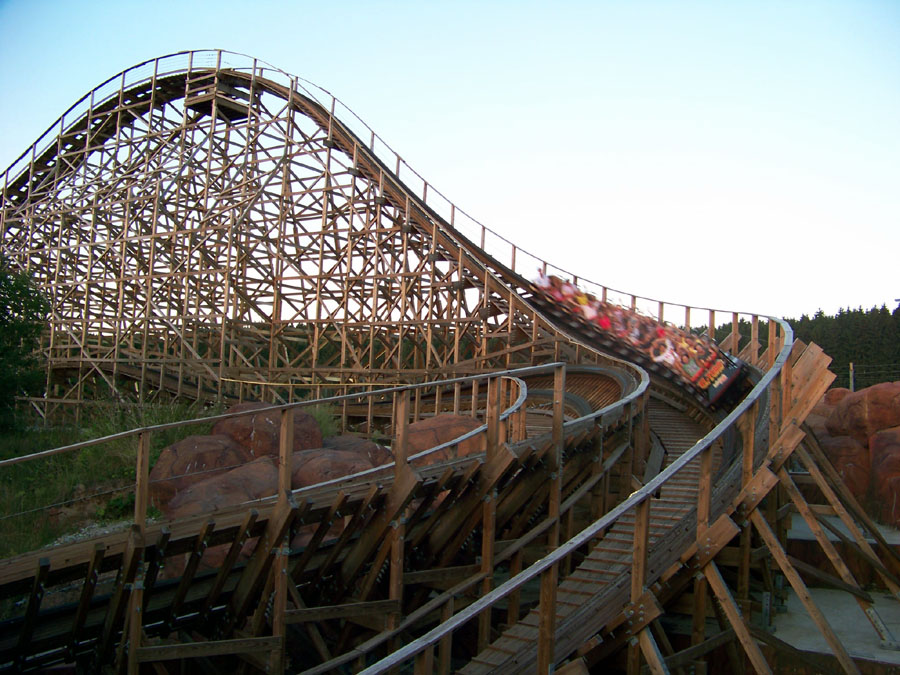
El Toro à Freizeitpark Plohn
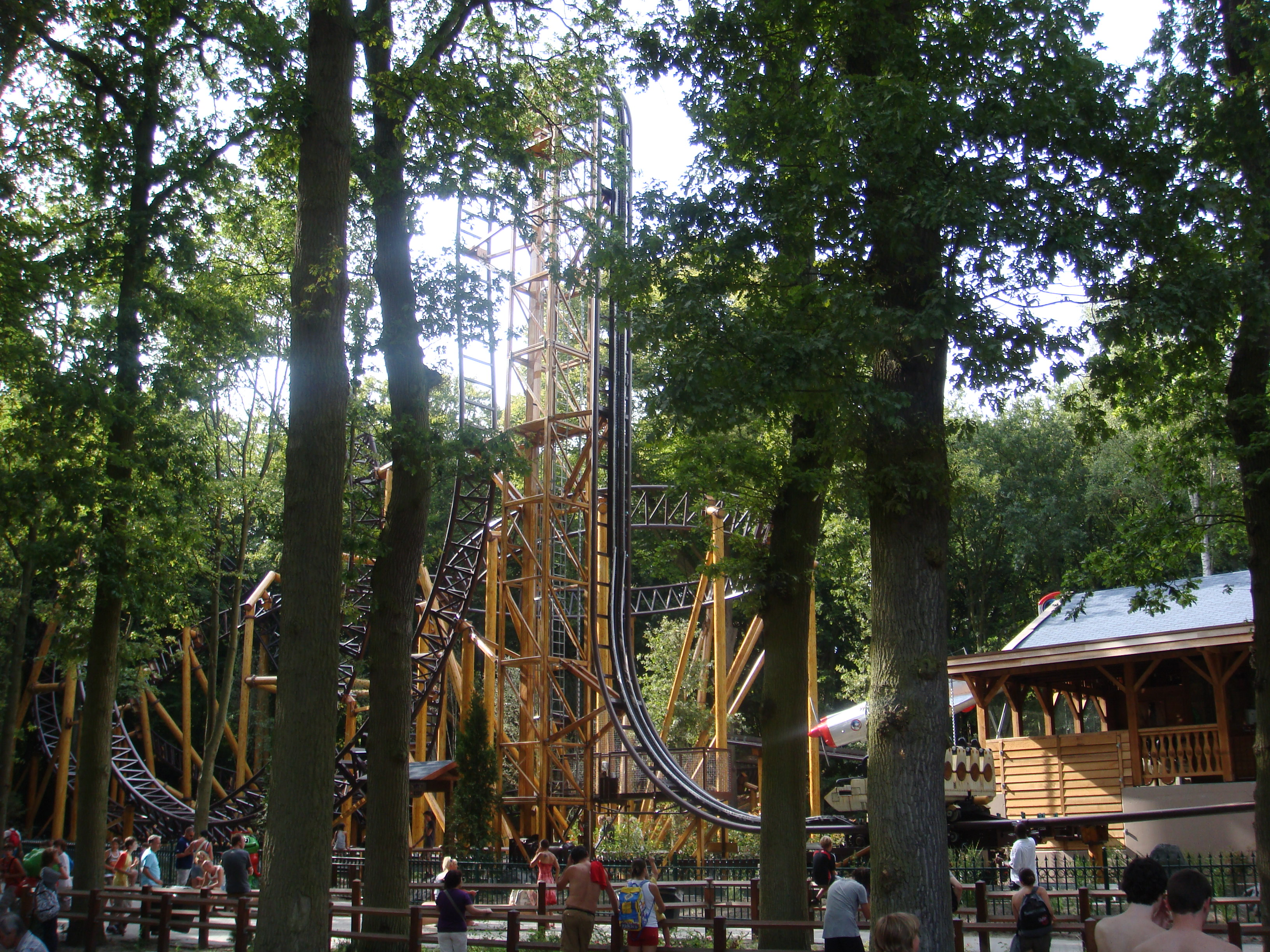
Falcon à Duinrell
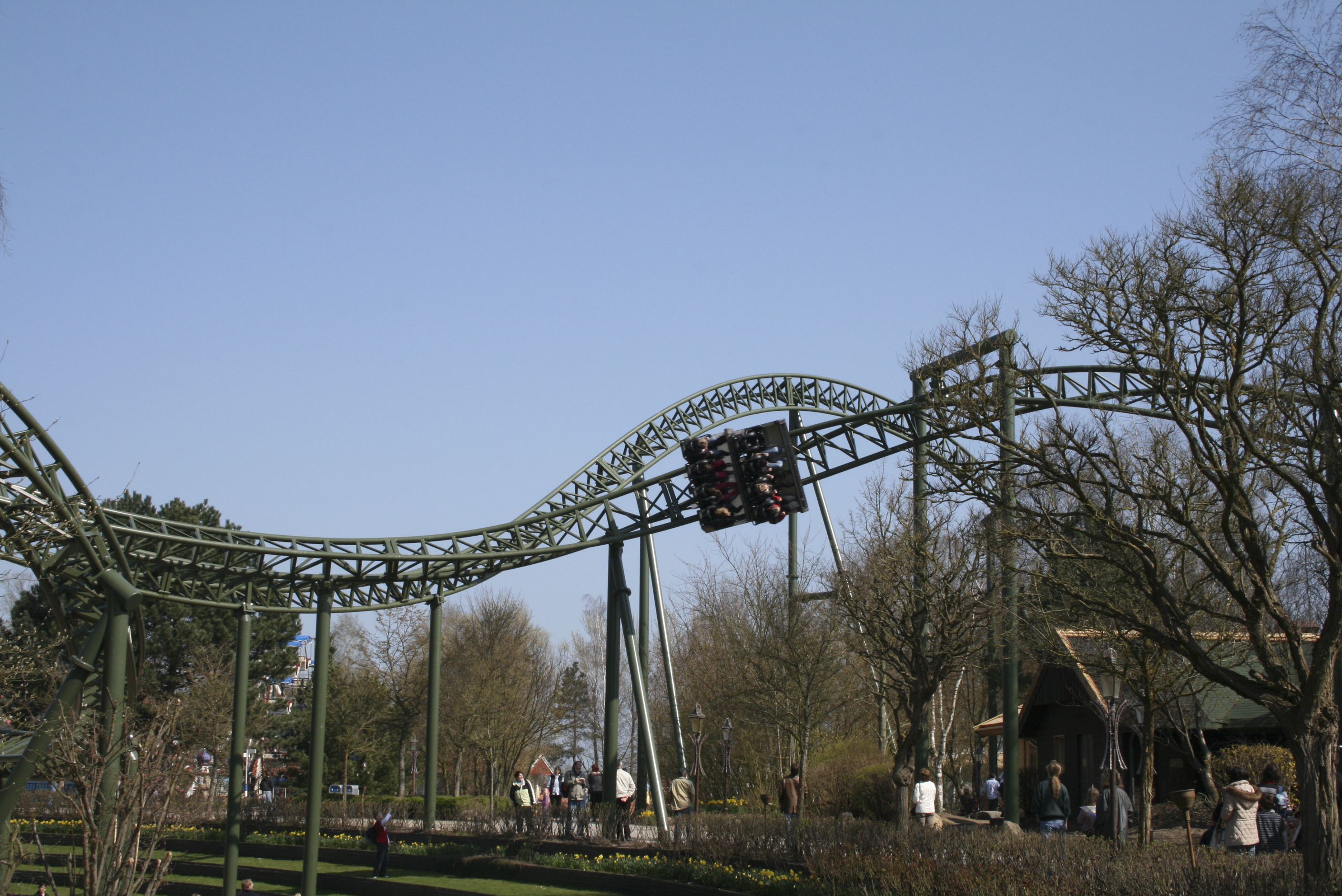
Fluch von Novgorod à Hansa-Park
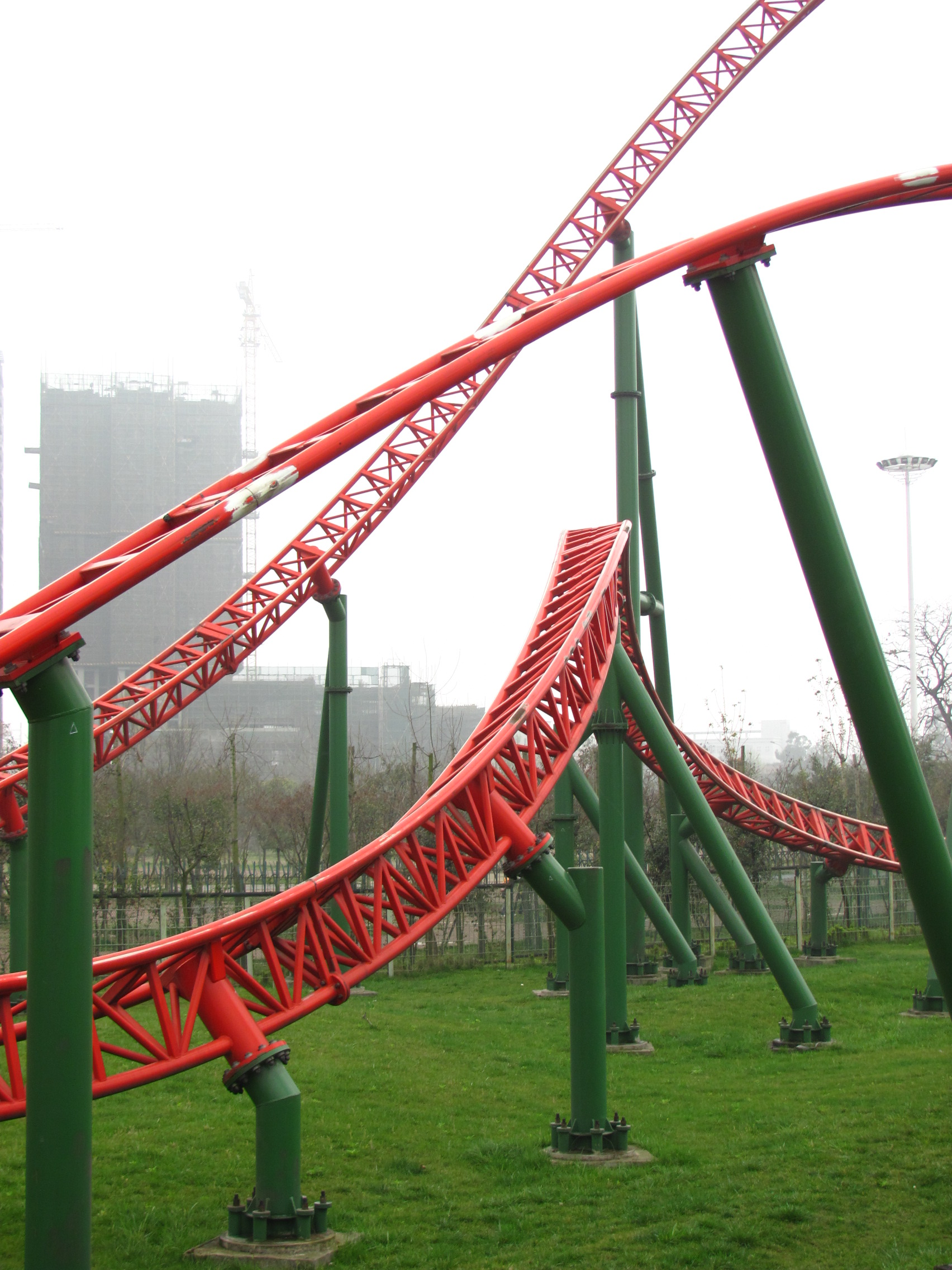
Fly Over Mediterranean à Happy Valley (Chengdu)
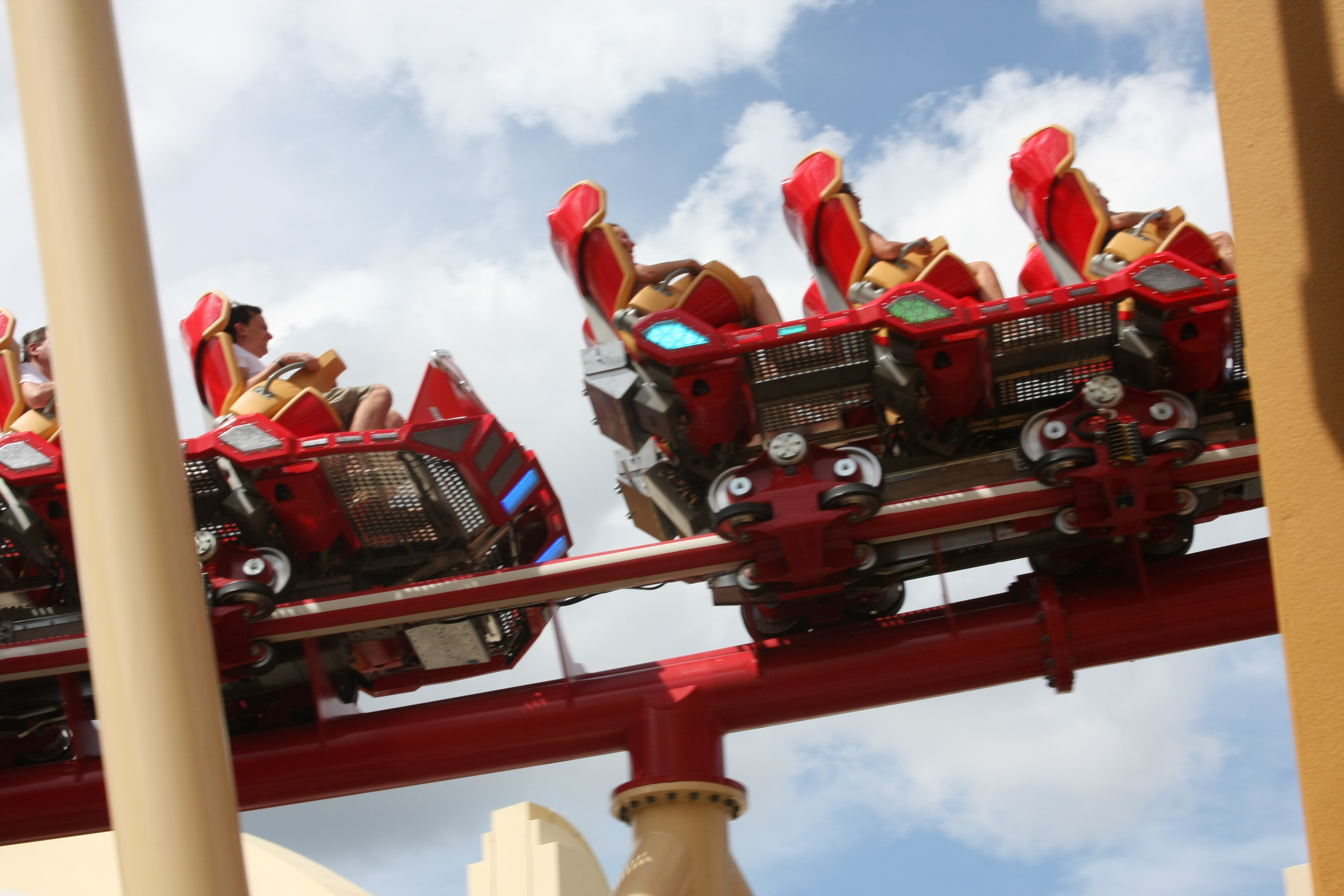
Hollywood Rip Ride Rockit à Universal Studios Florida
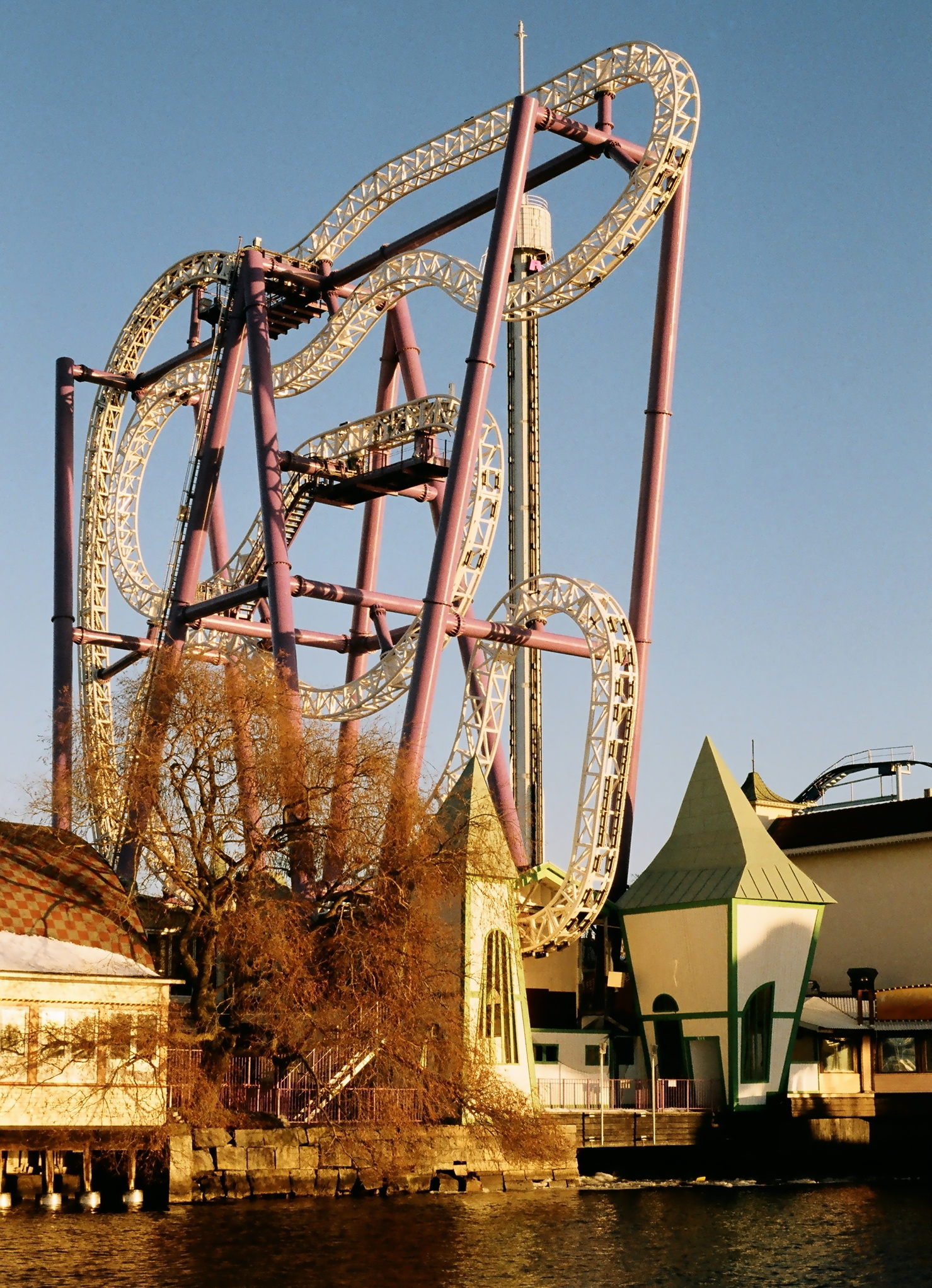
Insane à Gröna Lund
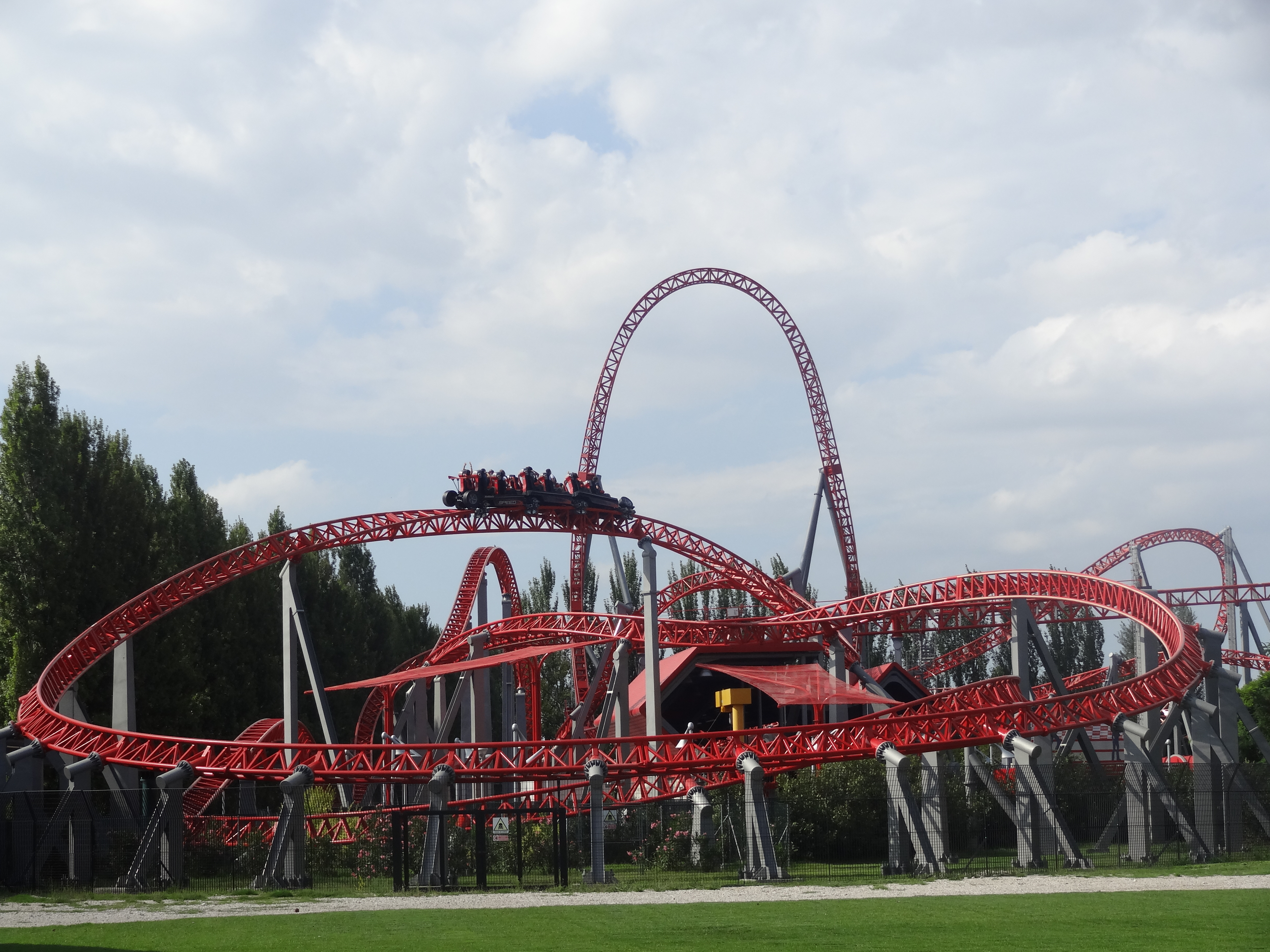
iSpeed à Mirabilandia
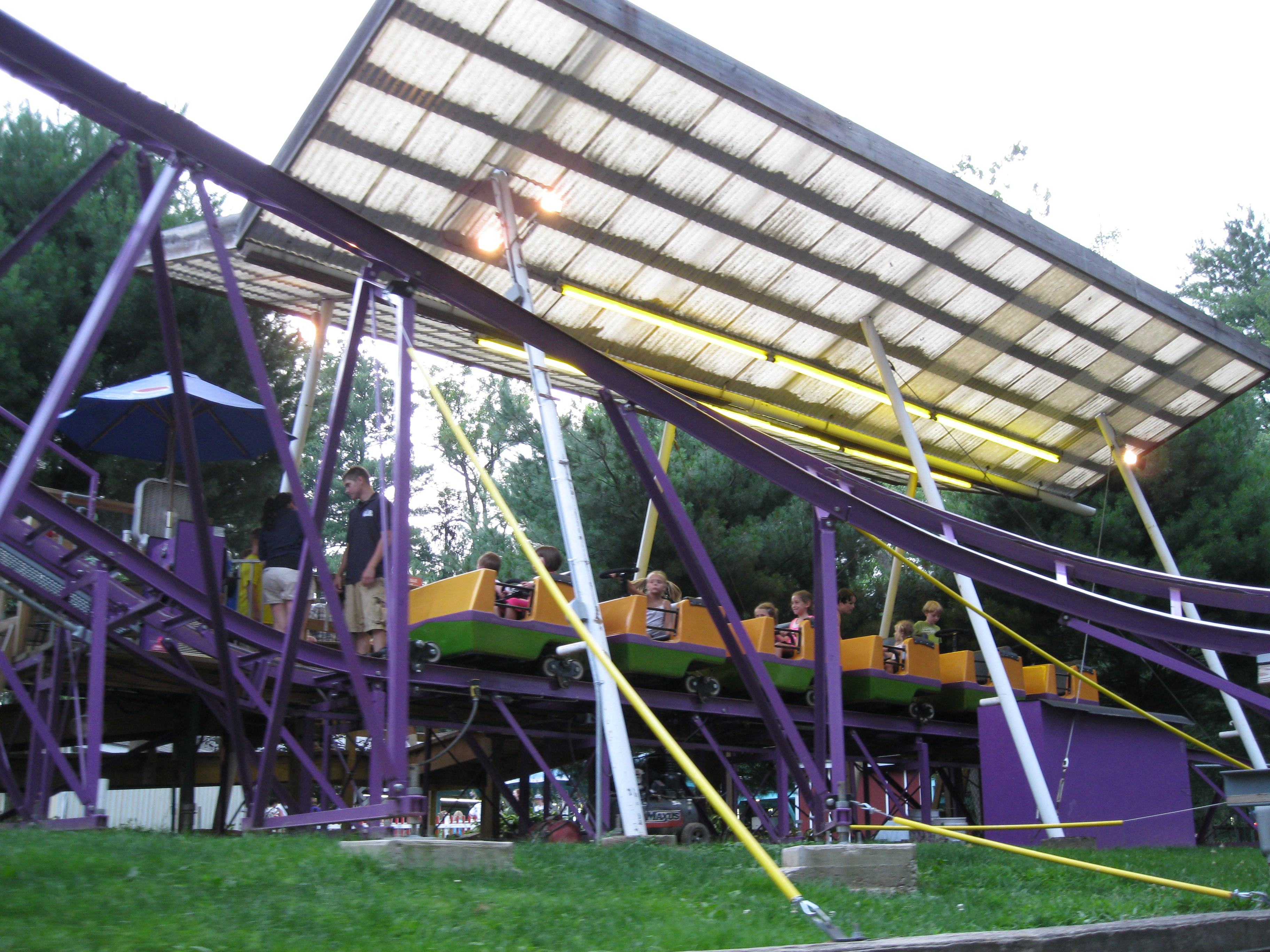
Kosmo's Kurves à Knoebels
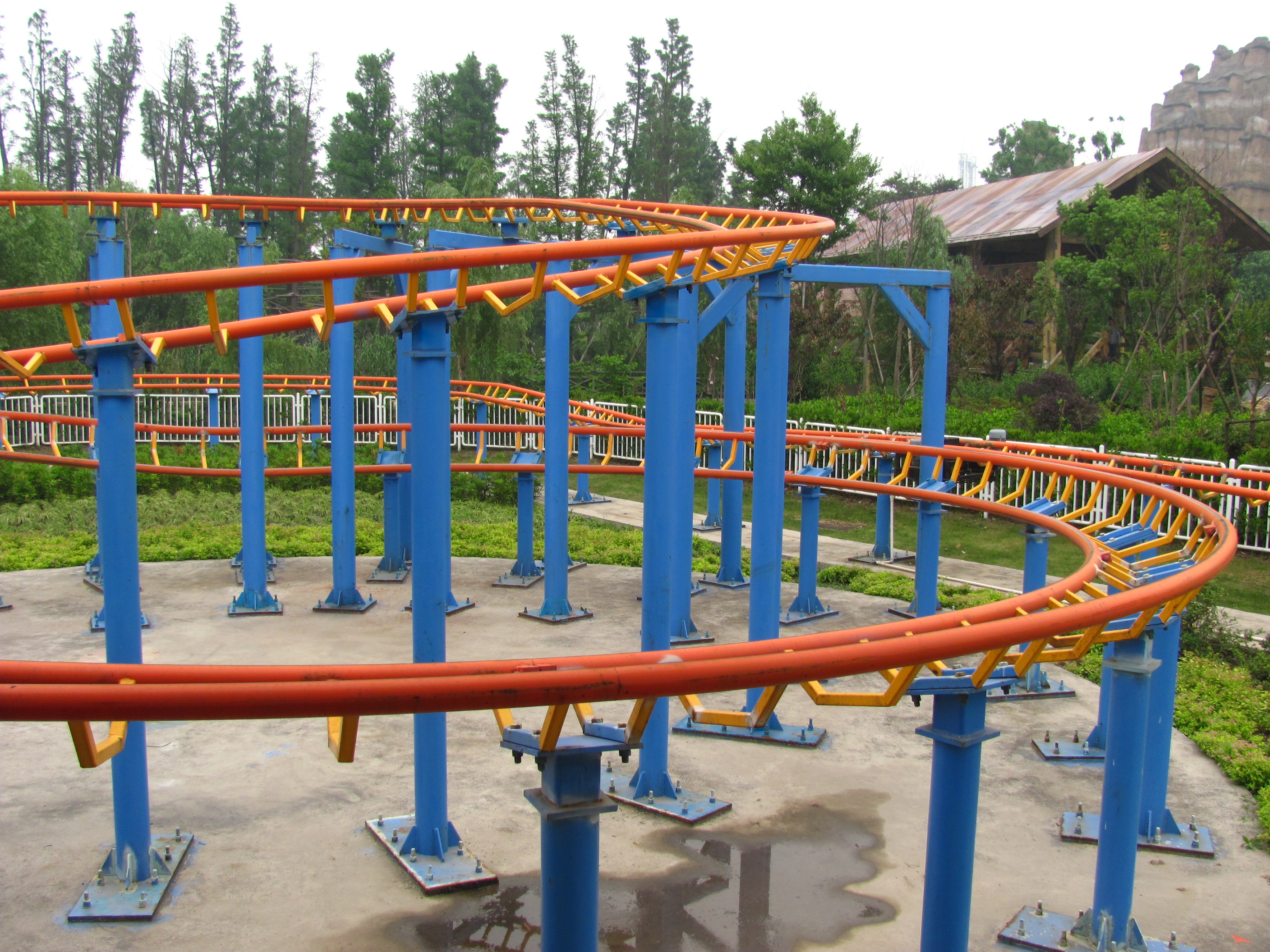
Lele's Chariot à Happy Valley Shanghai
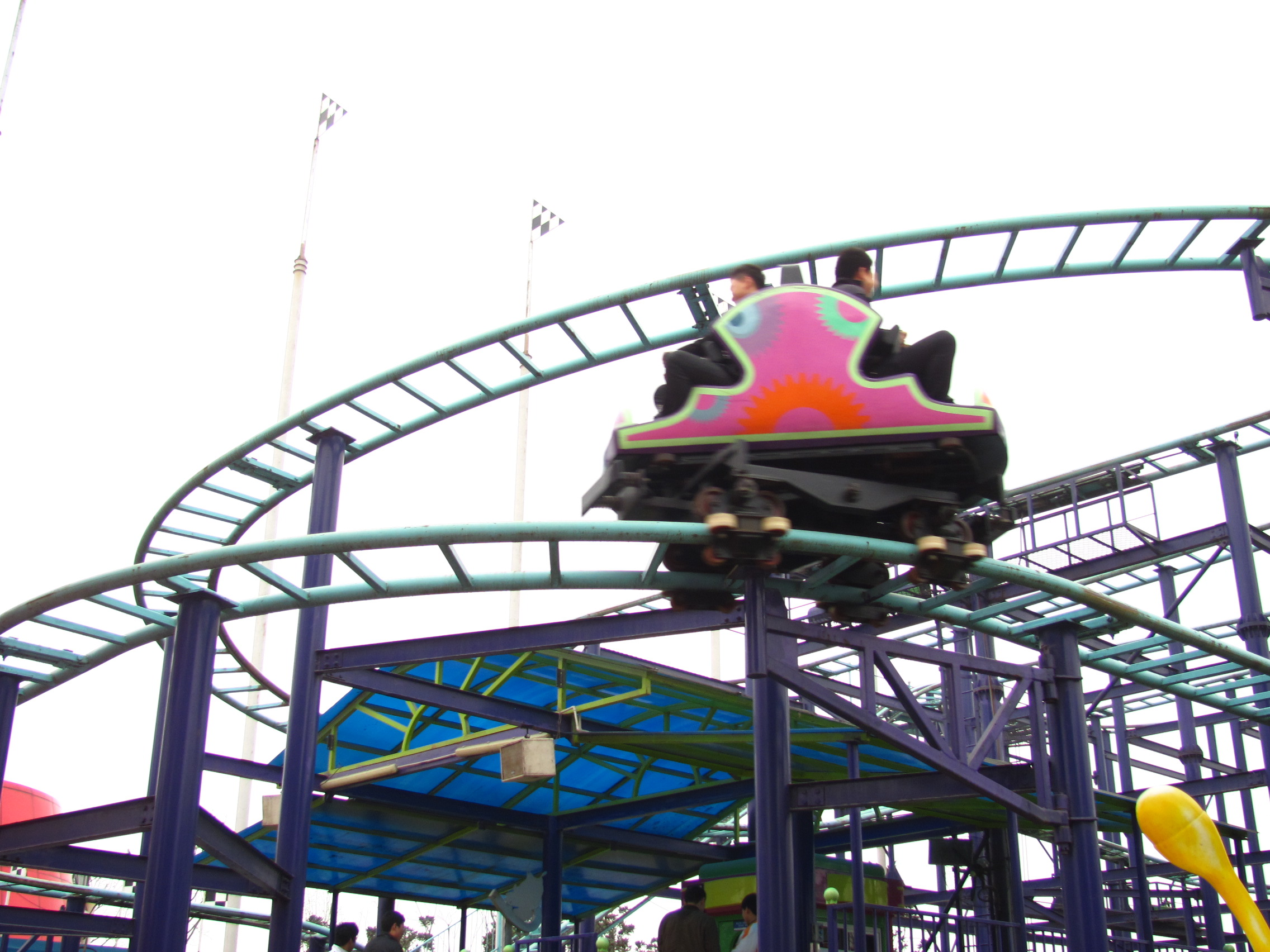
Mad Rats à Happy Valley (Chengdu)
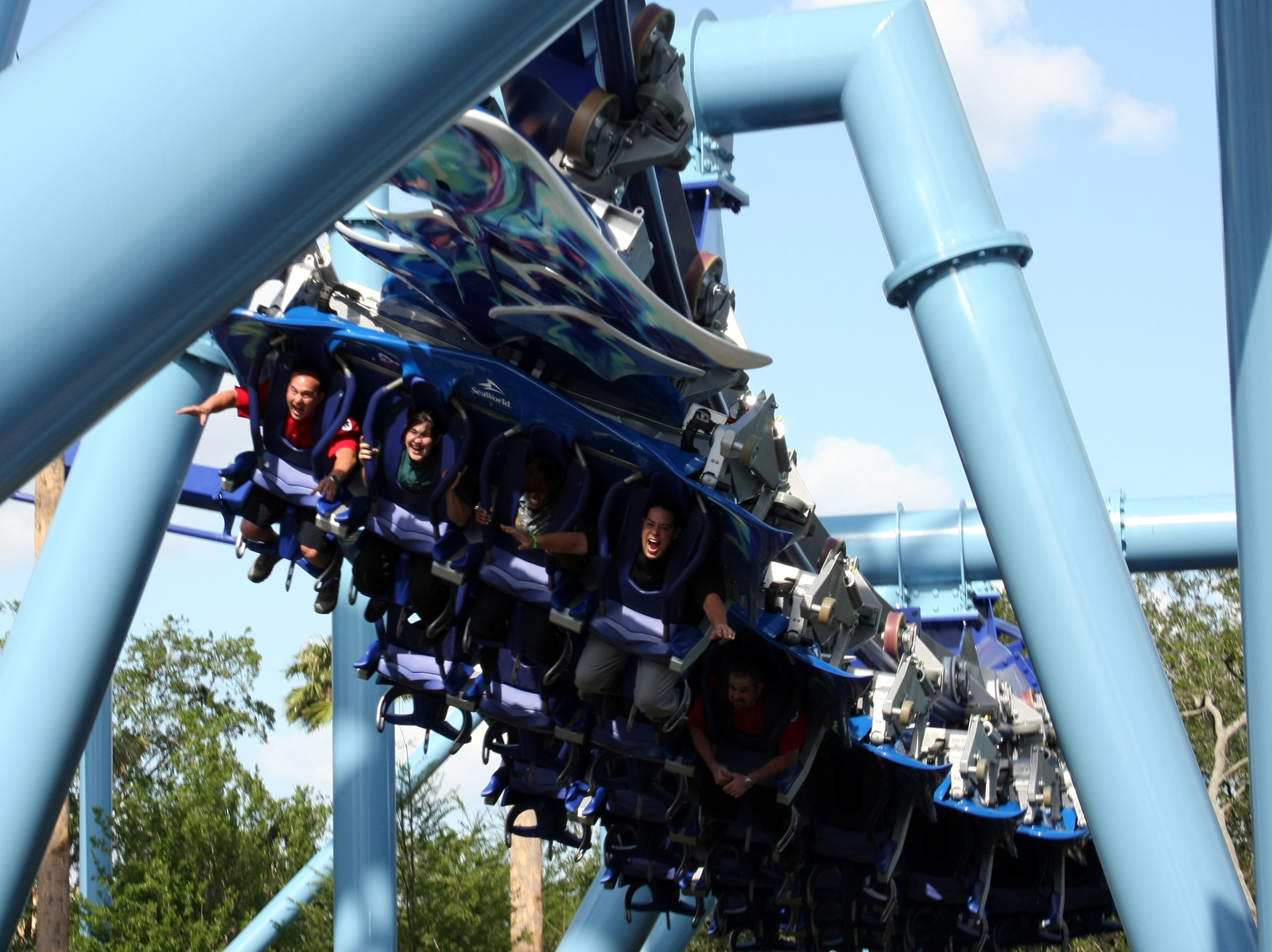
Manta à SeaWorld Orlando
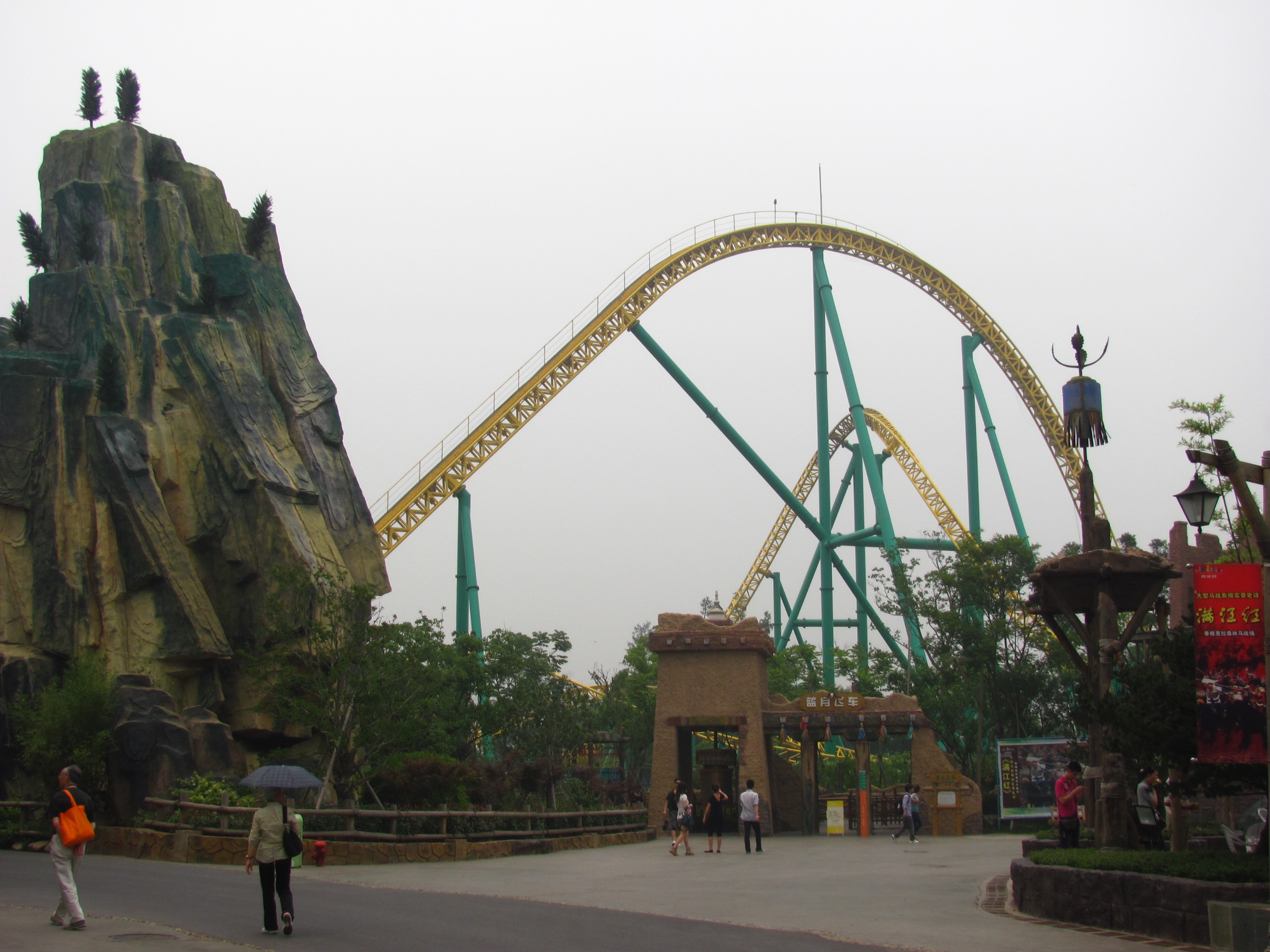
Mega-Lite à Happy Valley Shanghai
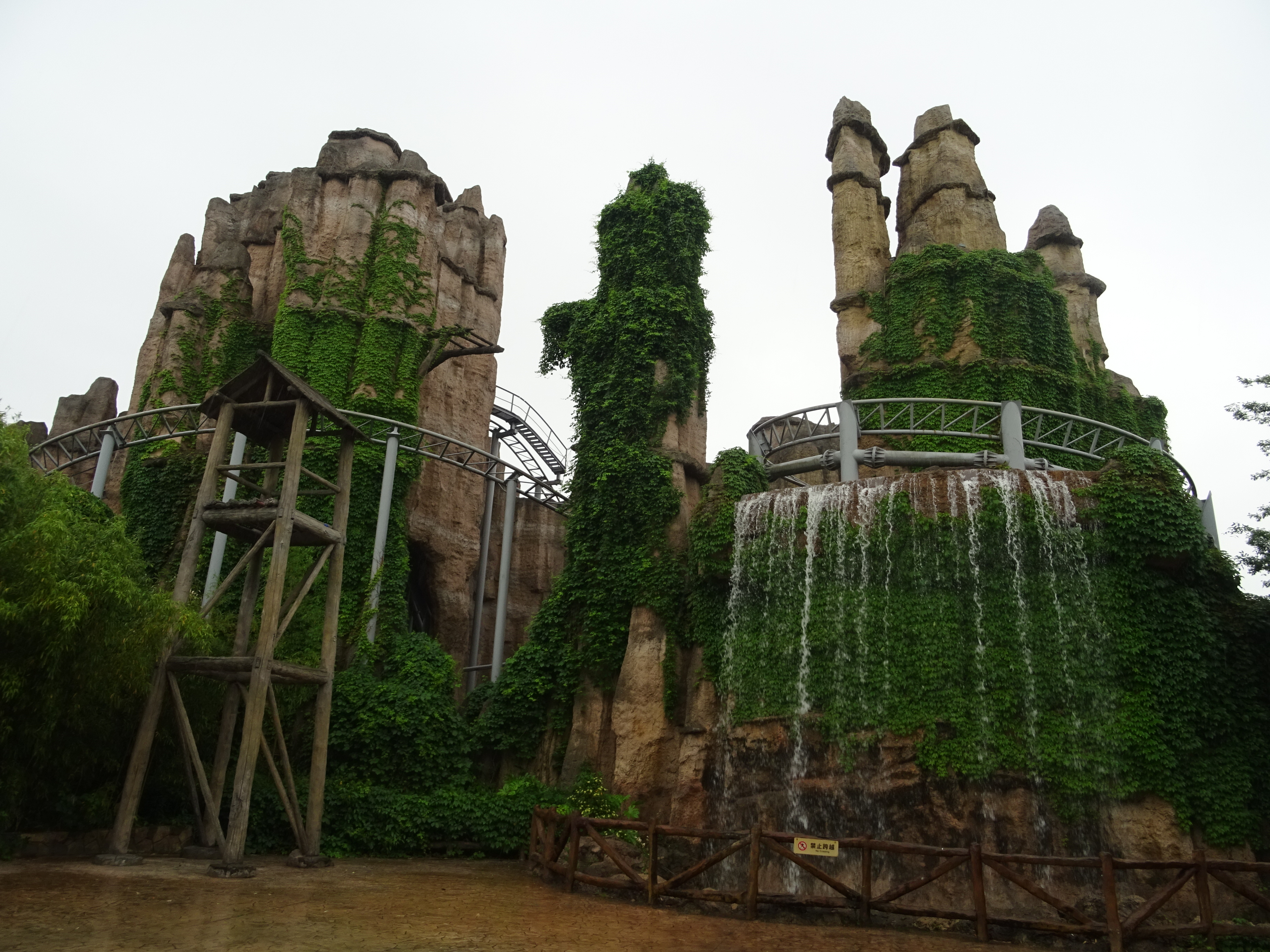
Mine Train Coaster à Happy Valley Shanghai
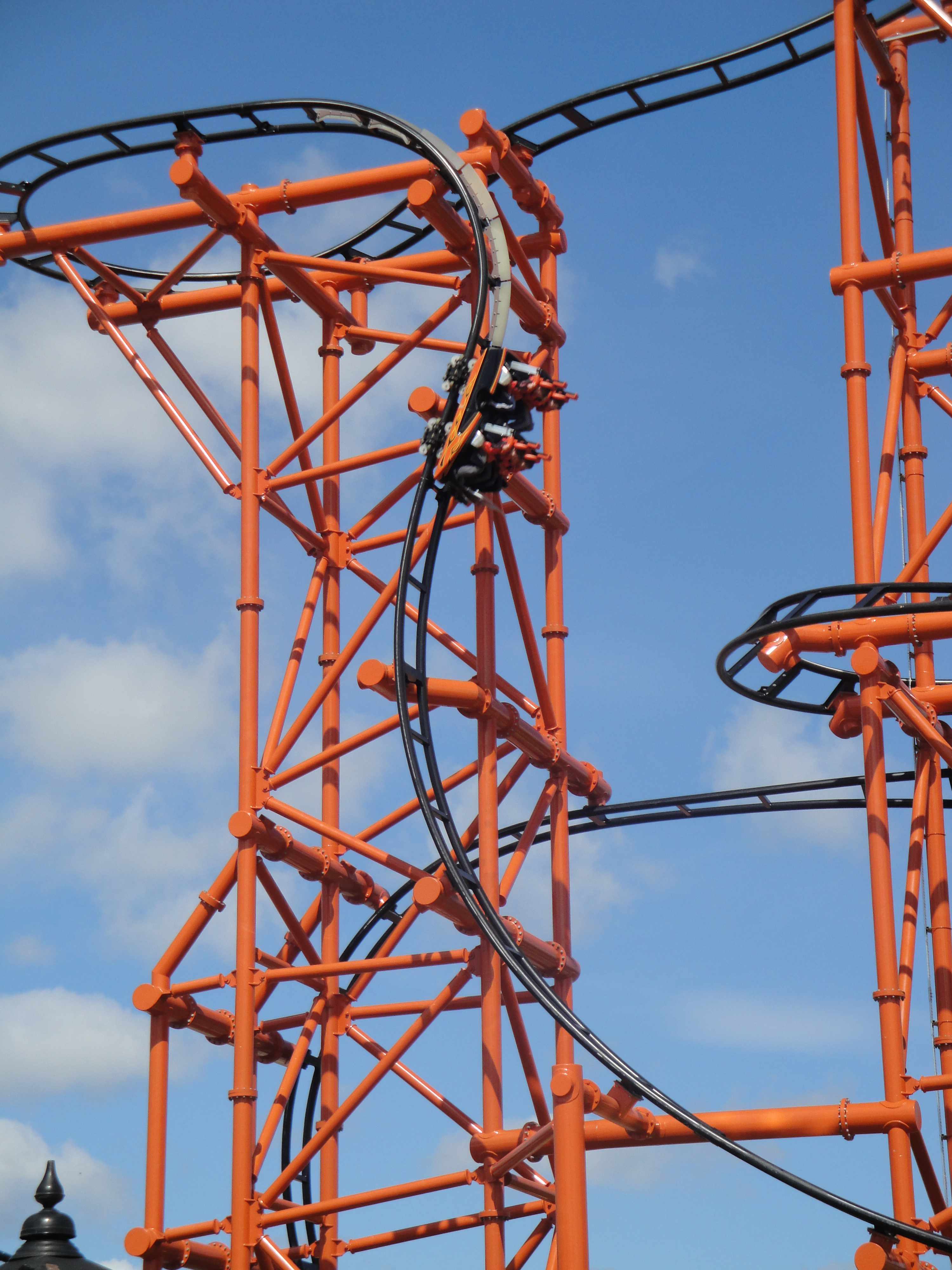
Mumbo Jumbo à Flamingo Land Theme Park & Zoo
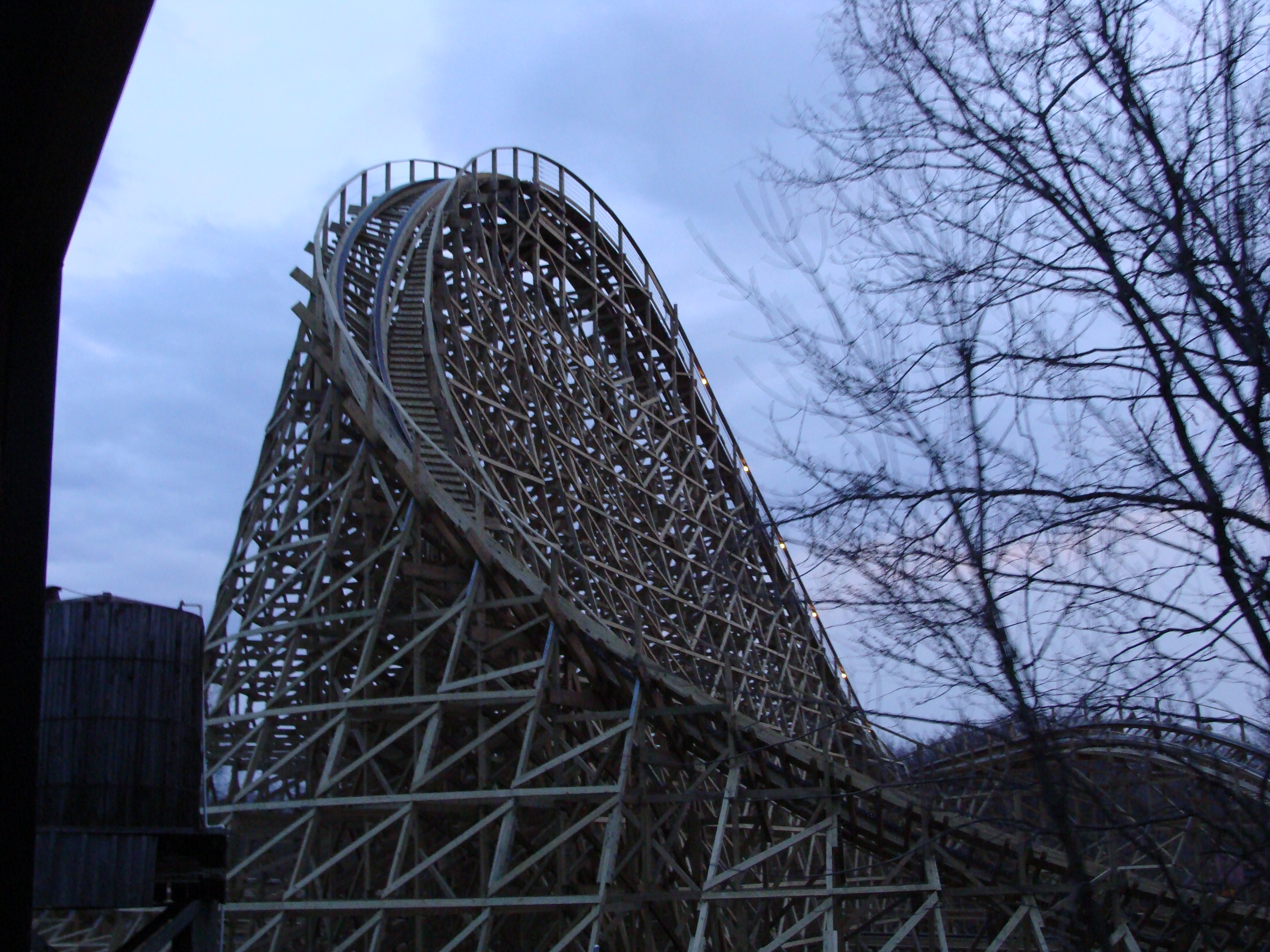
Prowler à Worlds of Fun
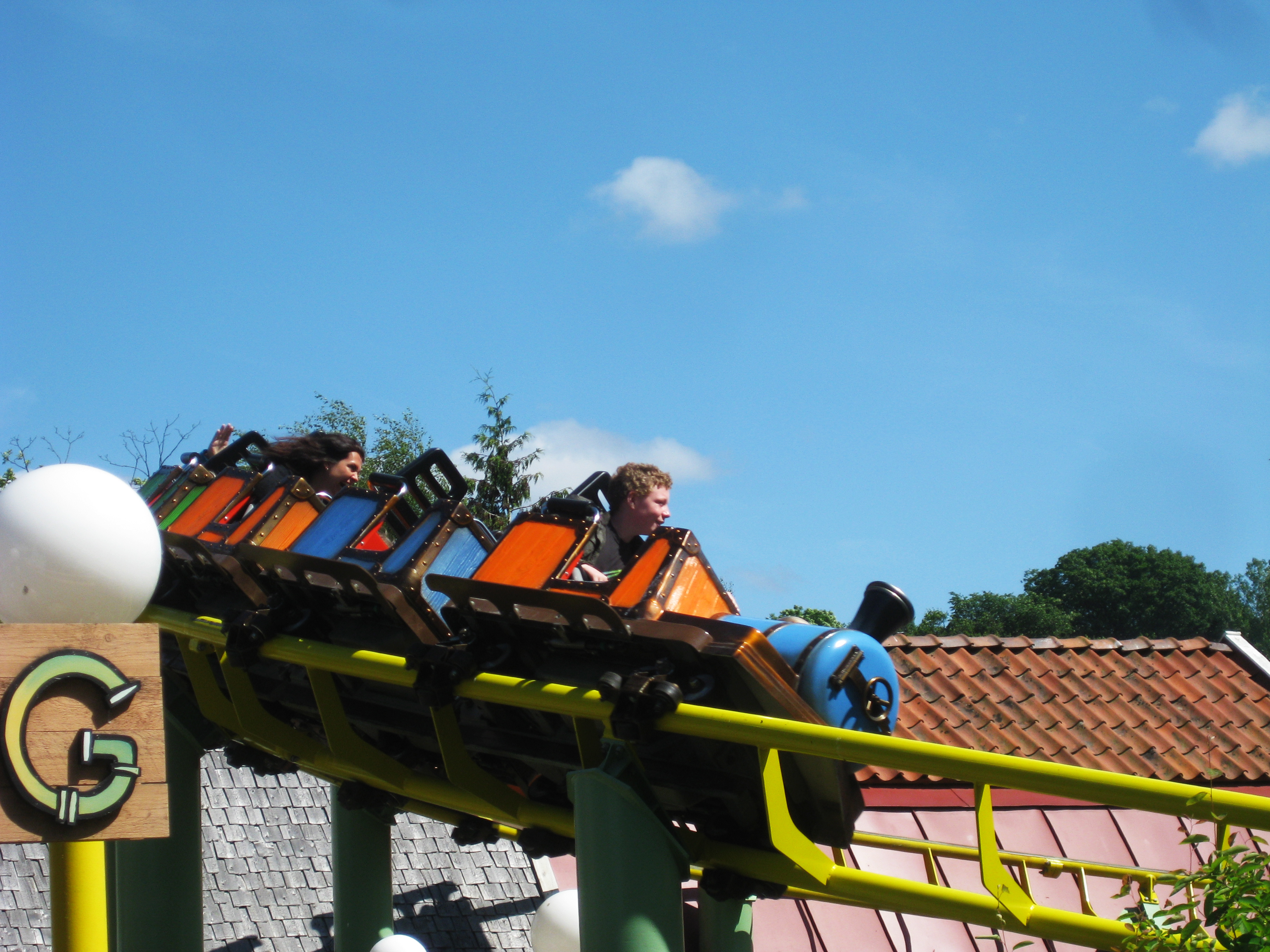
Rabalder à Liseberg
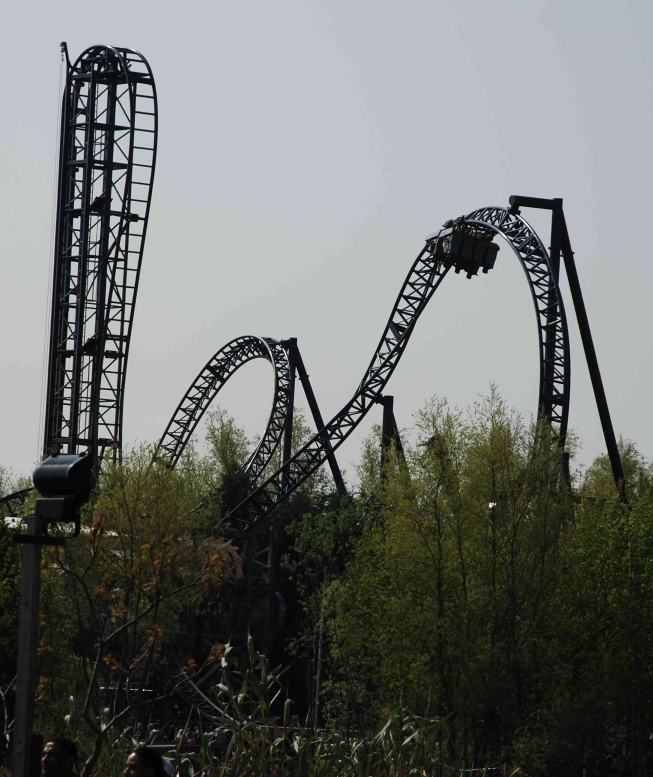
Saw - The Ride à Thorpe Park
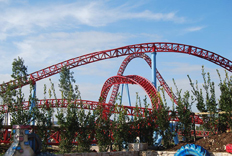
Senzafiato à Miragica
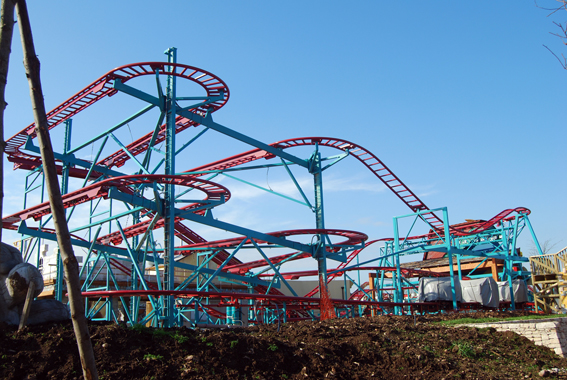
Spaccatempo à Miragica
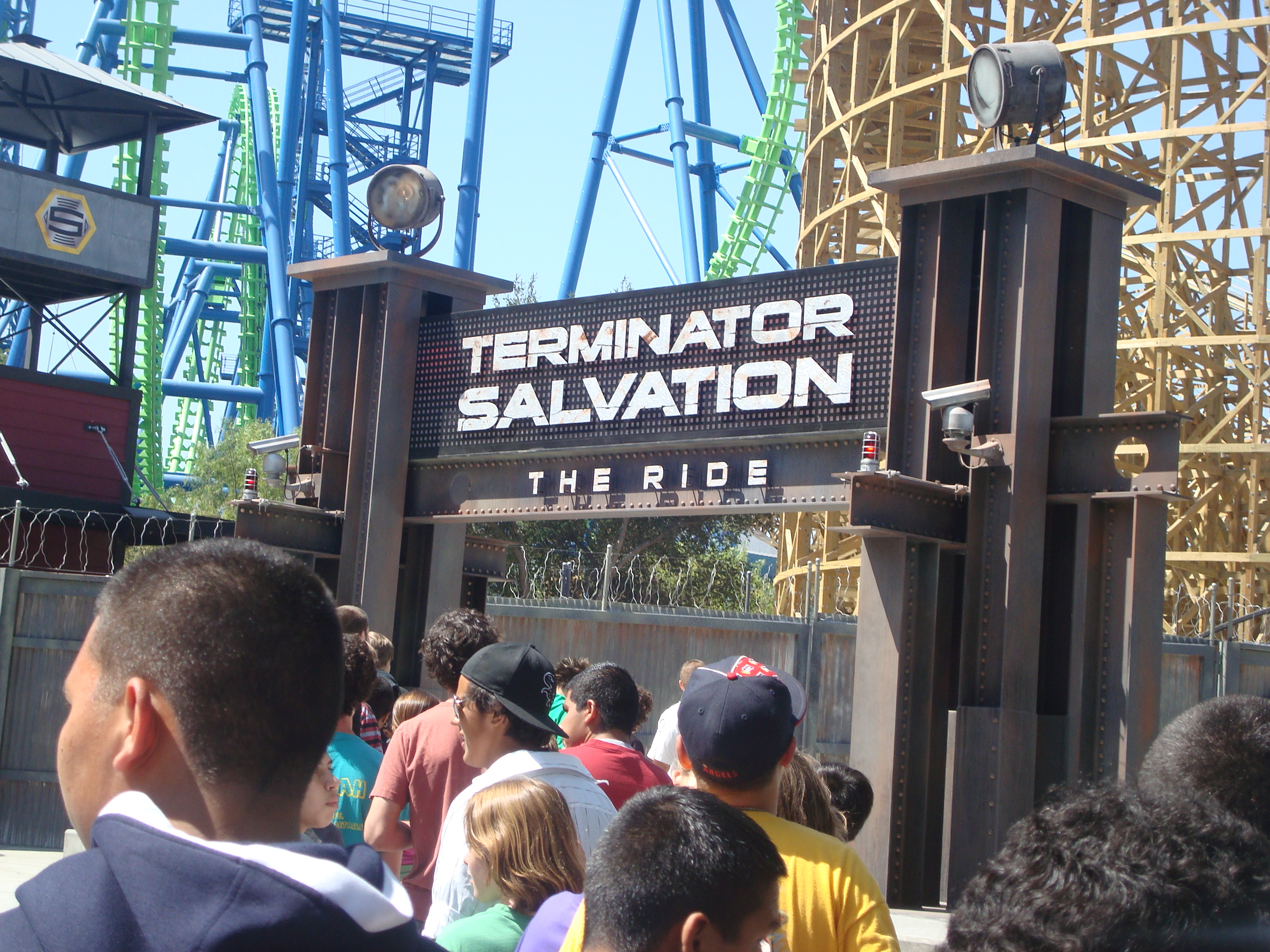
Entrée de Terminator Salvation: The Ride à Six Flags Magic Mountain
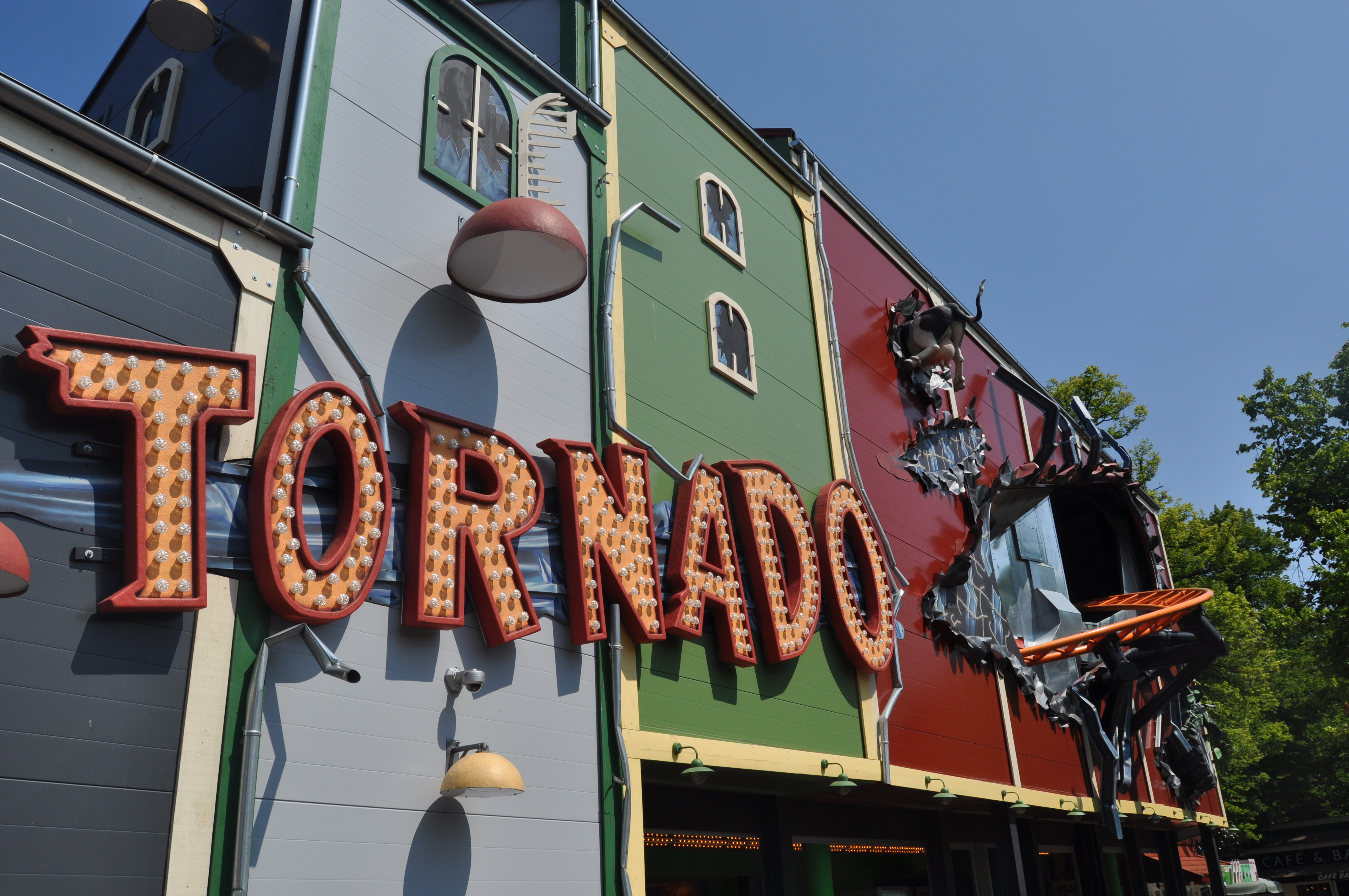
Tornado à Bakken
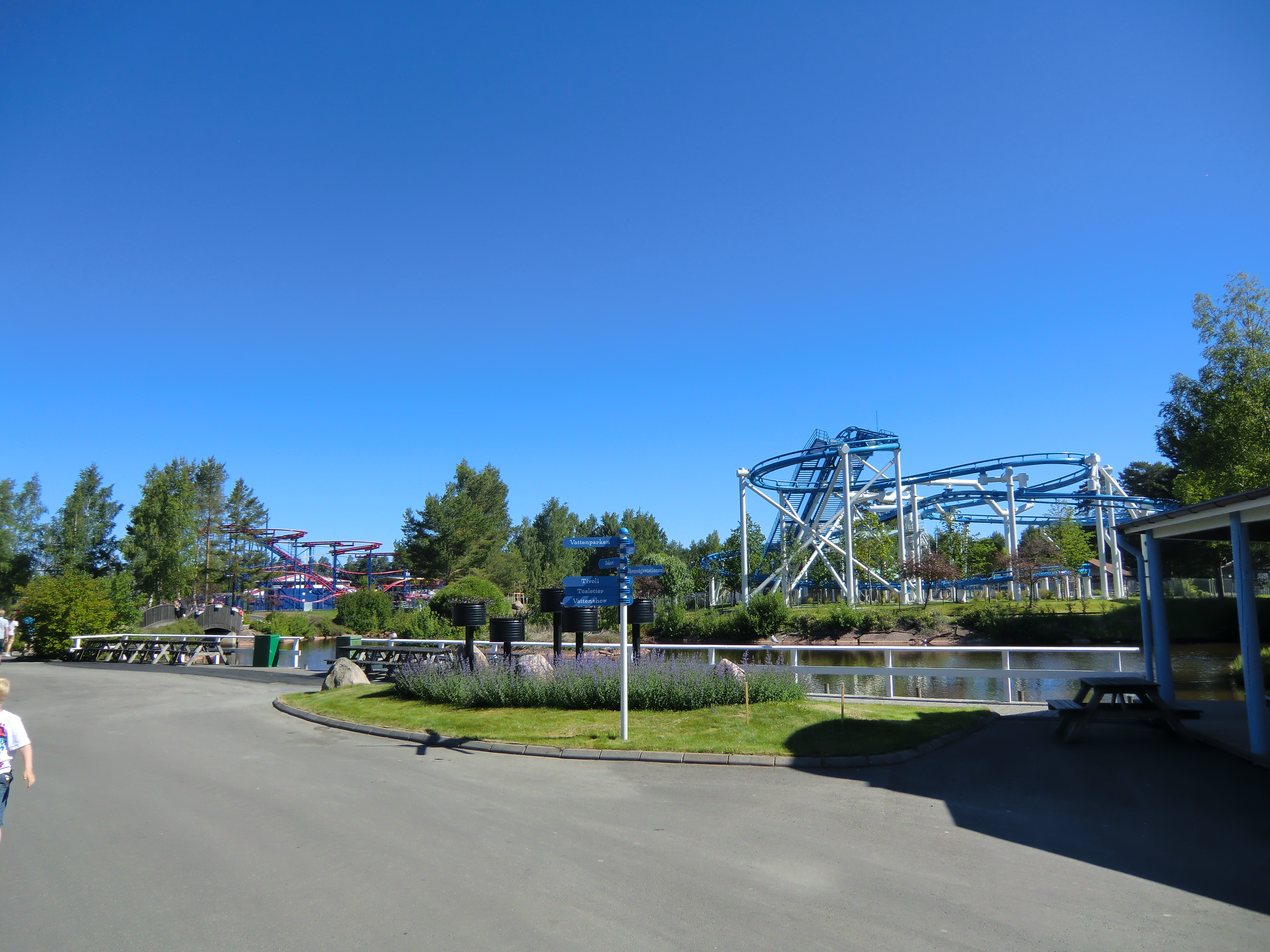
Tranan à Skara Sommarland
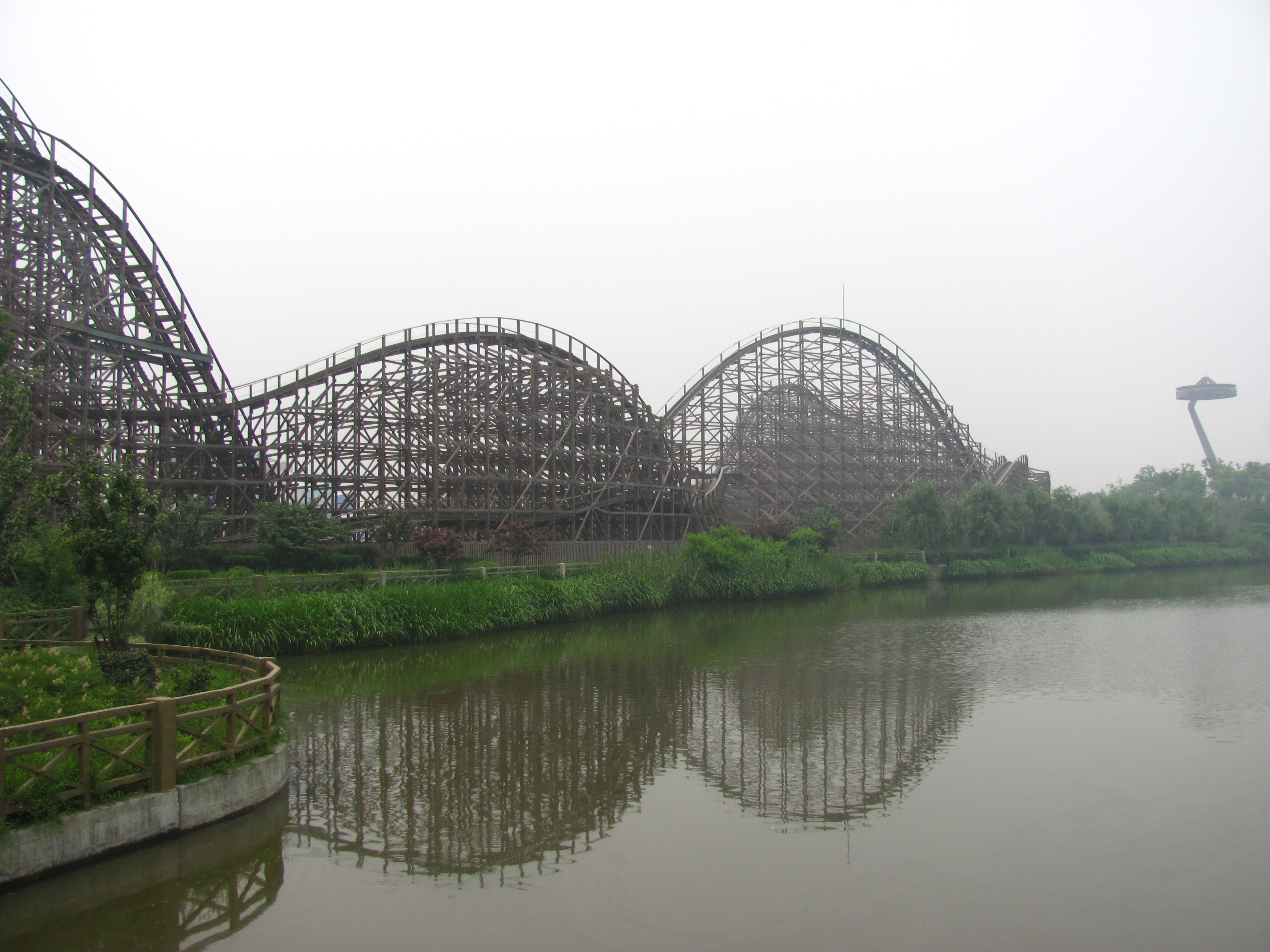
Wooden Coaster - Fireball à Happy Valley Shanghai

### Autres attractions
Cette liste est non exhaustive.
| Nom                                | Type / Modèle                       | Constructeur                            | Parc                         | Pays       |
| ---------------------------------- | ----------------------------------- | --------------------------------------- | ---------------------------- | ---------- |
| Americana                          | Grande roue                         |                                         | Kings Dominion               | États-Unis |
| Arthur, l'Aventure 4D              | Cinéma Imax 3D dynamique            | Imax - Simworx - Kraftwerk - Joravision | Futuroscope                  | France     |
| Bayern Kurve                       | Bayern Kurve                        | Anton Schwarzkopf                       | Kennywood                    | États-Unis |
| Assepoester                        | Walkthrough dans le Bois des Contes | Efteling                                | Efteling                     | Pays-Bas   |
| Baie des pirates                   | Music Express                       | Technical Park                          | Dennlys Parc                 | France     |
| Bobo's Indoor                      | Plaine de jeux intérieure           |                                         | Boudewijn Seapark            | Belgique   |
| Buccaneer Battle                   | Splash Battle                       | Mack Rides                              | Six Flags Great America      | États-Unis |
| Caribbean Storm                    | Shoot the Chute                     | Golden Horse                            | Happy Valley (Chengdu)       | Chine      |
| Disk'O Coaster                     | Disk'O Coaster                      | Zamperla                                | Happy Valley (Shanghai)      | Chine      |
| Droptower                          | Spring Ride junior                  | Moser's Rides                           | Boudewijn Seapark            | Belgique   |
| Escadrille des As                  | Manège d'avions                     | Preston & Barbieri                      | Parc du Bocasse              | France     |
| Flume Ride                         | Shoot the Chute                     | Golden Horse                            | E-DA Theme Park              | Chine      |
| GaLEOne                            | Bateau à bascule                    | Zamperla                                | Minitalia Leolandia Park     | Italie     |
| Hanghai                            | Disk'O Coaster                      | Zamperla                                | Liseberg                     | Suède      |
| King Kong                          | King Kong                           | Huss Rides                              | Bobbejaanland                | Belgique   |
| King Kong                          | King Kong                           | Huss Rides                              | Le Pal                       | France     |
| La Grande roue                     | Grande roue                         | Gerstlauer                              | Nigloland                    | France     |
| La Ola                             | Chaises volantes                    | Zierer                                  | Heide Park                   | Allemagne  |
| La tour d'Esnambuc                 | Tour de chute                       | Zamperla                                | Festyland                    | France     |
| Le Rafting                         | Rivière rapide en bouées            | Soquet                                  | Didiland                     | France     |
| Les As du ciel                     | Skydive                             | Heege                                   | Futuroscope                  | France     |
| Mega Disk'O                        | Disk'O Coaster                      | Zamperla                                | Martin's Fantasy Island (en) | États-Unis |
| Monsters, Inc. : Ride and Go Seek! | Parcours scénique interactif        |                                         | Tokyo Disneyland             | Japon      |
| Oso Yogui                          | Splash Battle                       | Interlink                               | Parque Warner Madrid         | Espagne    |
| Pilgrims Plunge                    | Shoot the Chute / Hyper Splash      | Intamin                                 | Holiday World                | États-Unis |
| Pirates Attack                     | Splash Battle                       | Mack Rides                              | Fraispertuis-City            | France     |
| Playhouse Disney Live on Stage!    | Spectacle                           |                                         | Parc Walt Disney Studios     | France     |
| Polyp                              | Pieuvre                             | Anton Schwarzkopf                       | Walygator Parc               | France     |
| Rapide di Leonardo                 | Rivière rapide en bouées            | Zamperla                                | Minitalia Leolandia Park     | Italie     |
| Sasquatch                          | Tour de chute                       | S&S Worldwide                           | The Great Escape             | États-Unis |
| Seedrache                          | Bateau à bascule                    | Metallbau Emmeln                        | Märchenpark Neusiedlersee    | Autriche   |
| Sgulavià                           | Samba Tower                         | Zamperla                                | Minitalia Leolandia Park     | Italie     |
| Sheriff Academy                    | CinemAction                         | Alterface                               | Walygator Parc               | France     |
| Shoot the Chute                    | Shoot the Chute                     | Golden Horse                            | Happy Valley (Shanghai)      | Chine      |
| Splash Battle                      | Splash Battle                       | Preston & Barbieri                      | Happy Valley (Shanghai)      | Chine      |
| Storm Chaser                       | Parcours scénique 4D                | Kraftwerk                               | Happy Valley (Shanghai)      | Chine      |
| Surf's Up                          | Surf's Up                           | Zamperla                                | Minitalia Leolandia Park     | Italie     |
| Splash des Loustics                | Nautic-Jet                          | Heege                                   | Futuroscope                  | France     |
| Turtle Talk with Crush             | Spectacle interactif                | Walt Disney Imagineering                | Tokyo DisneySea              | États-Unis |
| Verrückte Vogelscheuche            | Tour de chute                       | ABC Engineering                         | Märchenpark Neusiedlersee    | Autriche   |
| Vertigo                            | Flying Fury                         | Technical Park                          | Jardins de Tivoli            | Danemark   |
| Vliegende Fietsen                  | Magic Bikes                         | Zamperla                                | Plopsa Indoor Hasselt        | Belgique   |
| Voodoo Island                      | Splash Battle                       | ABC Engineering                         | Conny-Land                   | Suisse     |
| Wakobato                           | Splash Battle                       | Preston & Barbieri                      | Phantasialand                | Allemagne  |
| Yukatan                            | Frisbee                             | Technical Park                          | Cavallino Matto              | Italie     |

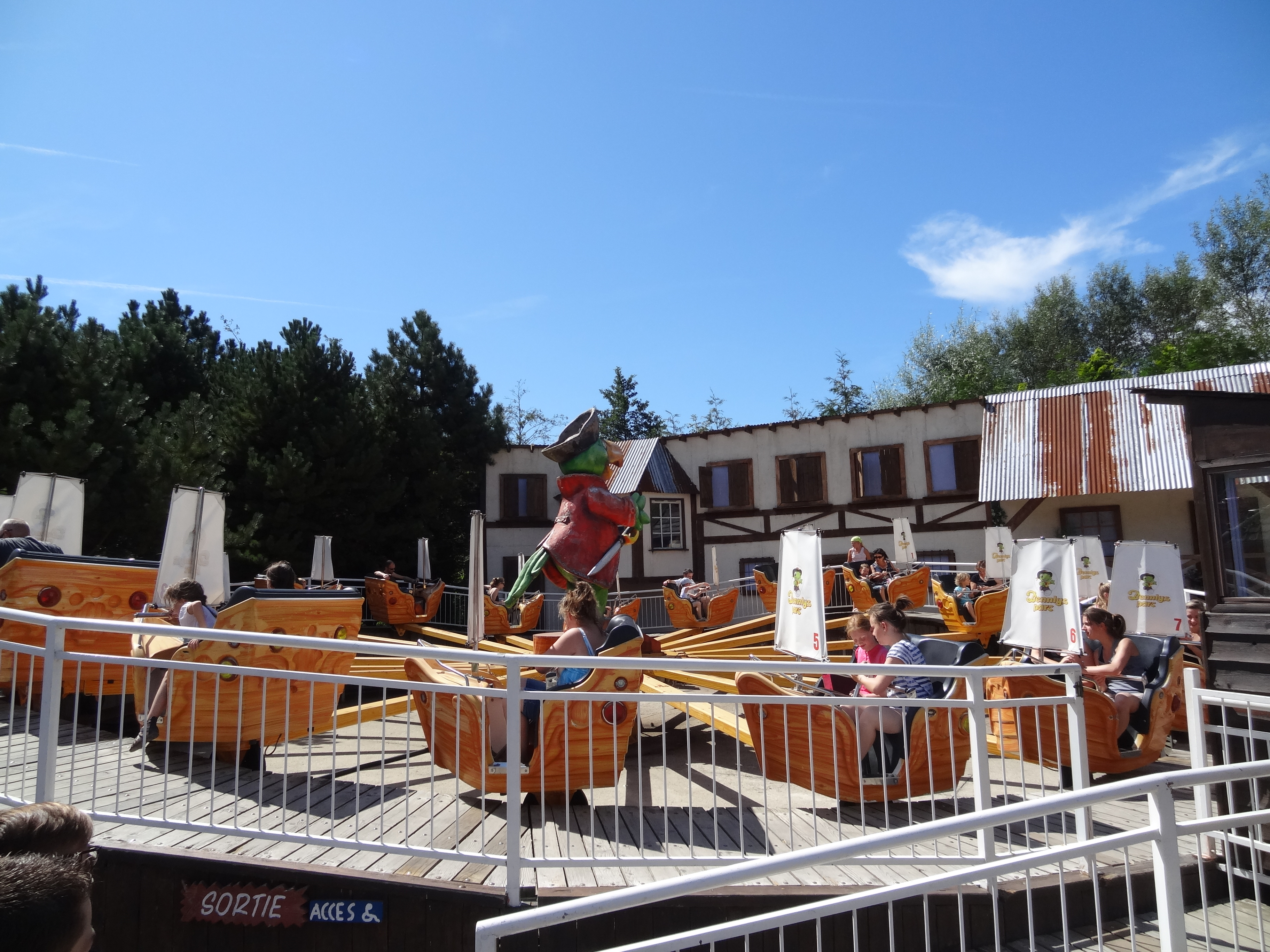
La Baie des pirates à Dennlys Parc
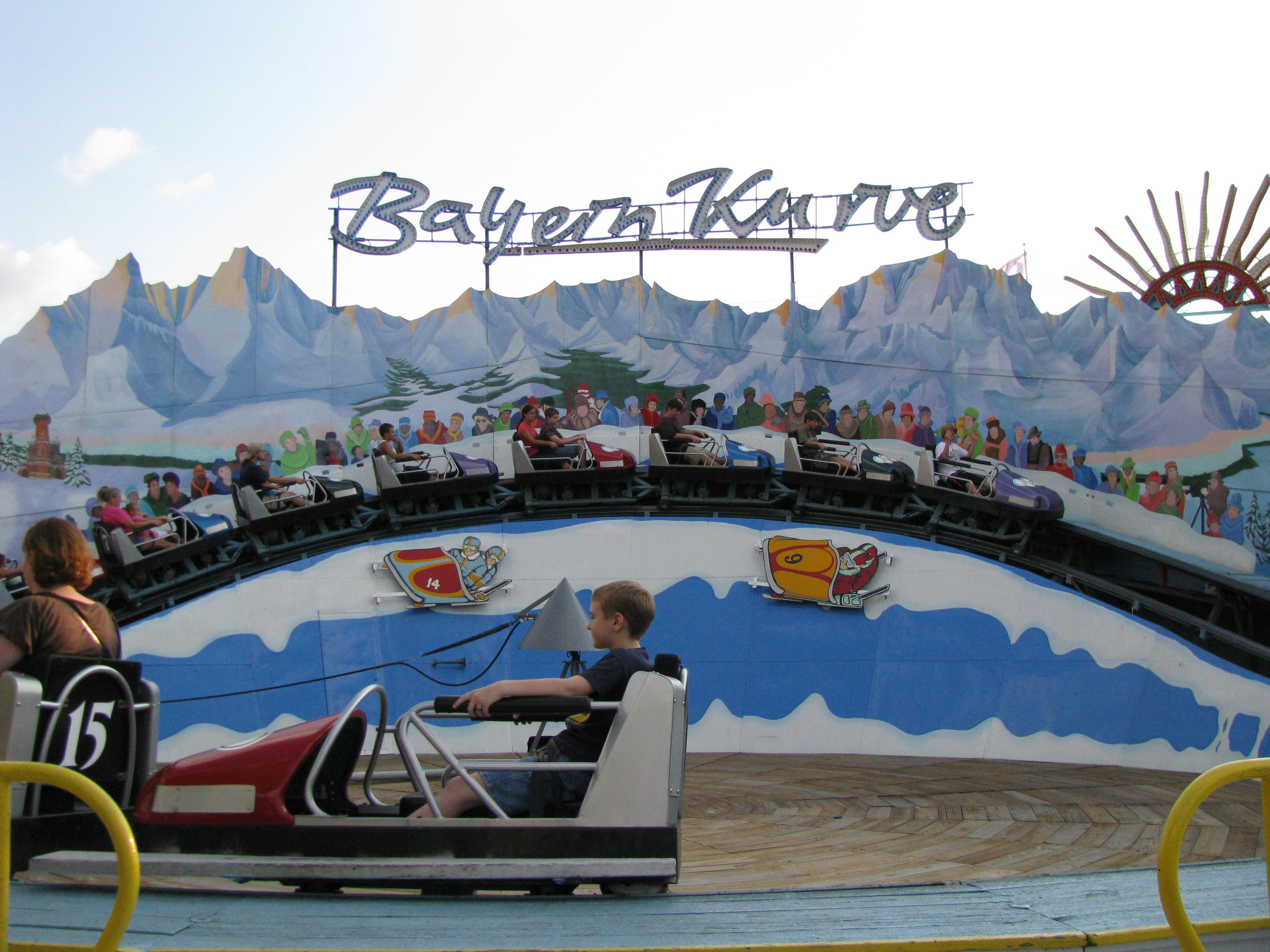
Bayern Kurve Day à Kennywood
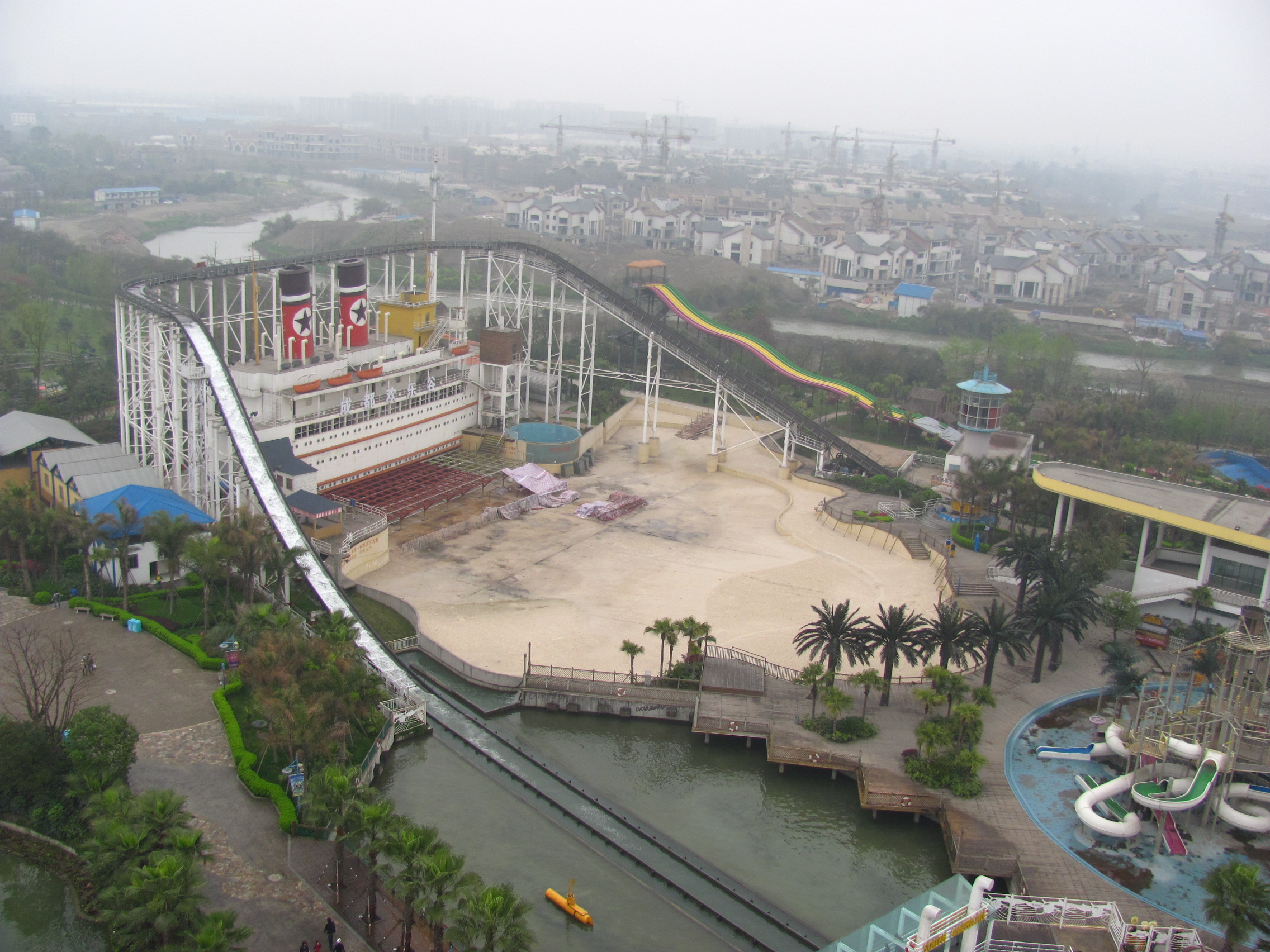
Caribbean Storm à Happy Valley (Chengdu)
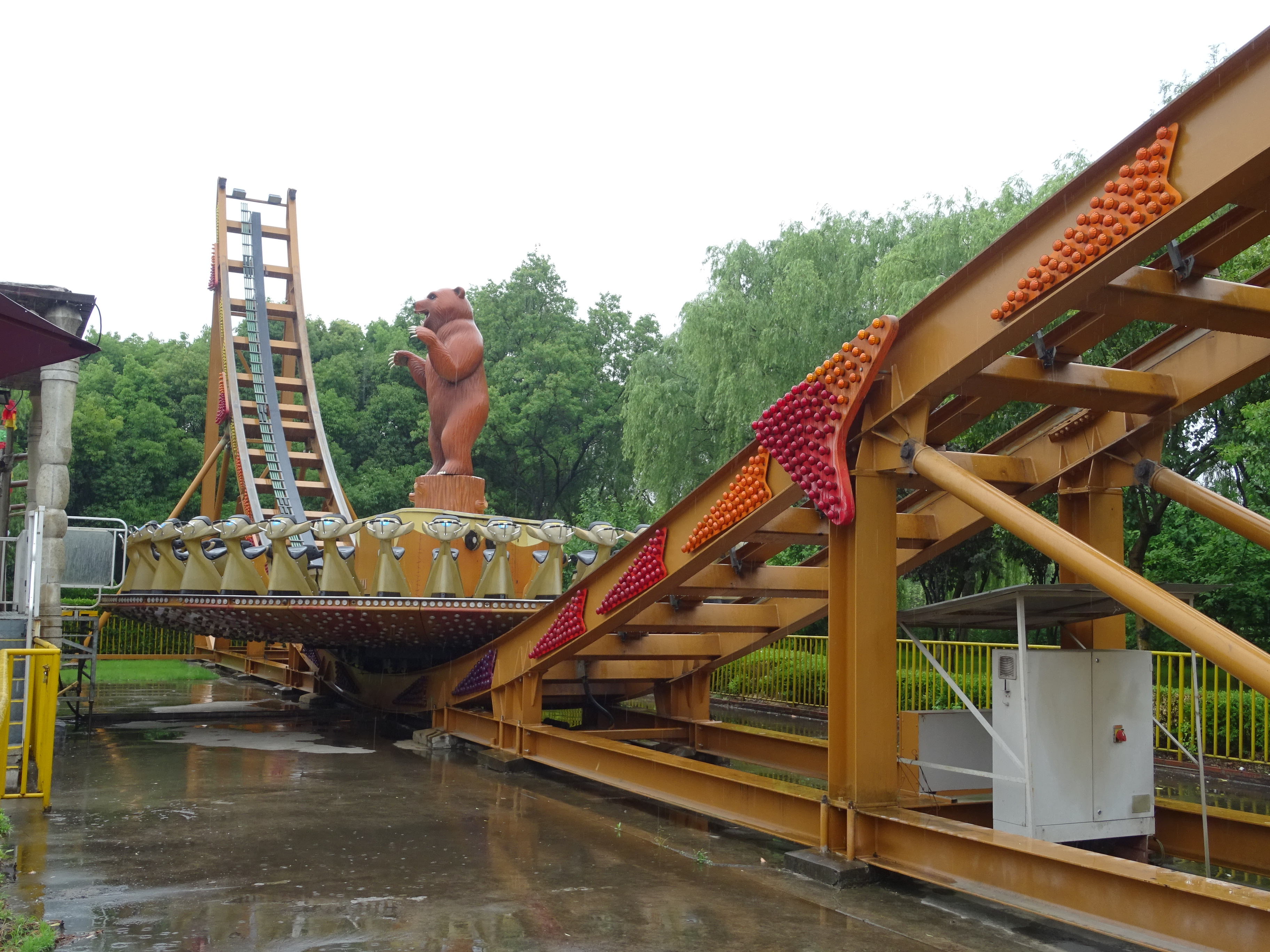
Disk'O Coaster à Happy Valley (Shanghai)
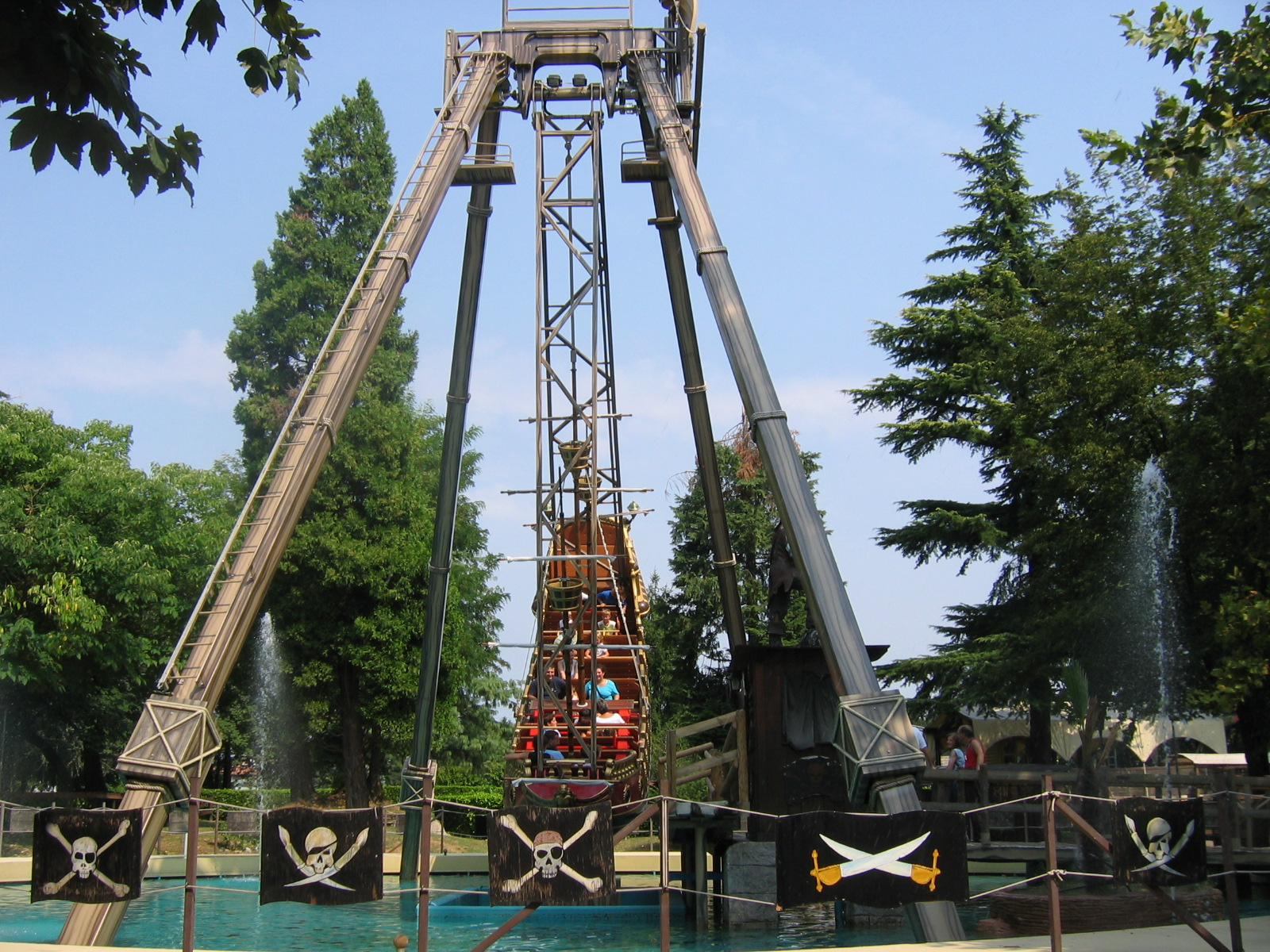
GaLEOne à Minitalia Leolandia Park
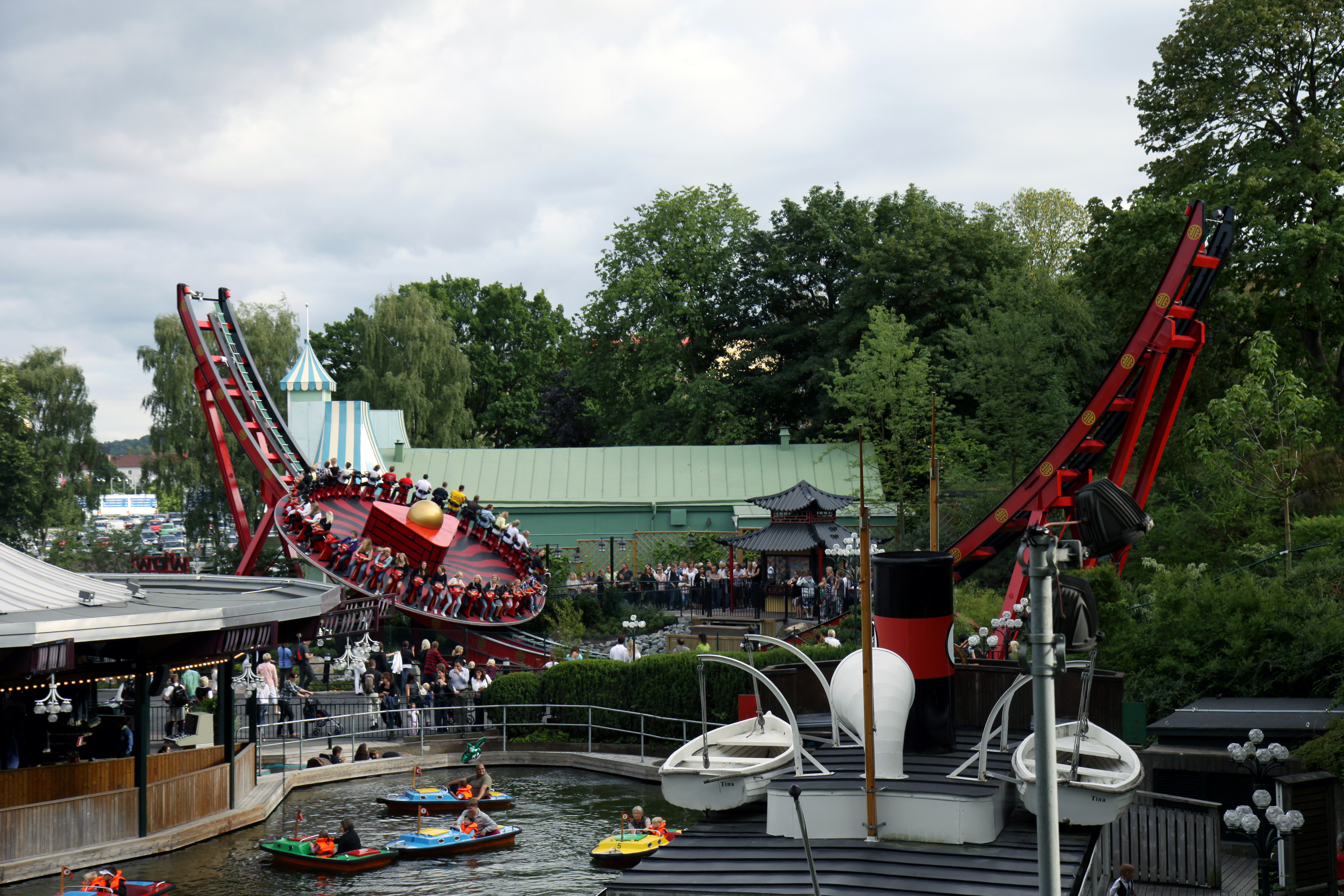
Hanghai à Liseberg
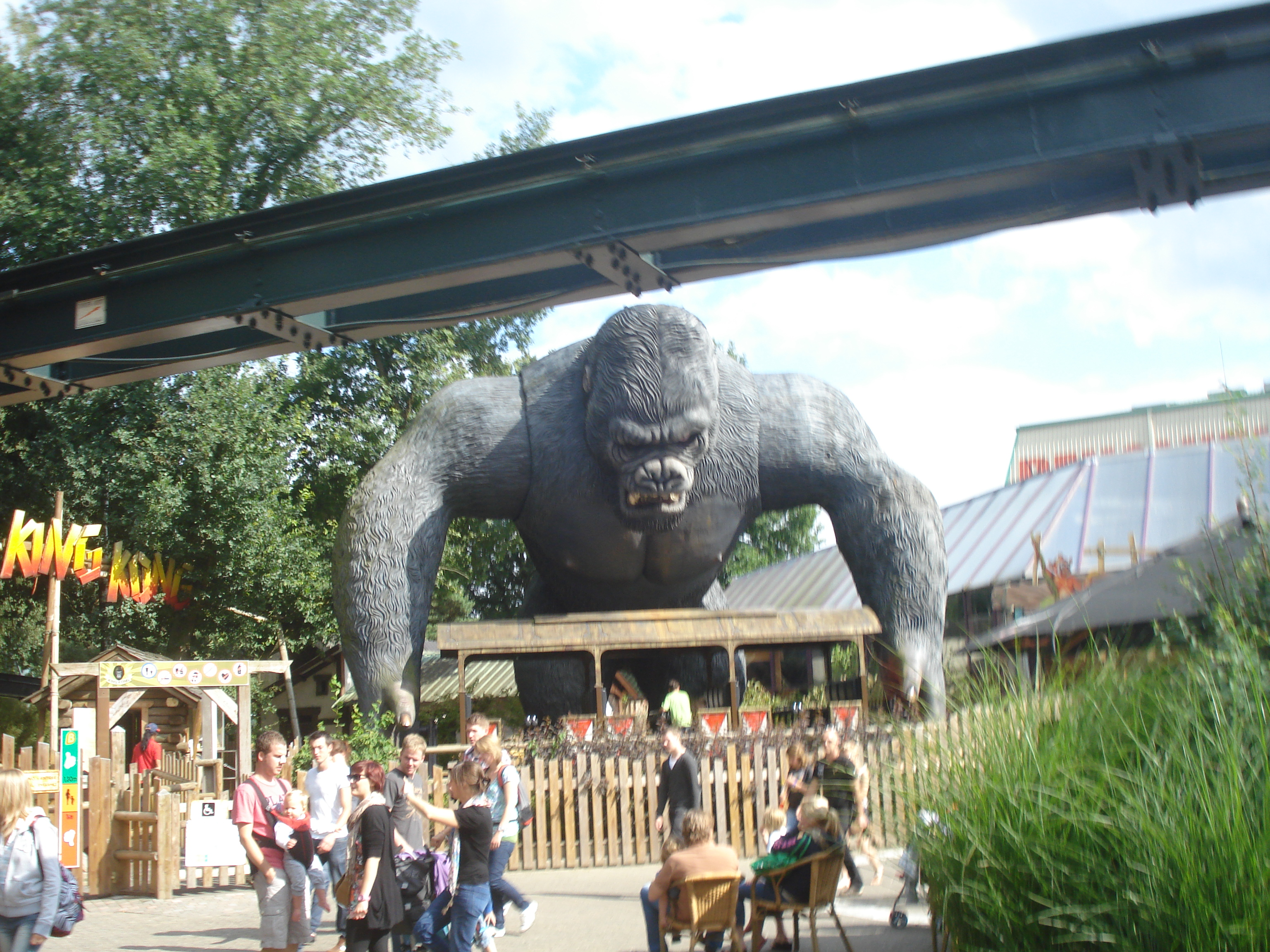
King Kong à Bobbejaanland
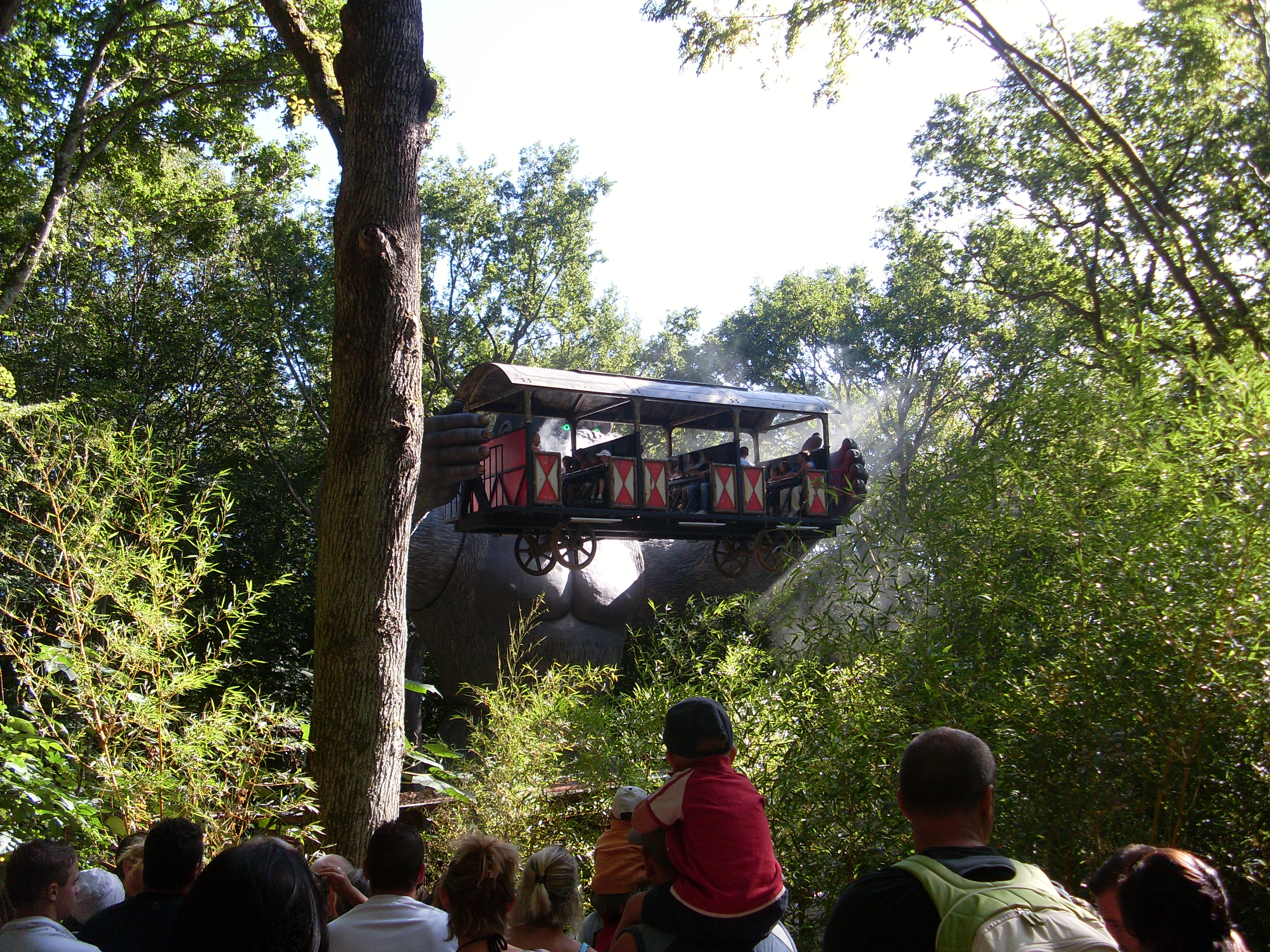
King Kong au Pal
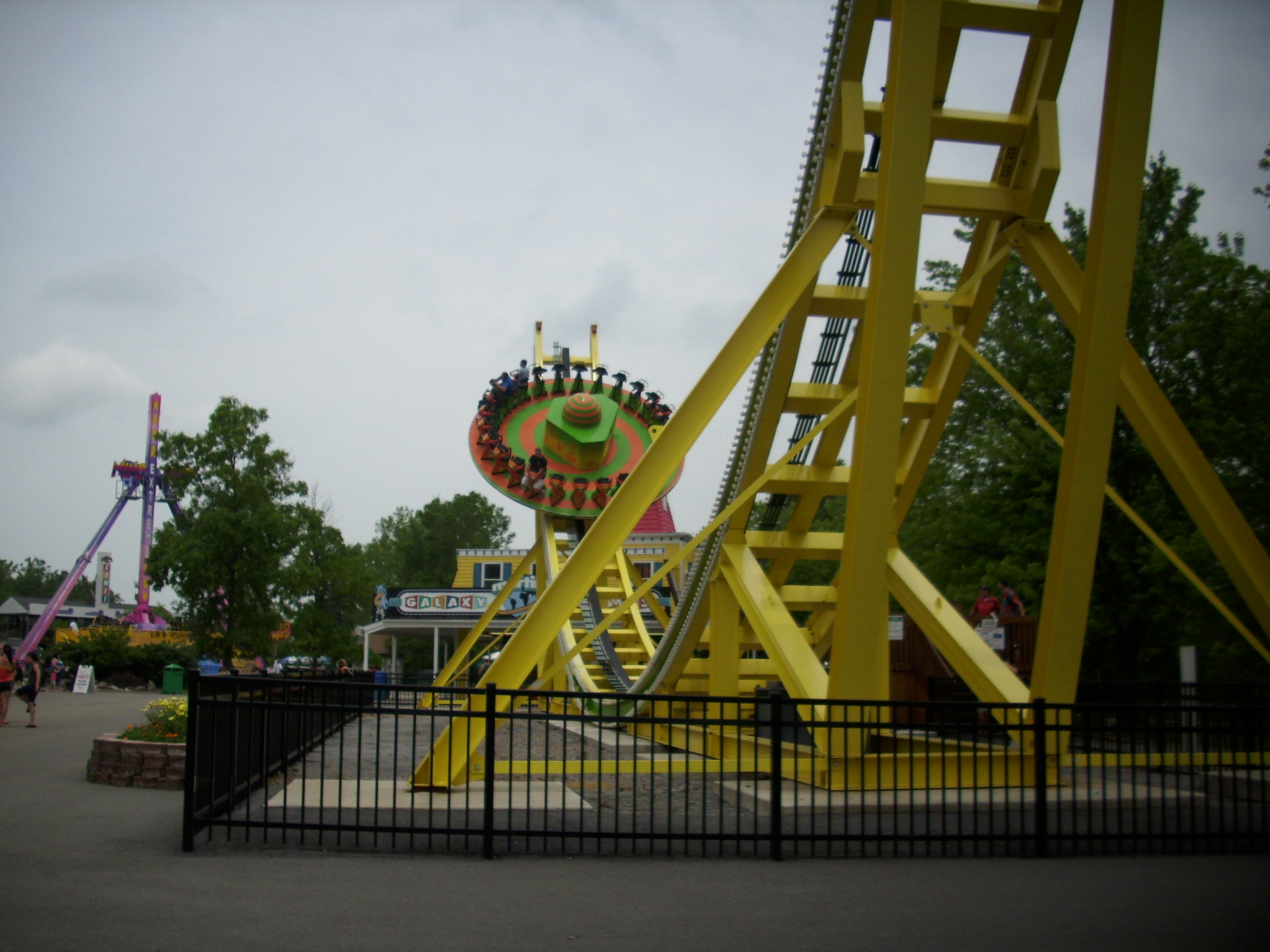
Mega Disk'O à Martin's Fantasy Island
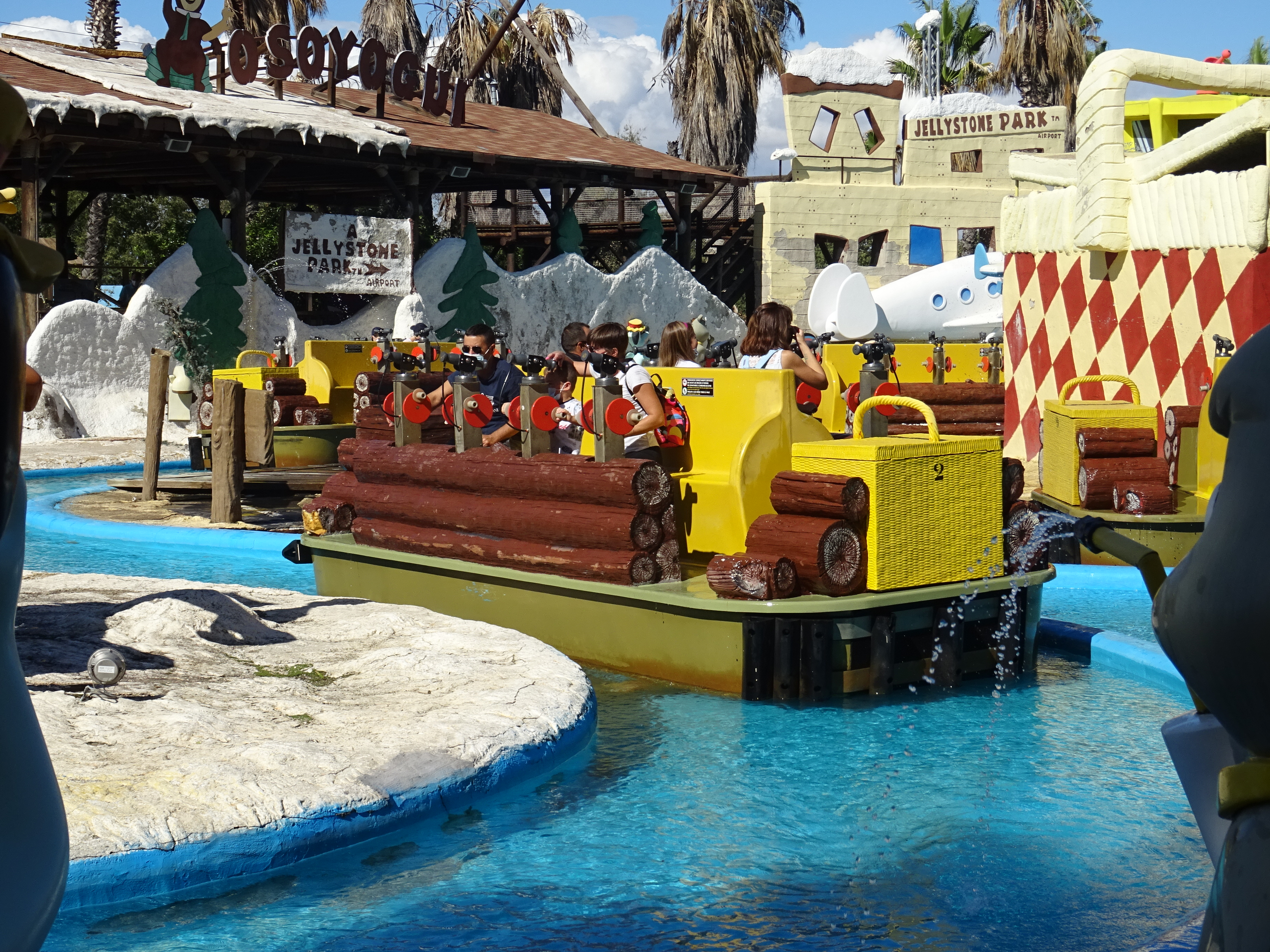
Oso Yogui à Parque Warner Madrid
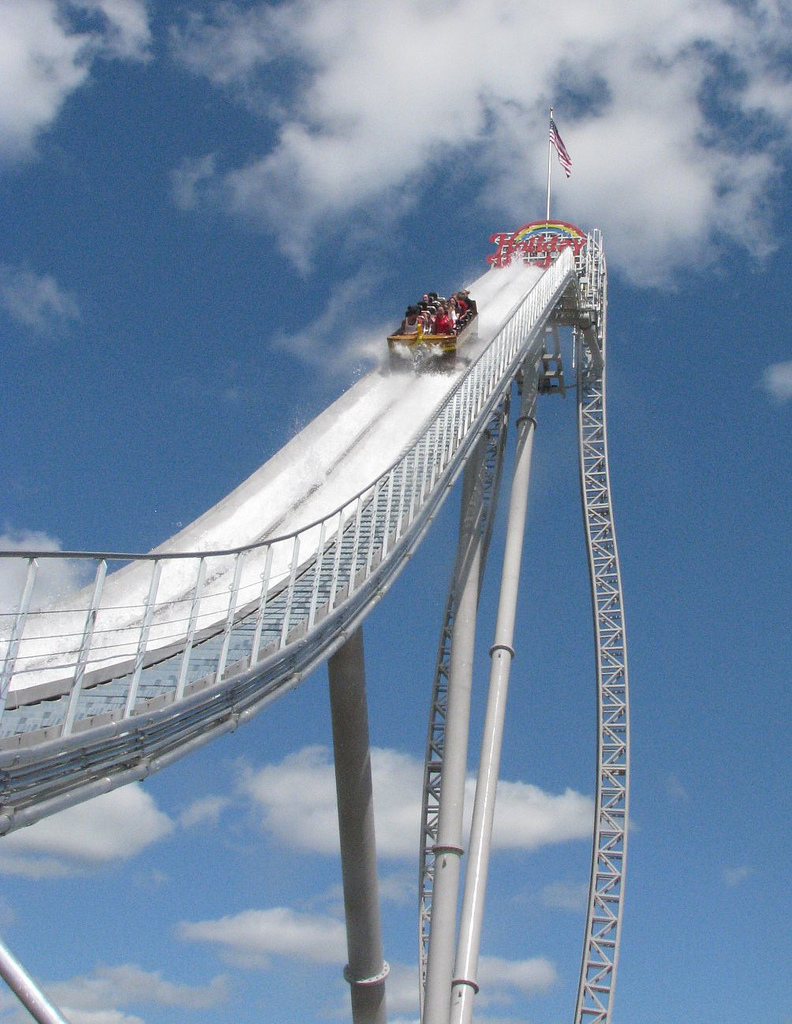
Pilgrims Plunge à Holiday World
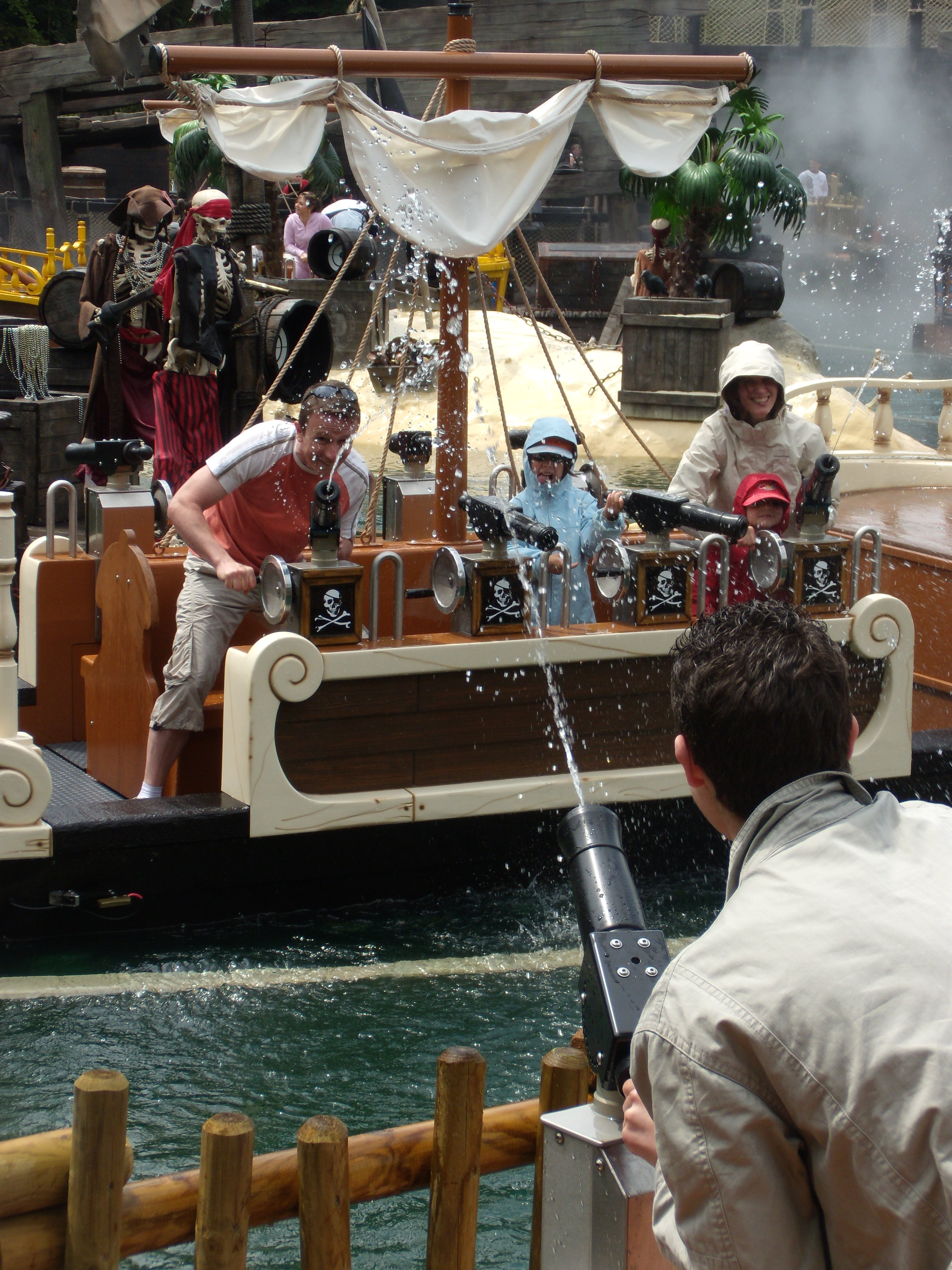
Pirates Attack à Fraispertuis-City
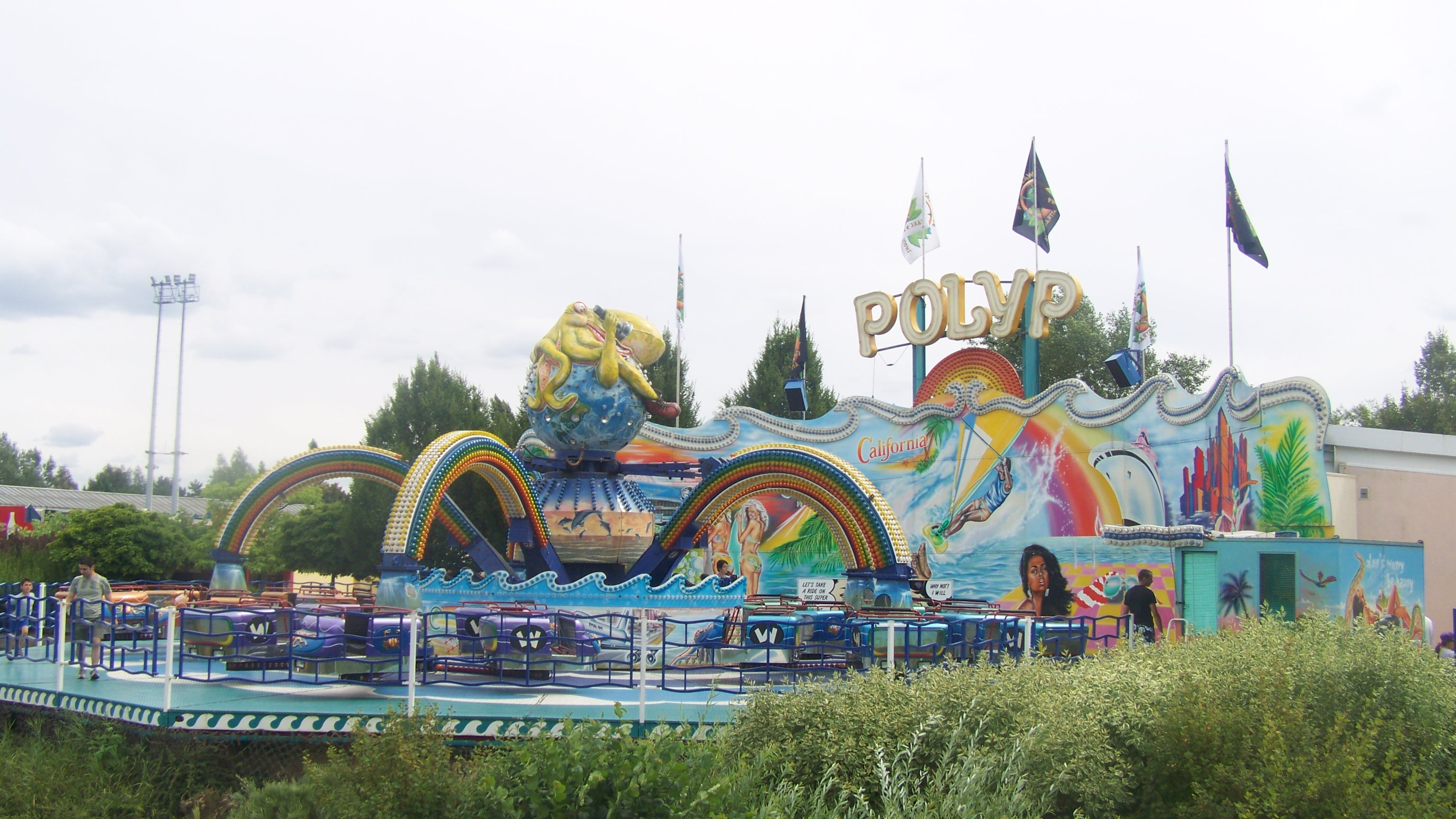
Polyp à Walygator Parc
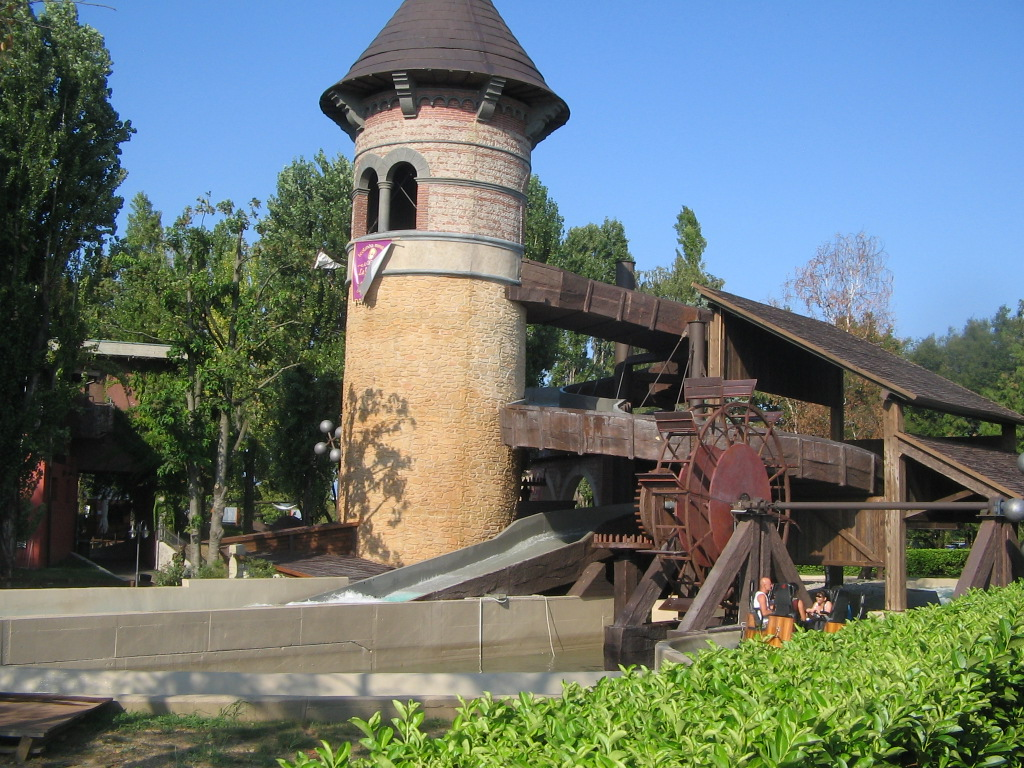
Rapide di Leonardo à Minitalia Leolandia Park
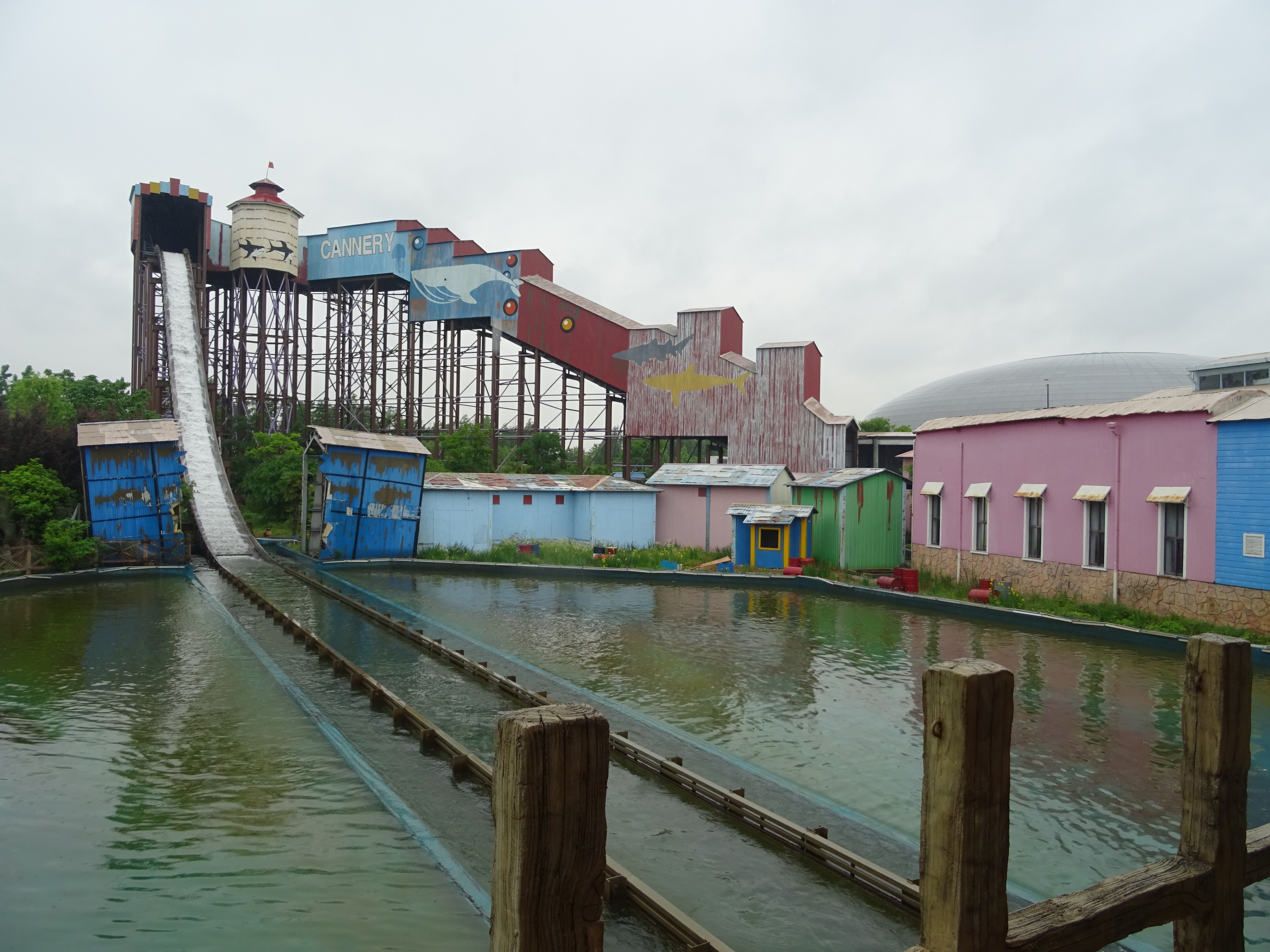
Shoot the Chute à Happy Valley (Shanghai)
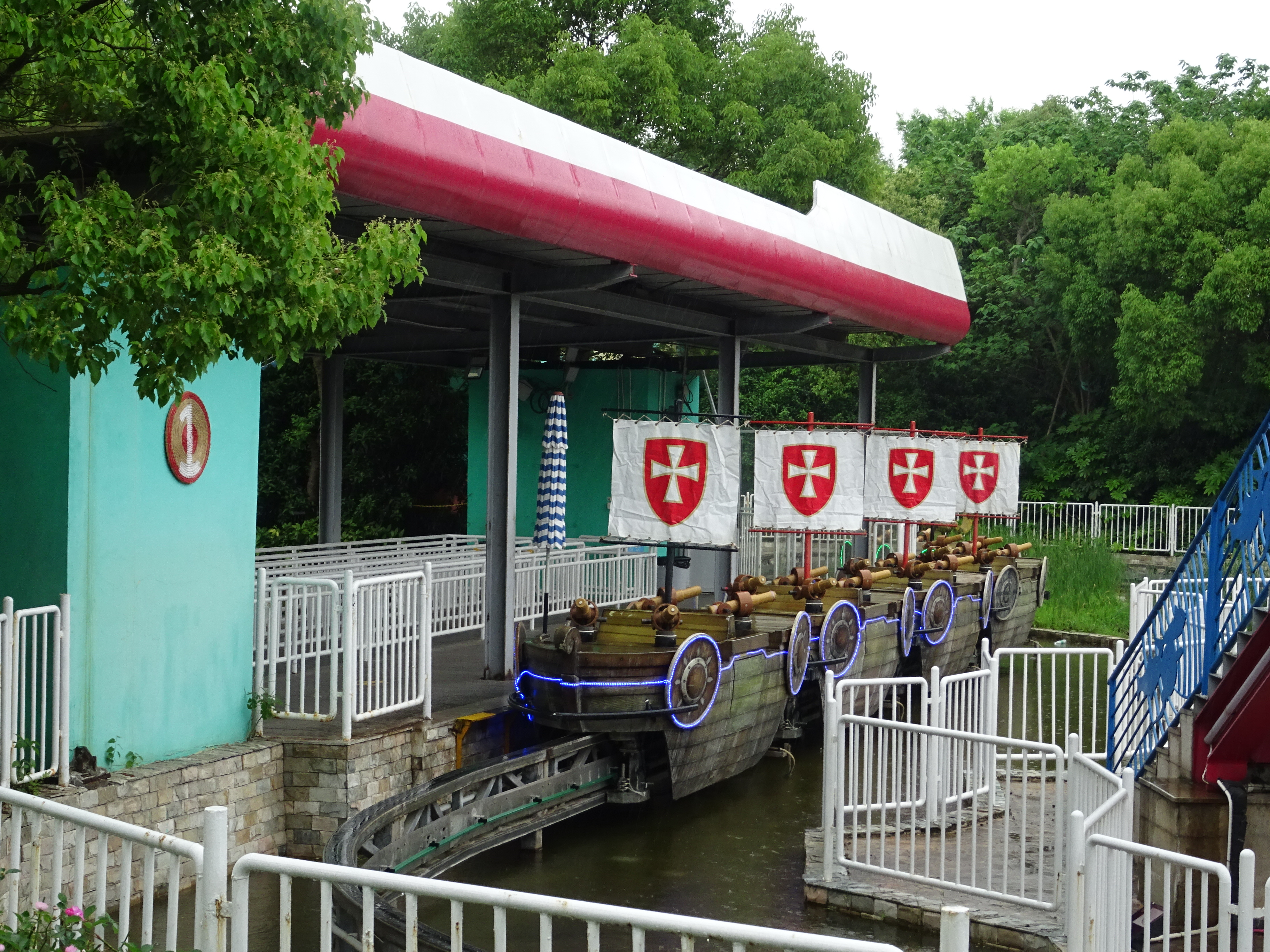
Splash Battle à Happy Valley (Shanghai)
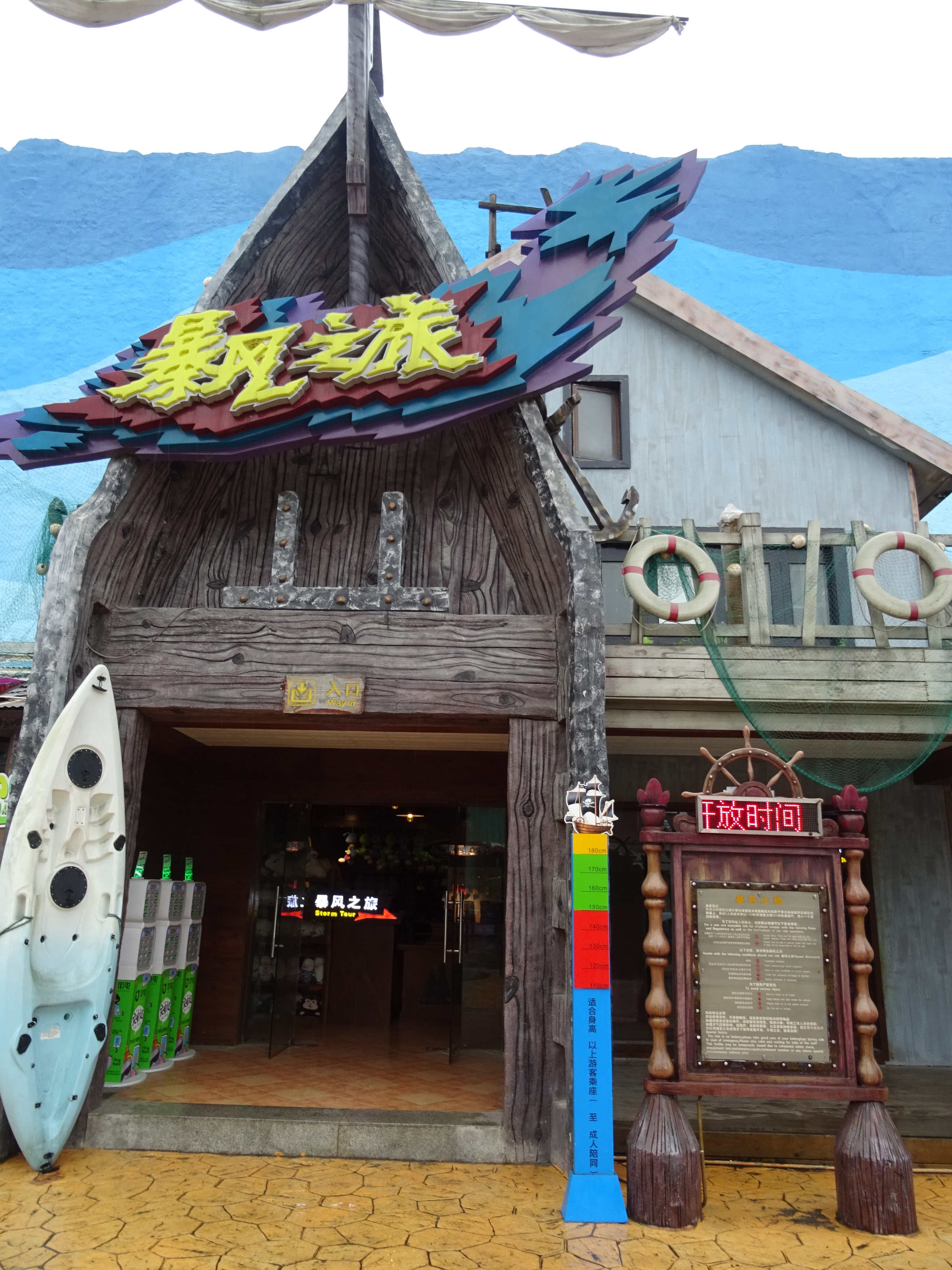
Storm Chaser à Happy Valley (Shanghai)
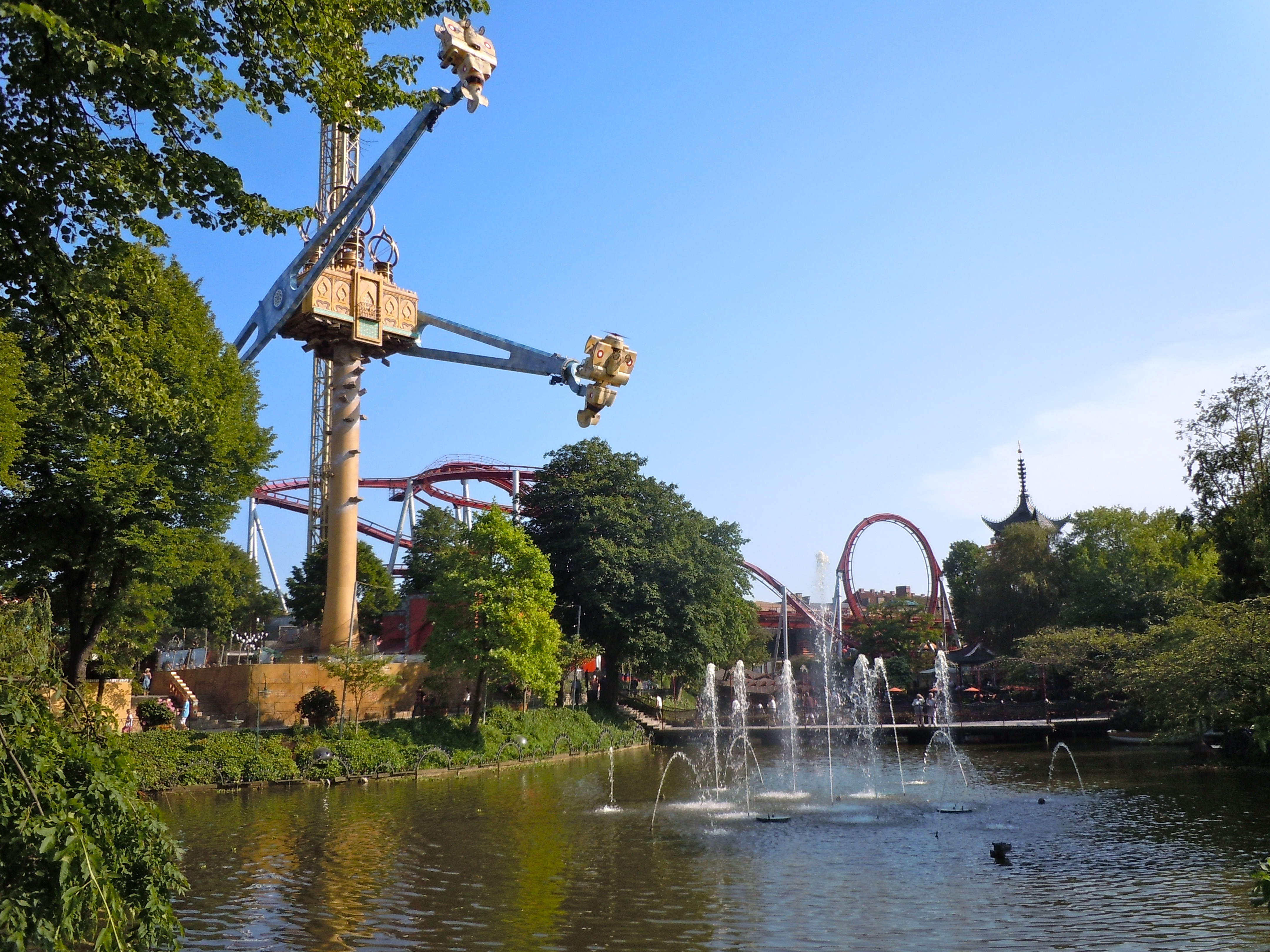
Vertigo aux jardins de Tivoli
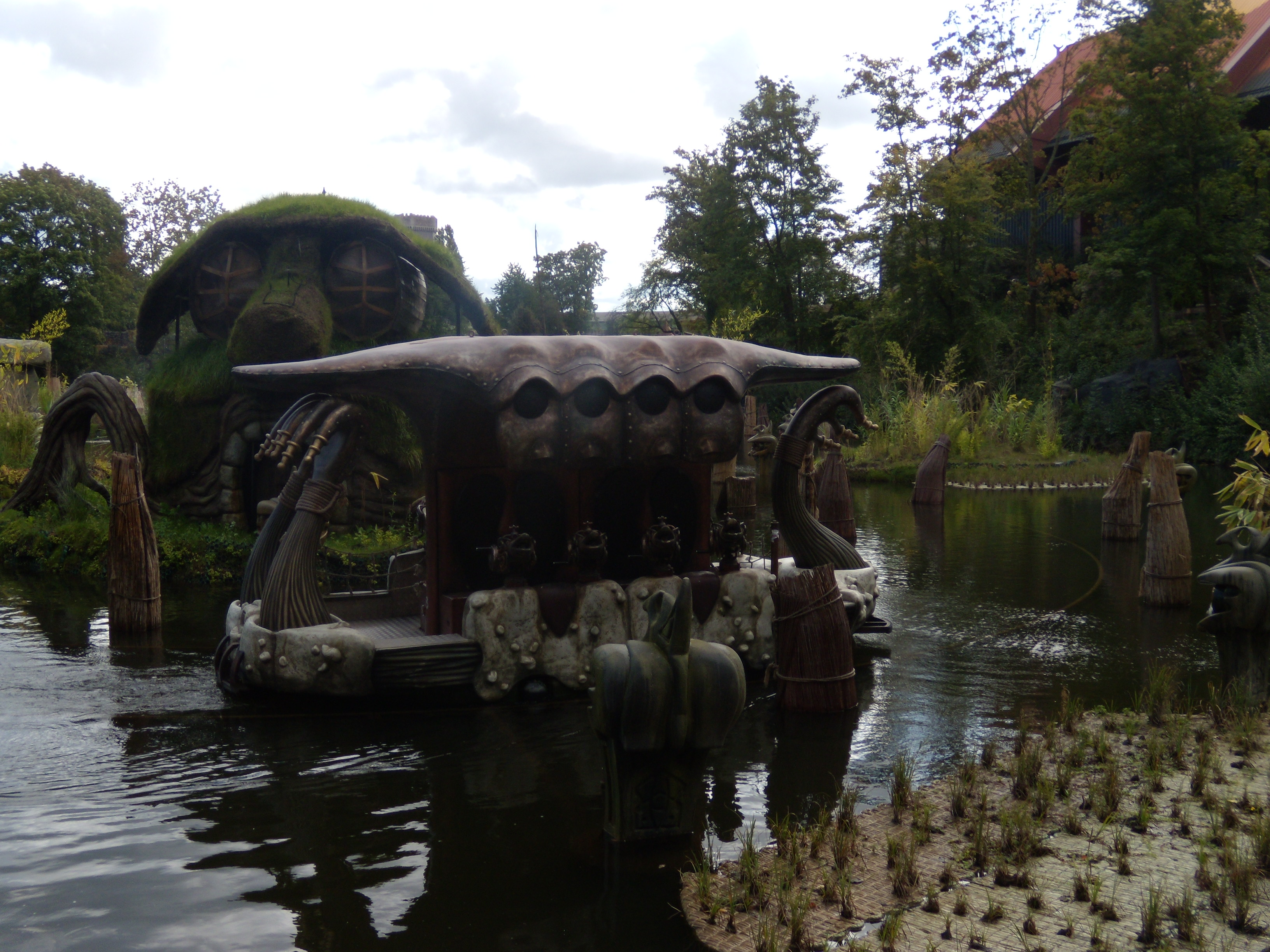
Wakobato à Phantasialand

#### Nouveau thème
| Nom                  | Type / Modèle                | Constructeur                  | Parc                   | Pays       | Anciennement       |
| -------------------- | ---------------------------- | ----------------------------- | ---------------------- | ---------- | ------------------ |
| Monster Mansion      | Barque scénique              | Arrow Development             | Six Flags Over Georgia | États-Unis | Monster Plantation |
| Ramses: Il risveglio | Parcours scénique interactif | Eagle Enterprises/Lagotronics | Gardaland              | Italie     | Valle dei Re       |

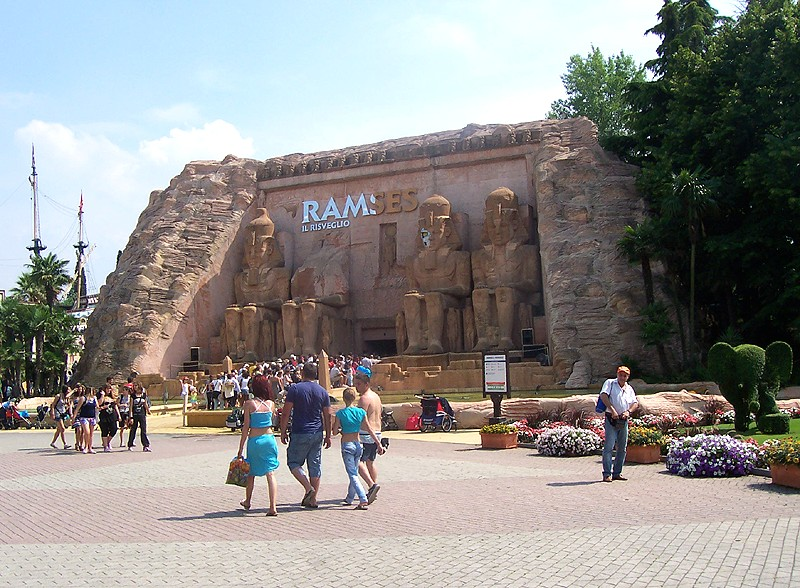
Ramses: Il risveglio

## Hôtels
- Efteling Bosrijk à Efteling ( Pays-Bas) - Inauguré le 11 décembre[15].
- Hotel Gold River à PortAventura World ( Espagne) - Inauguré le 14 juillet[3].

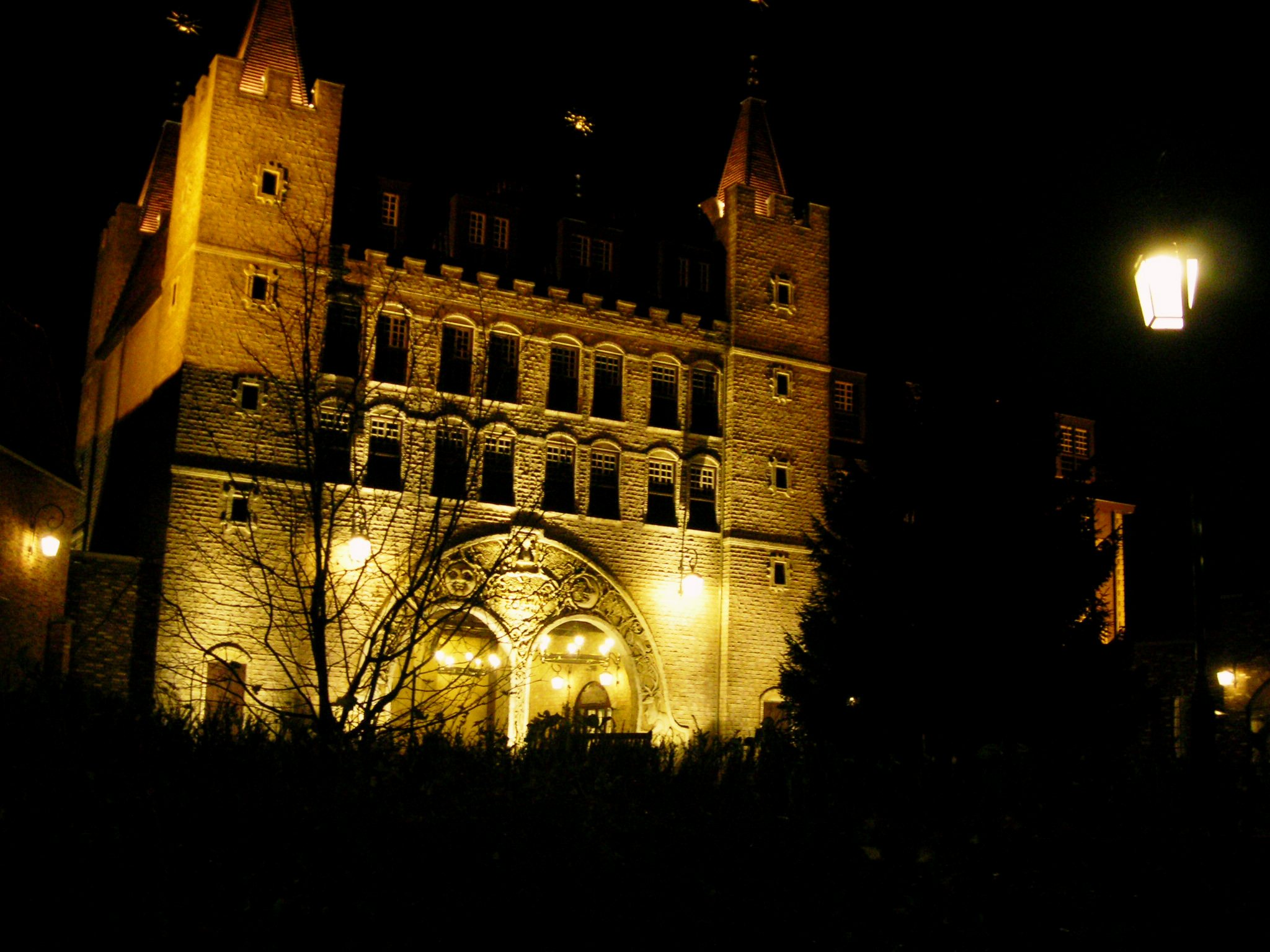
Bosrijk à Efteling
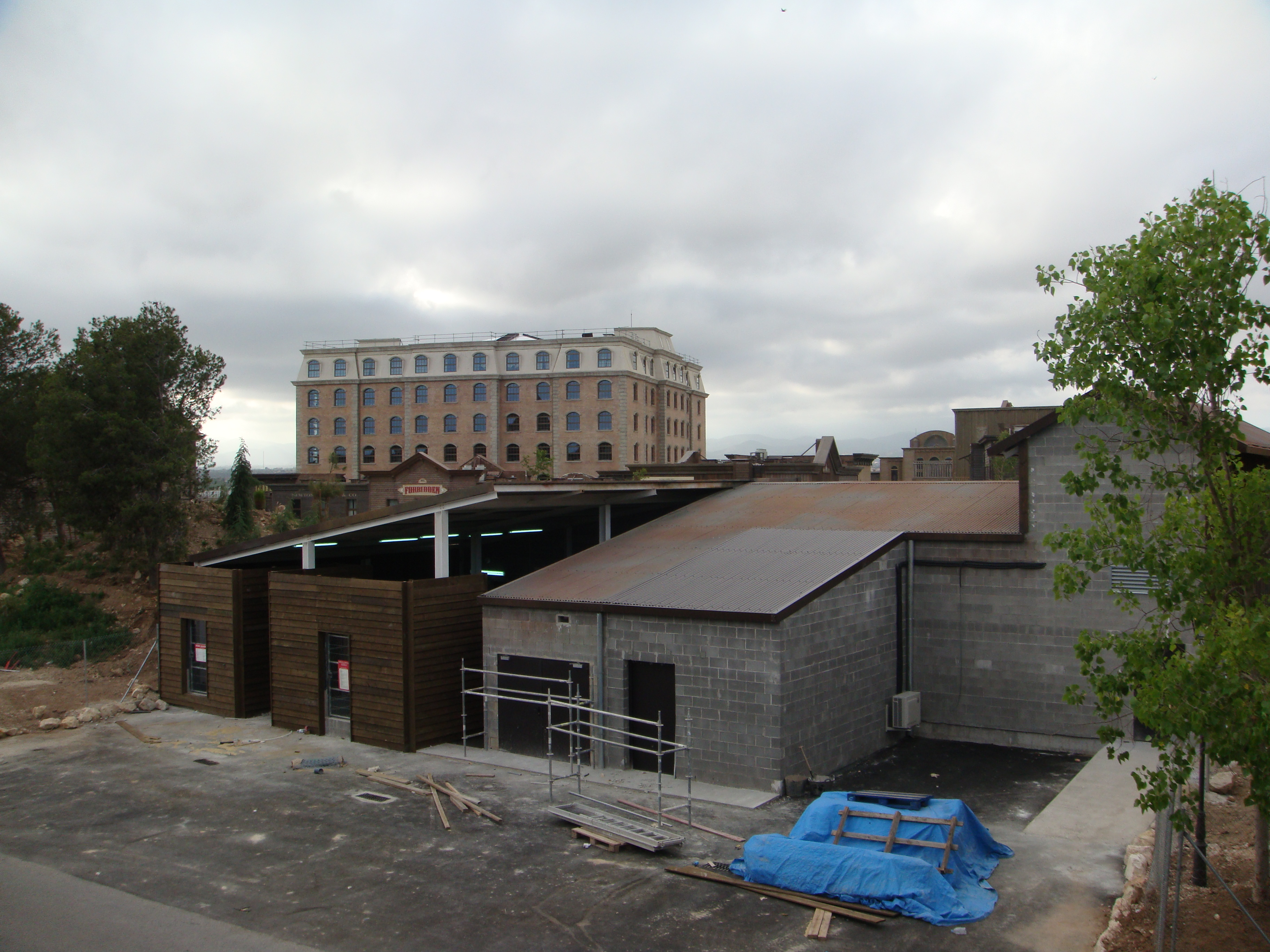
Construction de l'Hotel Gold River à PortAventura World